# Collezione Barberini

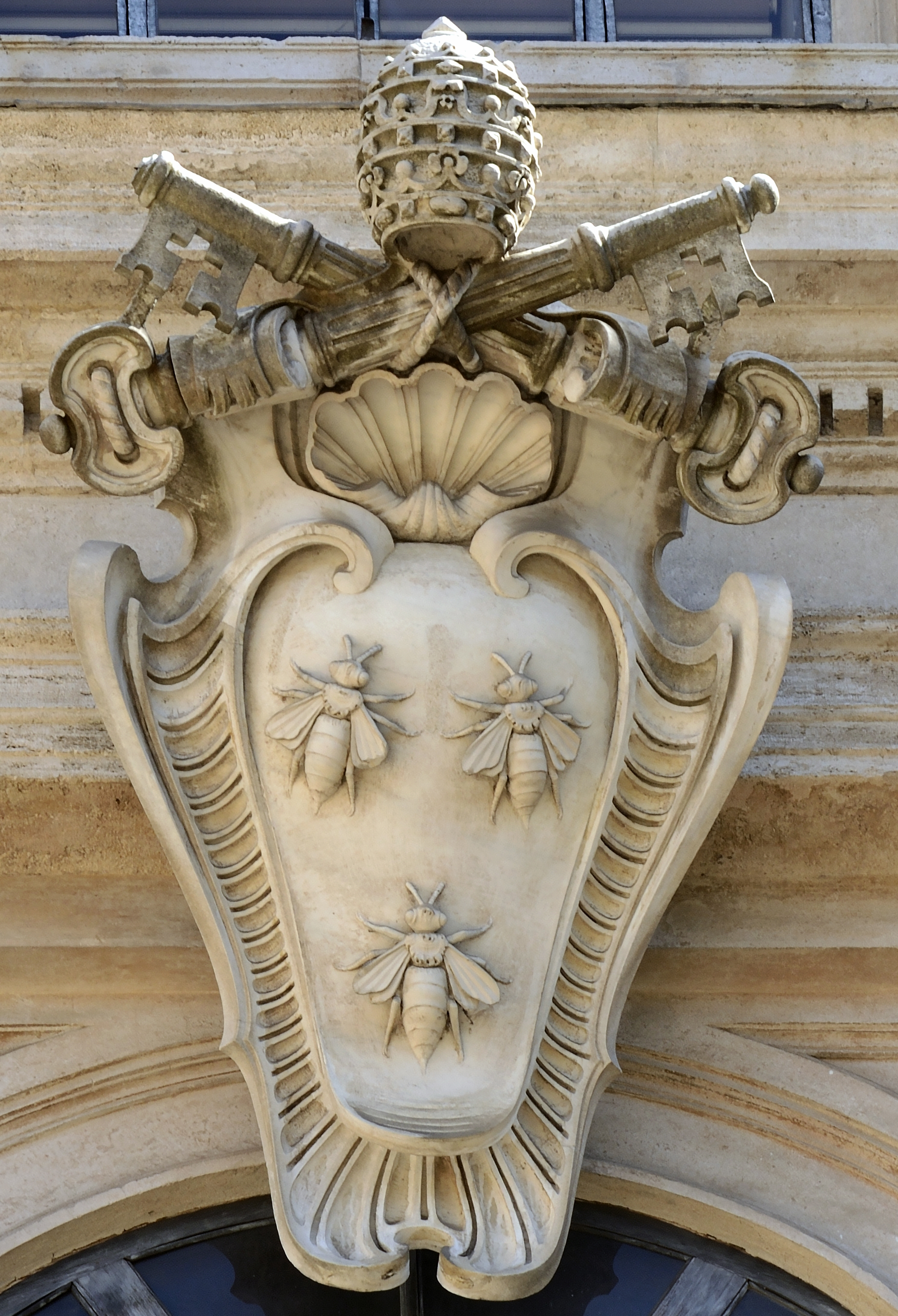
Stemma della famiglia Barberini

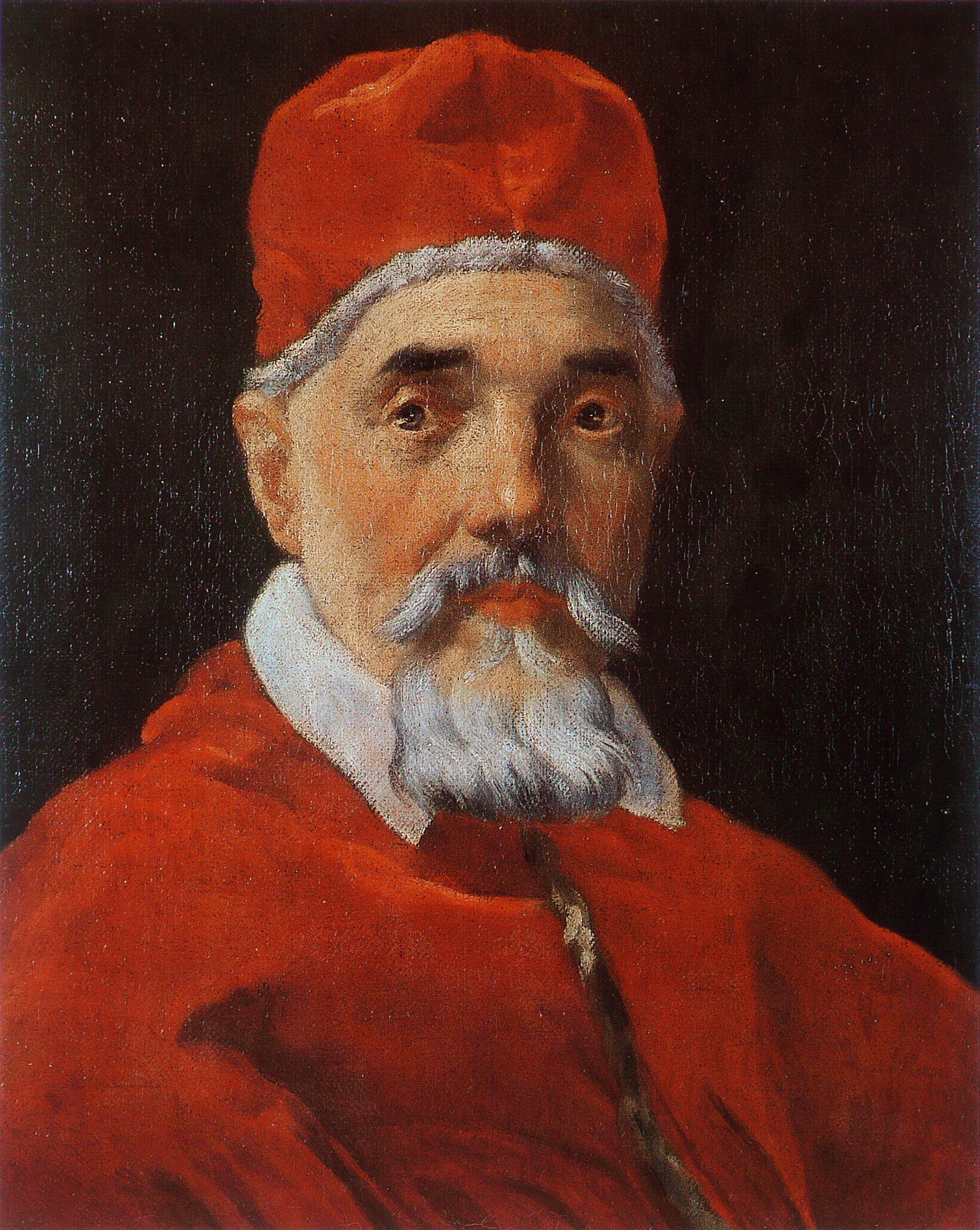
Gian Lorenzo Bernini, Ritratto di Urbano VIII

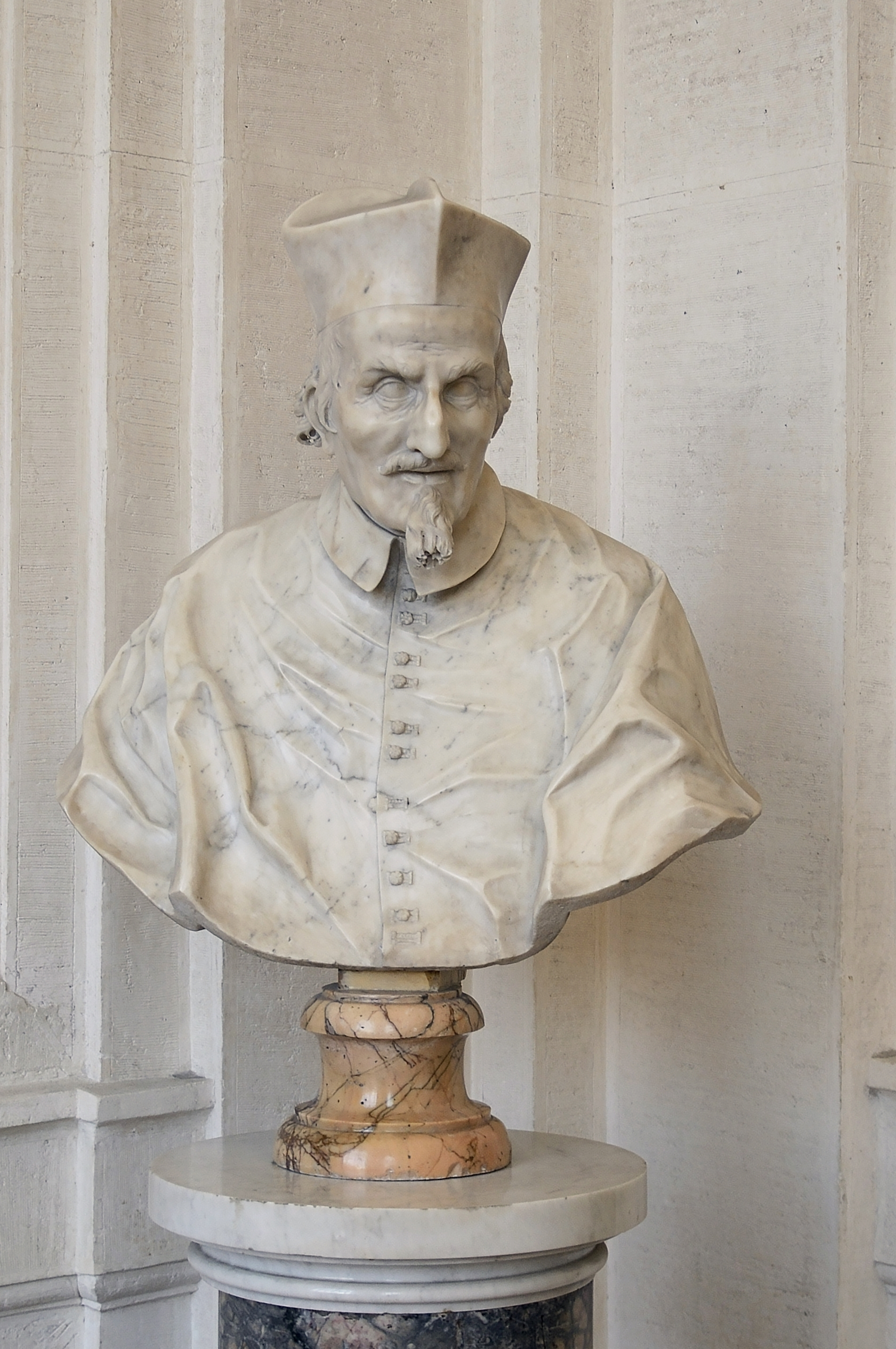
Gian Lorenzo Bernini, Busto del cardinale Francesco Barberini (cardinal nipote di Urbano VIII)

Carlo Maratta, Ritratto del cardinale Antonio Barberini (cardinal nipote di Urbano VIII)

La collezione Barberini è una collezione d'arte nata nel corso del Seicento a Roma, una delle principali espressioni del barocco.
La figura familiare dominante in ambito mecenatico fu quella di papa Urbano VIII, che con la sua politica diventa un vero e proprio manifesto dell'arte barocca, grazie al quale si raggiungono apici in ogni ambito artistico, da quello letterario a quello architettonico, pittorico e scultoreo (anche di antichità, seppur risulta marginale per quantità la raccolta di marmi antichi rispetto alle altre collezioni romane coeve).
La raccolta, organizzata tra il palazzo ai Giubbonari, quello della Cancelleria e soprattutto in gran parte nel sontuoso palazzo familiare alle Quattro Fontane di Roma, deve la sua evoluzione ai nipoti che hanno operato nell'orbita pontificia, i cardinal nipoti Antonio iuniore e, soprattutto, Francesco seniore nonché il principe di Palestrina Taddeo Barberini.
Estinto il ramo principale sul finire del Settecento con Cornelia Costanza, ultima discendente diretta del casato, la collezione (che già nel frattempo vide la vendita di alcuni pezzi per far fronte ai debiti familiari) è stata gravemente divisa a seguito del matrimonio della donna con un esponente dei Colonna di Sciarra tra le due linee createsi, da un lato gli originari Barberini principi di Palestrina e dall'altro gli eredi dei titoli Colonna dei principi di Carbognano, da cui quest'ultima è scaturita la vendita di un'ulteriore buona parte delle opere della collezione. Un successivo frazionamento ha interessato la collezione nell'Ottocento, con gli eredi Barberini dei principi di Palestrina che hanno creato ulteriori due rami familiari imparentati con i Corsini, che nel 1892 donarono allo Stato italiano buona parte della loro collezione, tra cui alcuni pezzi Barberini, e con i Sacchetti.
Il Regio decreto del 1934 ottenuto su pressioni della famiglia Barberini (nei rami Corsini e Sacchetti) causò tuttavia ancora un'altra dispersione della collezione. In ordine al dispositivo di legge, infatti, una parte esigua della raccolta doveva essere alienata allo Stato italiano, che qualche anno dopo comperò anche il palazzo di via Quattro Fontane per farne sede della Galleria d'arte antica, un altro gruppo di opere sarebbe rimasto di proprietà agli eredi Barberini, i cui discendenti del ramo Sacchetti tutt'oggi rimangono proprietari assieme ad alcuni locali di pertinenza del palazzo, mentre ancora un altro gruppo di opere era libero di alienazione nel mercato, anche estero, trovando così collocazione in vari musei e collezioni del mondo.
Nel 1952 lo Stato Italiano compra dagli eredi della collezione ulteriori centododici opere, cui se ne aggiunsero nel tempo altre ancora, portando la Galleria nazionale sita nell'originario palazzo familiare alle Quattro Fontane a possedere circa duecento opere dell'originario fondo Barberini.
Composta da opere dei principali autori del barocco romano (come Caravaggio, Guido Reni, Gian Lorenzo Bernini, Pietro da Cortona, Guercino, Giovanni Lanfranco, Andrea Sacchi e Nicolas Poussin), a oggi della collezione Barberini una parte è rimasta agli eredi della famiglia, un'altra è sita nell'omonimo palazzo di Roma, sede delle Gallerie nazionali d'arte antica, mentre un'altra parte è sparsa in vari musei del mondo.

## Storia

### Seicento

#### L'ascesa al soglio pontificio di Urbano VIII (1623)

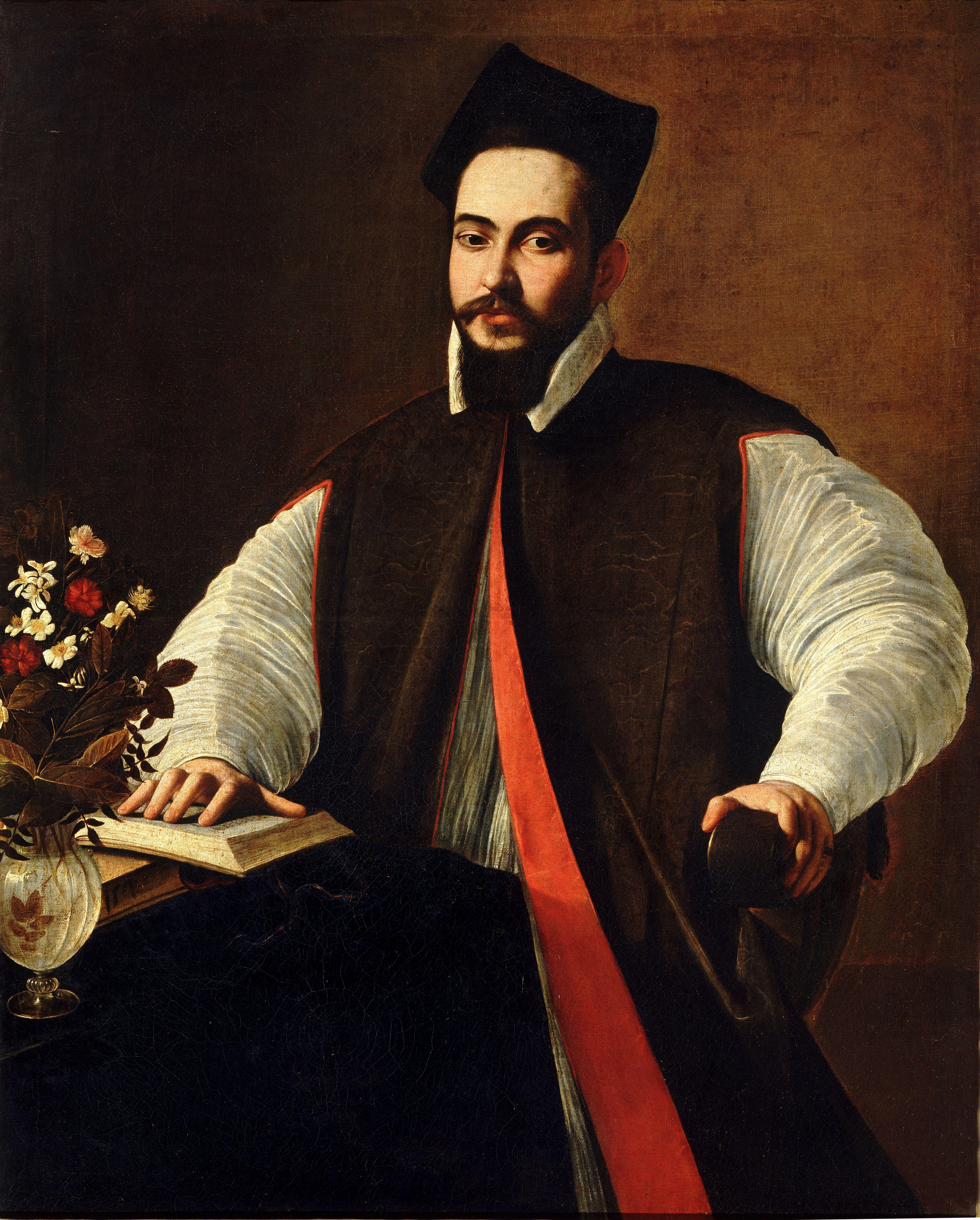
Caravaggio (attribuito a), Ritratto di Maffeo Barberini (o monsignor Francesco Barberini) come protonotario apostolico

Il cardinale Maffeo Barberini, studente in legge presso il collegio gesuita di Roma, viveva con lo zio monsignor Francesco Barberini seniore, che lo chiamò nel 1584 con sé dopo la prematura morte del fratello, nonché padre di Maffeo, Antonio Barberini. Francesco rappresenta quindi il primo approdo della famiglia nella città pontificia: nel 1581 acquista il palazzo ai Giubbonari, che rimarrà interamente di proprietà del nipote una volta che l'uomo morirà nel 1600.

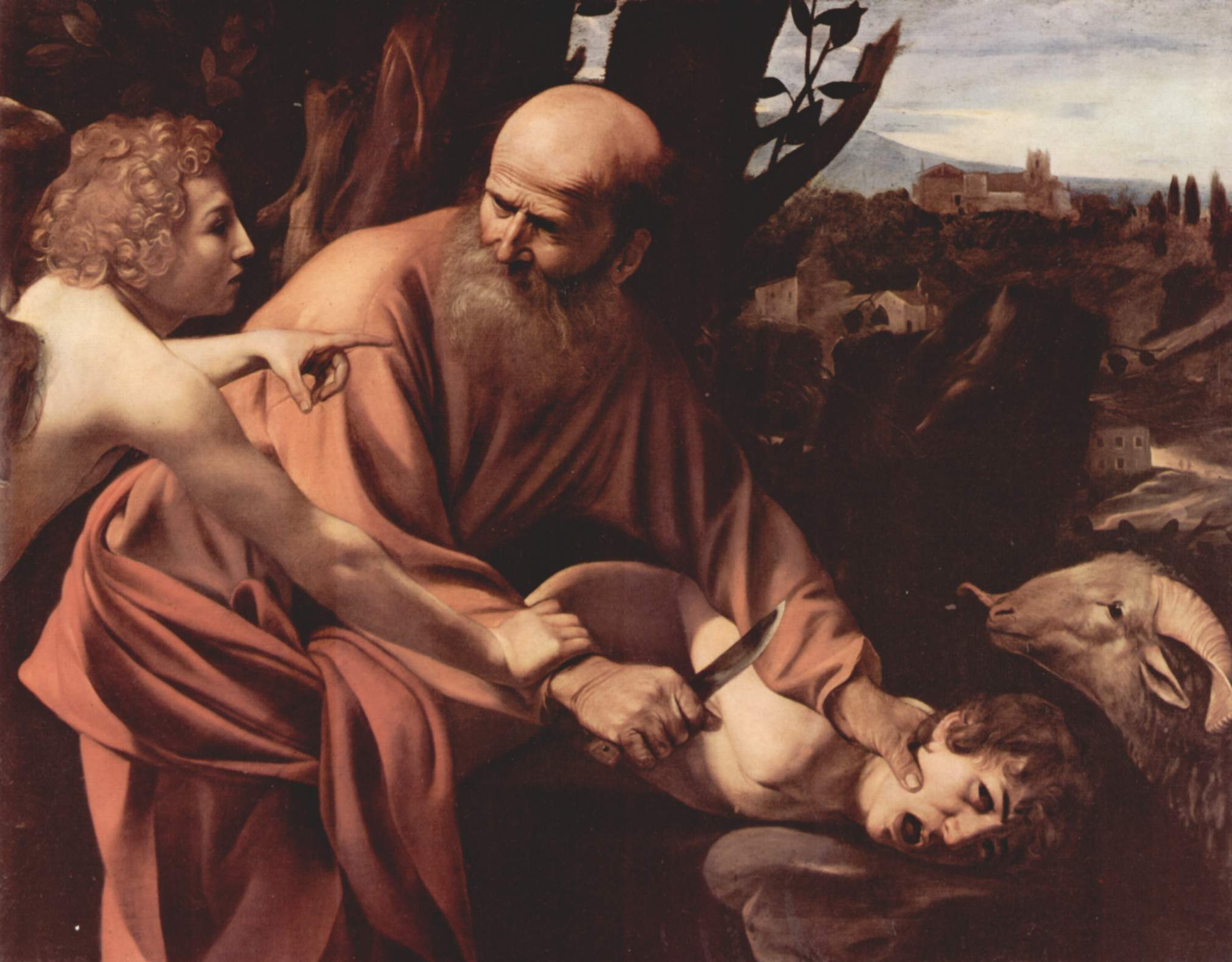
Caravaggio, Sacrificio di Isacco

Divenuto cardinale nel 1606, Maffeo finanzia altri acquisti immobiliari a Roma, compresi alcuni ampliamenti del palazzo ai Giubbonari (dove intanto viveva anche il fratello Carlo dal 1600) e la cappella di famiglia in Sant'Andrea della Valle, per la quale furono chiamati a decorarla Matteo Castelli, Pietro e Gian Lorenzo Bernini, Cristoforo Stati, Francesco Mochi e Ambrogio Bonvicino, mentre la pala che orna l'altare è di Domenico Passignano del 1616, anno anche di ultimazione dei lavori.
Maffeo inizia a raccogliere le prime opere della collezione artistica personale già dal 1603-1604, dove si registrano i pagamenti di complessivi 100 scudi a Caravaggio per la realizzazione del Sacrificio di Isacco (oggi agli Uffizi). Alla data del 1604, in occasione di una donazione di opere al fratello Carlo, risale un primo inventario dei beni del cardinale Maffeo, cui poi ne seguì un altro del 1608 che descriveva le opere in suo possesso collocate nel palazzo della famiglia Salviati presso il Collegio Romano, dove il cardinale viveva in fitto, fino a quello ultimo del 1623, in occasione di un ennesimo lascito al fratello Carlo quando fu eletto papa col nome di Urbano VIII. In quest'ultimo documento figuravano già il San Sebastiano gettato nella Cloaca Massima di Ludovico Carracci e la scultura del San Sebastiano di Gian Lorenzo Bernini, commissionate in origine nel 1612 e nel 1617 dal cardinale per l'ipogeo dedicato al santo sotto la cappella familiare in Sant'Andrea della Valle, progetto che poi sfumò.
Nel 1623 il cardinale sale al soglio pontificio col nome di Urbano VIII: iIl suo pontificato succede cronologicamente quelli Borghese di Paolo V e Ludovisi di Gregorio XV, pertanto rappresenta l'ultimo tassello, e probabilmente il più influente, di quel processo di rinnovamento artistico barocco avviato dal Borghese che ha caratterizzato la Roma del Seicento e di cui il pontificato Barberini ne diviene il manifesto culturale.

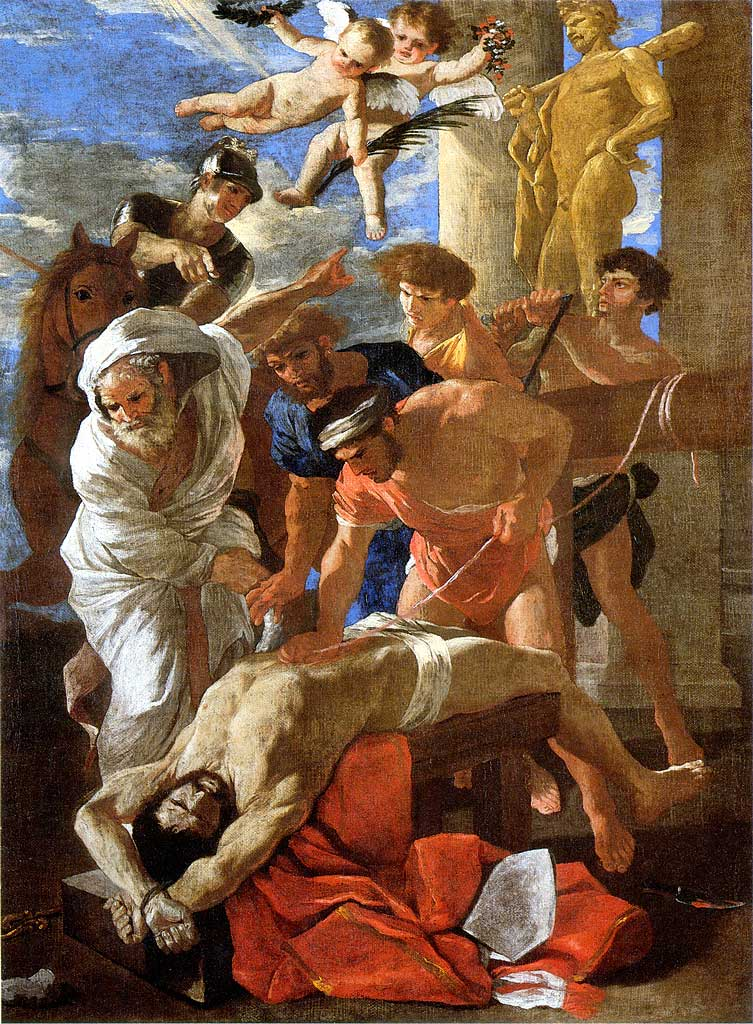
Nicolas Poussin, Martirio di Sant'Erasmo (bozzetto della tela commissionata dai Barberini per la basilica di San Pietro in Vaticano)

Qualche mese dopo la nomina di Urbano VIII vennero elevati a cardinali nipoti Francesco e Antonio Barberini, i quali contribuirono in maniera determinante, assieme all'altro fratello Taddeo, allo sviluppo in campo politico, economico e artistico della famiglia. Francesco aveva come suo artista prediletto Pietro da Cortona, Antonio prediligeva Andrea Sacchi e Carlo Maderno mentre Taddeo teneva sotto la sua protezione Andrea Camassei. Con la loro ascesa sociale i Barberini poterono assicurarsi una posizione influente nella Curia romana, con l'investitura anche di ruoli diplomatici cruciali per le logiche politiche.
Tanti furono i cantieri attivi sotto il regno di Urbano VIII, molti dei quali che hanno visto l'intervento di Gian Lorenzo Bernini (che invece era l'artista prediletto del papa, il quale realizzò nel 1628 su richiesta dello stesso pontefice il suo sepolcro monumentale in San Pietro), come i completamenti dei rifacimenti barocchi della basilica di San Pietro (compresa la commessa del Martirio di Sant'Erasmo a Nicolas Poussin), la costruzione della chiesa di Santa Maria Immacolata a via Veneto, quella di Santa Bibiana, l'ampliamento del palazzo del Quirinale con l'innalzamento della cinta muraria perimetrale e altri lavori di urbanistica, come la creazione di piazza del Tritone.
Oltre agli interventi pubblici Urbano VIII finanziò anche quello privato, con la costruzione del sontuoso palazzo di via Quattro Fontane, avviato nei lavori subito dopo l'elezione pontificia, sotto la supervisione del cardinale Francesco (che rappresenta in generale la figura più significativa della famiglia per quel che riguarda il mecenatismo). Con la salita al soglio, infatti, si pose il problema per i Barberini di dotarsi di un'adeguata dimora di rappresentanza poiché il palazzo ai Giubbonari, assegnato in un primo momento a Carlo e alla sua morte, nel 1630, passato al figlio Taddeo (principe di Palestrina dopo l'acquisto nello stesso anno del feudo dalla famiglia della moglie, i Colonna), Generale della Chiesa che vi manterrà la sua residenza per tutta la vita, non appariva più adeguato ad ospitare l'intero nucleo familiare.

#### Il grande manifesto politico di Urbano VIII e lo"Stile Barberini"

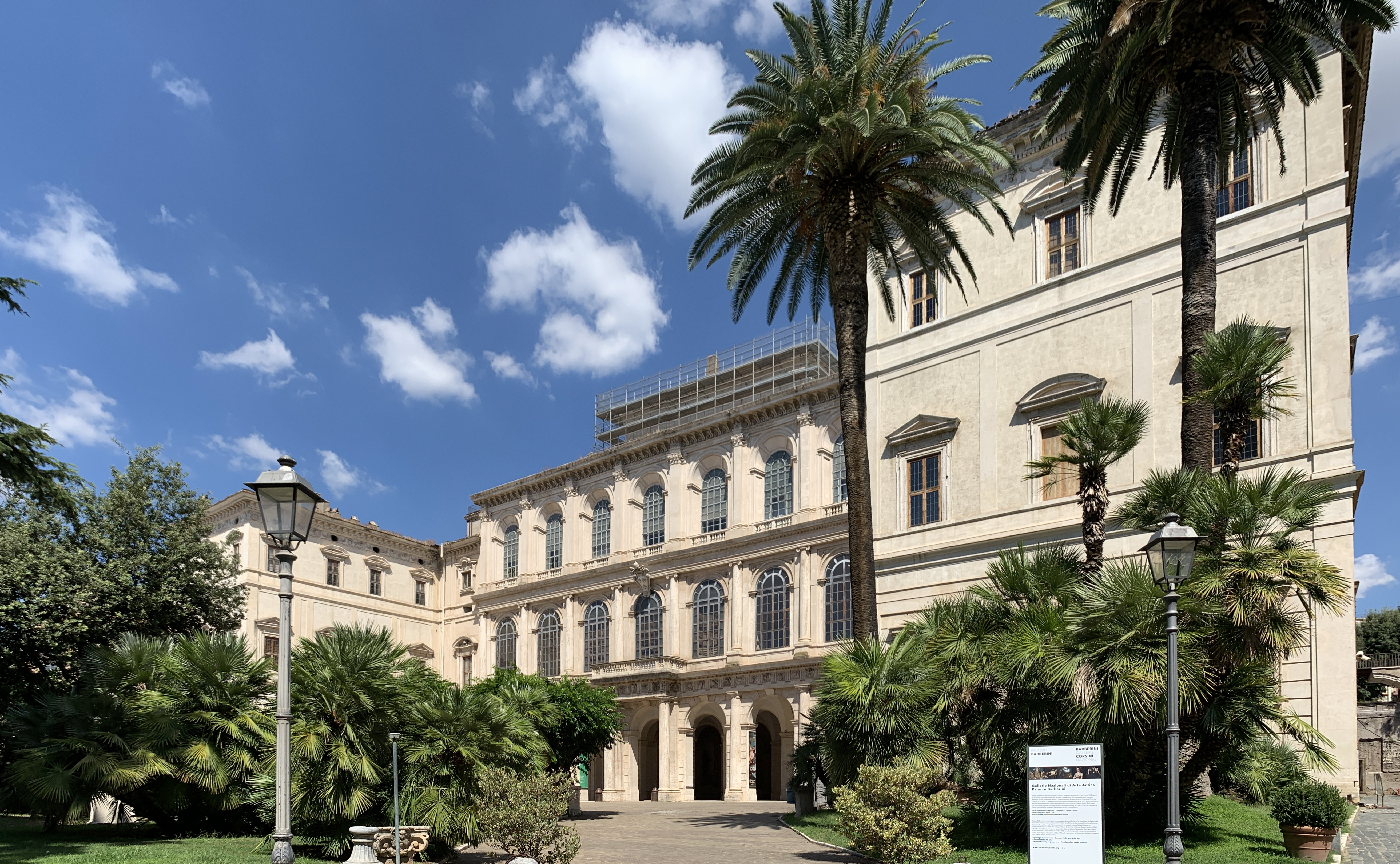
Palazzo Barberini alle Quattro Fontane, Roma

Urbano VIII mise in atto un sistema di controllo della produzione artistica romana, elaborando per il suo regno un preciso e ben riconoscibile stile artistico. Il movimento si poneva sostanzialmente a metà strada tra il classicismo carraccesco e il naturalismo caravaggesco, dove brillavano su tutti i bolognesi Guido Reni e Domenichino, il parmense Giovanni Lanfranco, il ritrattista romano Ottavio Leoni, i giovani Gian Lorenzo Bernini, Pietro da Cortona e Andrea Sacchi, il paesaggista Filippo Napoletano e Alessandro Turchi. Fu molto prolifica anche la schiera di artisti francesi che, promossi dai cardinali vicini agli ambienti barberiniani (come Mazzarino e Richelieu), trovarono consacrazione sotto il pontificato di Urbano VIII, come Nicolas Poussin, François Duquesnoy, Valentin de Boulogne, Jacques Stella.
Nel ventennio che caratterizza il pontificato di Urbano VIII si creò un vero e proprio "stile Barberini", inteso come quel modo di pensare l'arte e di fare collezionismo che diventa modello in tutta Europa, contribuendo alla rinascita della Roma cristiana trionfante contro l'avanzare del protestantesimo e alla diffusione del prestigio del casato papale.
Molteplici furono poi le personalità circolanti l'orbita familiare che ne hanno assorbito la cultura e che hanno contribuito alla diffusione del modus Barberini, come Cassiano dal Pozzo, segretario di Francesco Barberini, il cardinale Ascanio Filomarino, il cardinale Giulio Cesare e il banchiere papale Marcello Sacchetti, i cardinali Antonio Santacroce e Marzio Ginetti, l'archiatra del pontefice Giulio Mancini, i cardinali francesi, Giulio Mazzarino e Armand-Jean du Plessis de Richelieu, il marchese Vincenzo Giustiniani, il cardinale Bernardino Spada e i cardinali e futuri pontefici Fabio Chigi e Giulio Rospigliosi.
La prima grande architettura messa in piedi dalla nuova famiglia più potente di Roma fu il palazzo alle Quattro Fontane, edificato su preesistenti corpi di fabbrica. Francesco Barberini chiamò nel 1623 l'architetto Carlo Maderno (coadiuvato da Francesco Borromini) a eseguire il progetto dell'edificio, cui poi seguirono alla sua morte interventi di Gian Lorenzo Bernini, sempre col supporto del Borromini, che completarono il cantiere fino all'ultimazione nel 1633, dove furono realizzati anche i due scaloni monumentali alle estremità della facciata principale, uno quadrato (Bernini) e l'altro elicoidale (Borromini).
Oltre al monumentale palazzo familiare, il cui modello sarà ripreso anche per alcuni edifici realizzati in Europa, come il palazzo prussiano di Potsdam, a Urbano VIII si deve l'utilizzo dell'arte pittorica quale strumento di manifestazione del proprio dominio. Esemplificativa in tal senso è la sontuosa commessa avanzata a Pietro da Cortona tra il 1632 e il 1639 del ciclo di affreschi del salone grande del palazzo alle Quattro Fontane, dov'è rappresentato in chiave celebrativo il Trionfo della Divina Provvidenza e il compiersi dei suoi fini sotto il pontificato di Urbano VIII. L'opera si colloca tra le massime espressioni decorative barocche, senza precedenti fino a quel momento in campo artistico e che consacra definitivamente il Berrettini nella scena romana.

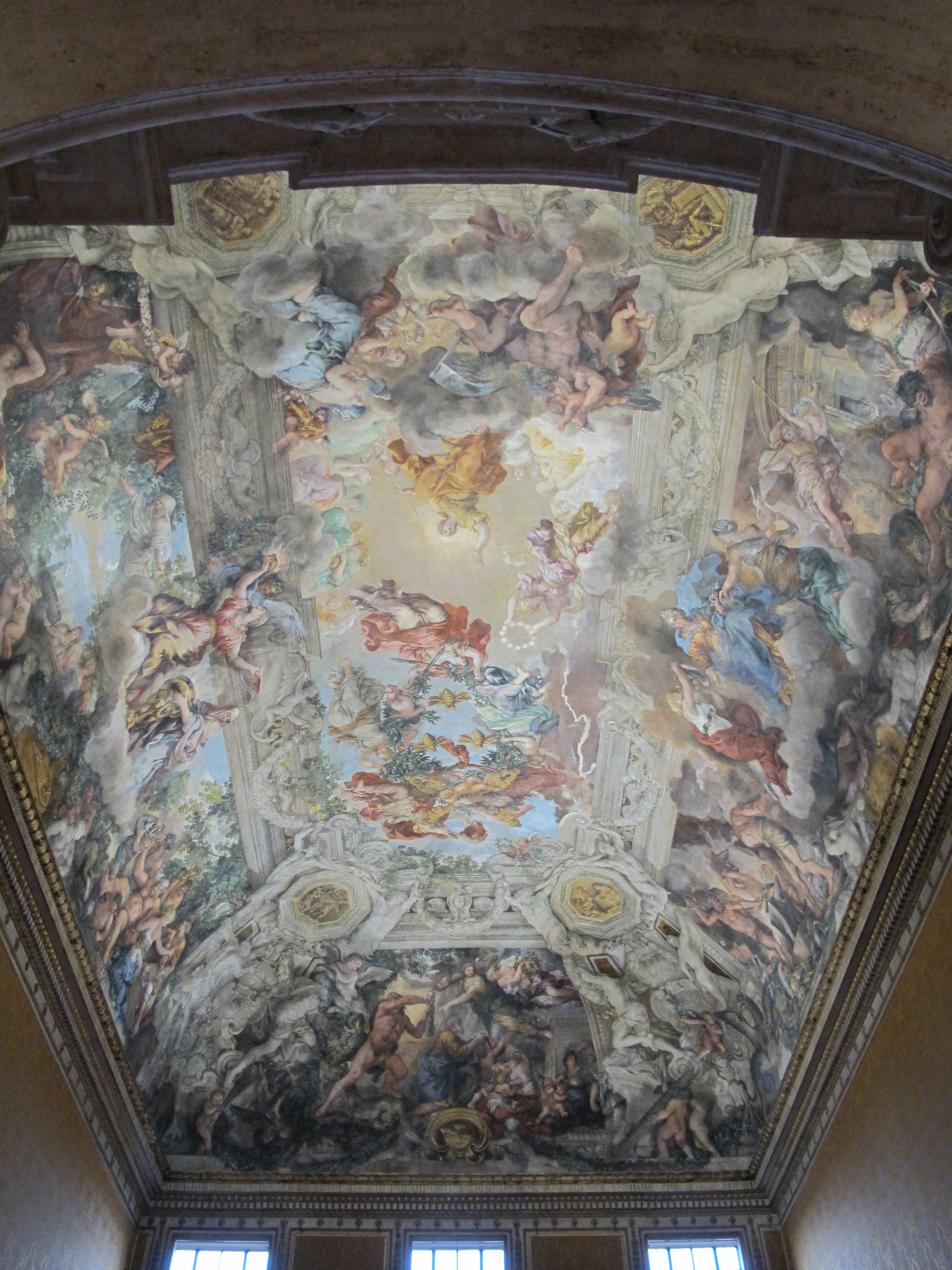
Pietro da Cortona, Trionfo della Divina Provvidenza

Pietro da Cortona fu avvicinato alla corte papale grazie all'intercessione di Cassiano dal Pozzo che per primo lo portò a conoscere il cardinale Francesco Barberini. Il pittore, assieme alla sua bottega, oltre che al grande ciclo encomiastico lavorò per la famiglia in molte opere pittoriche, come la Caduta della manna e la Costruzione del tabernacolo, commissionati per essere donati da Amedeo dal Pozzo, marchese di Voghera e cugino di Cassiano, alla famiglia Savoia, o i replicatissimi Giacobbe e Labano, il Labano cerca gli idoli e le Tre virtù cardinali, Fede, Speranza e Carità. Il Berrettini fu attivo presso i Barberini anche come architetto e disegnatore di monumenti scultorei, tra cui le due tombe in San Lorenzo fuori le mura, una del poeta John Barclay e una del giurista Bernardo Guglielmi e l'apparato della macchina delle Quarantore, commissionata per il carnevale del 1633 nella chiesa di San Lorenzo in Damaso (presso cui Gian Lorenzo Bernini riceverà nel 1638 da Francesco Barberini l'incarico di progettare la nuova abside), incorporata nel palazzo della Cancelleria dove dal 1632 il cardinale Francesco visse per un periodo, quando divenne vicecancelliere alla morte di Ludovico Ludovisi (cardinal nipote del pontefice precedente a Urbano VIII).
Conseguente al successo del maestro toscano, alla corte di Urbano VIII trovò la sua strada anche un collaboratore di bottega del Cortona, Giovanni Francesco Romanelli, chiamato nel 1638 ad affrescare la sala della contessa Matilde del palazzo Apostolico con le Storie della contessa (che ebbe il merito di convincere l'imperatore a sottomettersi al papa) mentre l'apparato decorativo scultoreo fu affidato a Gian Lorenzo Bernini. Il Romanelli entrò quindi nelle grazie di Giulio Mazzarino in questa circostanza e fu chiamato in Francia ad eseguire alcuni affreschi del palazzo del cardinale (poiché il Cortona non poteva spostarsi da Roma) contribuendo così all'esportazione dello stile adottato nella commessa Barberini, ossia quello dell'affresco a mo' di quadro riportato entro finte cornici dipinte, del tutto nuovo in terra transalpina. Mazzarino fu particolarmente influente nel diffondere in Francia lo stile barberiniano: nel 1640 funge infatti da intermediario del cardinal Richelieu per la committenza del Busto col suo ritratto a Gian Lorenzo Bernini, che ovviamente eseguì l'opera solo dopo l'avallo dei suoi protettori Barberini.

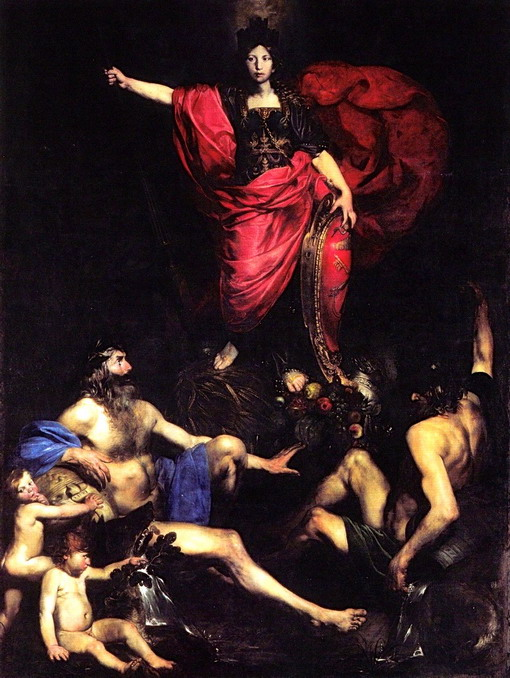
Valentin de Boulogne, Allegoria dell'Italia

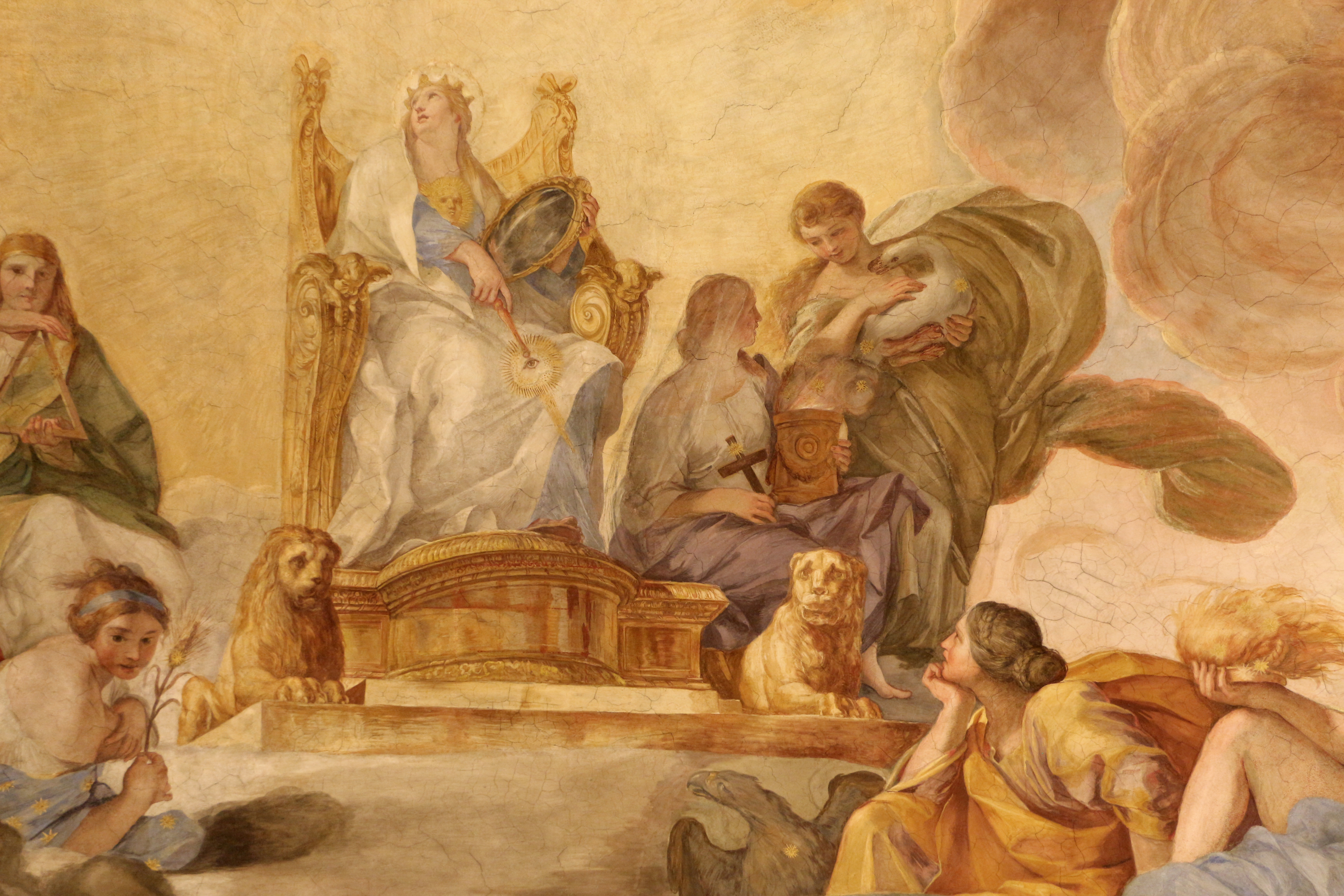
Andrea Sacchi, particolare della Divina Sapienza seduta sul trono Barberini

Ancora un altro collaboratore del Cortona determinante nella diffusione in Europa dello stile Barberini fu Ciro Ferri, che replicò molte volte i dipinti del maestro, come il Costantino ordina la distruzione degli idoli e Giacobbe e Labano presenti nella collezione del cardinal nipote Francesco e che ben presto circoleranno grazie alle svariate copie di bottega anche nelle collezioni francesi e inglesi.
Nel frattempo il principe Taddeo Barberini convoca anch'egli il Cortona per realizzare alcuni cicli di affreschi nell'ala di palazzo di sua pertinenza, ossia nella cappella privata dell'appartamento suo e di sua moglie, Anna Colonna, mentre Andrea Sacchi fu chiamato alla realizzazione di un altro ciclo per la volta della sala immediatamente precedente, dove eseguì nel 1629 un ulteriore tema col fine encomiastico per la famiglia, quello dell'Allegoria della Divina Sapienza. Il soggetto riscosse tale successo al punto che fu replicato su tela in diverse redazioni dal Sacchi per volere del cardinal Antonio Barberini, con lo scopo di farne dono a fini diplomatici: una versione del 1635 fu regalata prima al mercante di diamanti Valguarnera, un'altra nel 1638 all'ambasciatore imperiale d'Asburgo Giovanni Antonio I di Eggenberg e un'altra datata 1653 e pagata 500 scudi fu invece donata a papa Alessandro VII Chigi (oggi alla Galleria nazionale di palazzo Barberini a Roma).
Questa pratica non era inconsueta per la famiglia Barberini, che utilizzava le opere artistiche proprio per aggraziarsi vecchie e nuove alleanze e poter così guidare la politica europea indirizzandola verso obiettivi clericali: esemplificative sono le commesse di Francesco a Nicolas Poussin dei due dipinti sulle storie di Gerusalemme, la Distruzione del tempio (1626) e la Presa della città (1638), richieste per farne dono rispettivamente al cardinale Richelieu e ancora all'ambasciatore imperiale di Vienna.
Anche su tela i soggetti furono talvolta utili a creare contenuti ideologici e politici incentrati sul pontificato familiare: Francesco Barberini già nel 1627 possedeva il dipinto di Charles Mellin dell'Allegoria della Pace e delle Arti durante il Pontificato Barberini, mentre nel 1637 commissionò a Valentin de Boulogne la grande opere dell'Allegoria dell'Italia con le api Barberini e ai lati i fiumi dell'Arno e del Tevere, chiaro riferimento a Urbano VIII e ai suoi territori di appartenenza (origine e di arrivo), uno dei capolavori assoluti del pittore francese e della collezione.

#### La collezione dei fratelli Francesco, Taddeo e Antonio Barberini

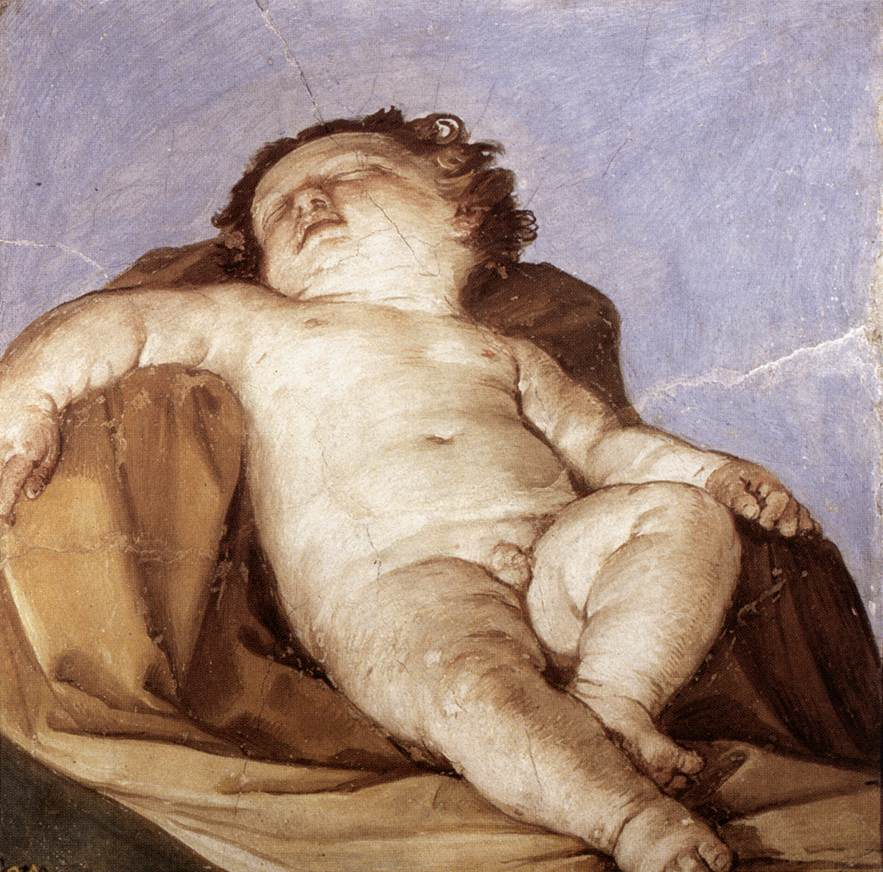
Guido Reni, Putto dormiente

Tanti furono gli artisti che avviarono o consolidarono la propria attività sotto il dominio Barberini, tra questi vi furono Domenichino, Giovanni Lanfranco, Ottavio Leoni, Gian Lorenzo Bernini, Orbetto, Andrea Sacchi, Pietro da Cortona, Nicolas Poussin, Simon Vouet, François Duquesnoy, Valentin de Boulogne e Guido Reni. Quest'ultimo fu chiamato nel 1627 a mostrare dinanzi al papa le sue doti artistiche al fine di riuscire a ottenere la commessa dei cicli con le Storie di Attila in San Pietro in Vaticano; per l'occasione compì un affresco con un putto dormiente che piacque talmente tanto al cardinale Francesco al punto che lo staccò, incorniciò e tenne nella propria collezione personale.

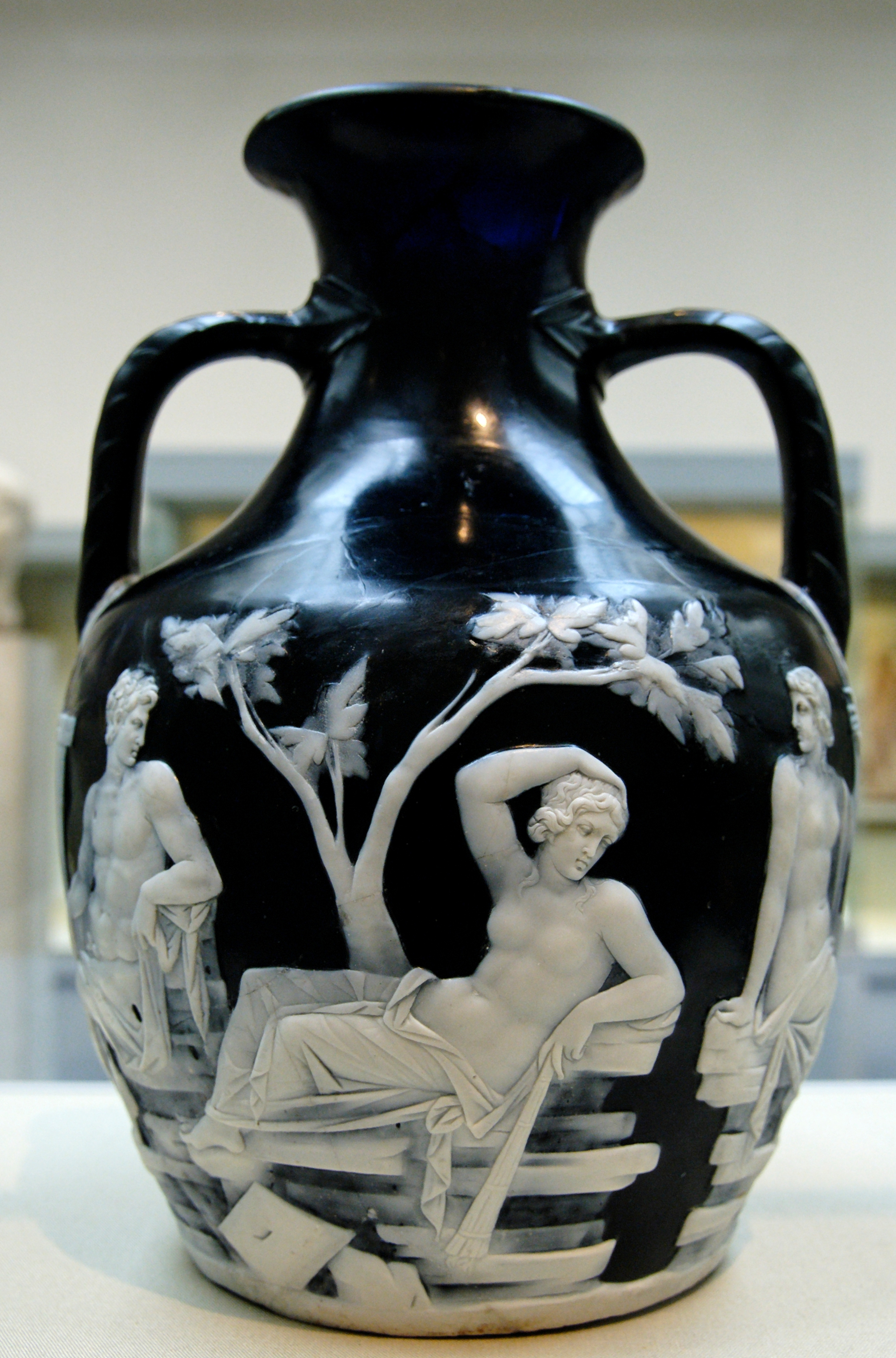
Vaso Barberini

Tra le prime e più importanti immissioni di opere nella collezione Barberini fatte dai tre fratelli vi sono gli acquisti del 1626 di dipinti e oggetti dalla collezione del cardinale Francesco Maria Del Monte, messa all'asta dagli eredi. Il cardinale Antonio comperò per 550 scudi ventiquattro dipinti, tra cui tre quadri di Caravaggio (Santa Caterina d'Alessandria, Suonatore di liuto nella versione di New York e I bari nella versione di Fort Worth) e un San Girolamo del Guercino. Taddeo ebbe un esborso iniziale di 420 scudi per l'acquisto dei diversi beni della collezione mentre la spesa più consistente fu quella di Francesco, che acquistò diverse opere per una cifra iniziale pari a 974 scudi, di cui 200 soli per il prezioso vaso blu (oggi al British di Londra), a cui si aggiunsero altri 558 per ventisette dipinti, tra cui opere di scuola veneta (Giorgione, Tintoretto, Jacopo Bassano il Vecchio, il Pordenone), di scuola emiliana (Guido Reni, Francesco Albani, Annibale Carracci, Federico Barocci, il Garofalo) e altre di scuola caravaggista (Gerrit van Honthorst, Jusepe de Ribera, Alessandro Turchi, Filippo Napoletano). L'incetta di quadri della collezione di Francesco Maria Del Monte proseguì poi anche con l'acquisto di altre opere attraverso svariati prestanome, come nel caso di Prospero Fagnani, che per il cardinale Antonio comperò altri due quadri di Caravaggio, un vaso di fiori non rintracciato e I musici (versione di New York, che poi il cardinale dona nel 1634 in Francia al maresciallo Charles I de Créquy assieme ad un altro gruppo di opere, per poi passare quattro anni dopo nella collezione del cardinale Richelieu).

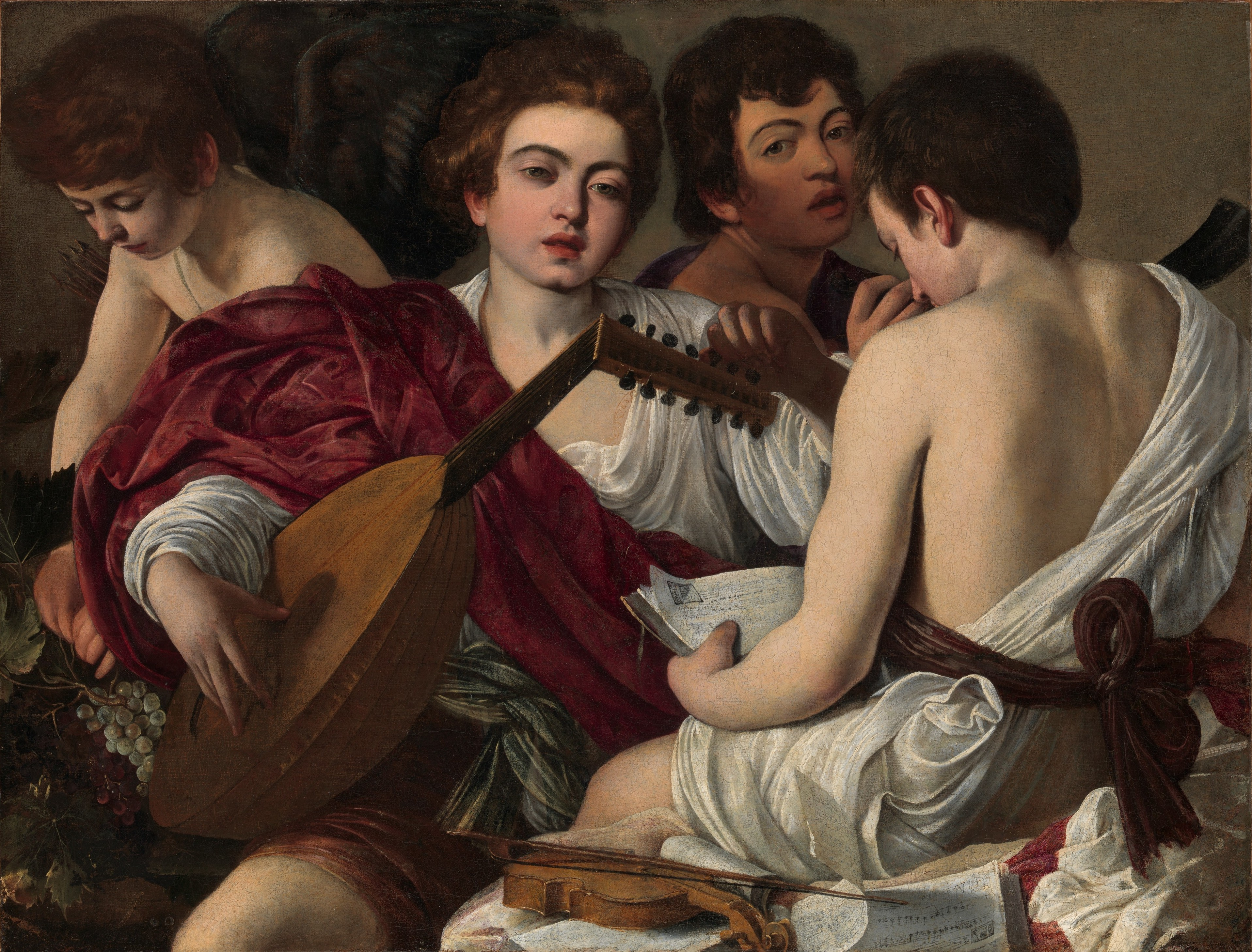
Caravaggio, I musici

La collezione Barberini era al tempo quasi certamente la più grandiosa di Roma per quantità e qualità, a cui reggevano il passo solo le raccolte Borghese e Giustiniani. Seppur divisa tra i vari esponenti del casato, la collezione era comunque quasi prevalentemente collocata all'interno del palazzo alle Quattro Fontane, dove vivevano i due cardinali, che diviene così cuore dell'arte barocca in Europa. Francesco, figura principale della famiglia in ambito mecenatico che comunque aveva alcune opere presso il palazzo della Cancelleria dove viveva dal 1632 quando fu vicecancelliere, aveva la propria collezione presso gli appartamenti dell'ala sud, Antonio invece aveva la sua raccolta in quella nord, mentre Taddeo aveva la sua collezione nel palazzo ai Giubbonari, dove rimaneva residente.
Girolamo Tezi, letterato al servizio del cardinale Antonio Barberini, descrisse la collezione del suo protettore e del cardinal Francesco site nel palazzo alle Quattro Fontane (senza specificare quali opere fossero dell'uno e dell'altro, dato che invece si desume da in quali appartamenti fossero collocate le medesime) nelle sue Aedes Barberinae del 1639 ed editato nel 1642, che costituisce così un documento essenziale per comprendere lo spessore della raccolta già a quel tempo.
Al piano terra, nell'ala che si affacciava su piazza Barberini era collocata la Galleria di Francesco, che constava in quattro stanze dov'erano centoquattro tavolette con i ritratti di uomini illustri fiorentini, il Cristo dodicenne tra i dottori di Albrecht Dürer (oggi al Thyssen-Bornemisza di Madrid), svariate opere dei maestri veneti (Tiziano, Tintoretto, Sebastiano del Piombo e Giorgione), il capolavoro di Nicolas Poussin, la Morte di Germanico (oggi al Minneapolis Institute of Arts), l'Elia nutrito dai corvi di Guercino (oggi alla National di Londra), il Paesaggio con il lago di Castel Gandolfo di Claude Lorrain (oggi al Fitzwilliam Museum di Cambridge), il Ritratto di Enrichetta regina d’Inghilterra attribuito alla scuola di Van Dyck e la statua classica della Supplice Barberini (oggi al Louvre).
La sala di Parnaso (affrescata sulla volta da Andrea Camassei con scene di Apollo e le Muse, oggi perdute), era chiamata anche sala del Cembalo per via della presenza della celebre arpa Barberini che il musicista di corte Marco Marazzoli lascia in eredità al cardinale Antonio Barberini, strumento che compare anche in un dipinto di Giovanni Lanfranco della collezione (oggi rimasto in loco al museo d'arte antica di Roma), ospitava l'Et in arcadia ego di Guercino (rimasto a palazzo Barberini) e i tre dipinti di Caravaggio che furono di proprietà di Antonio (il Suonatore di liuto del Metropolitan Museum di New York, la Santa Caterina d’Alessandria del Thyssen-Bornemisza di Madrid, entrambi che compaiono negli inventari del cardinale del 1644 e del 1671, e la versione de I bari al Kimbell Art Museum di Fort Worth). Nello studio di Antonio Barberini era esposta anche la Fornarina di Raffaello (rimasta a palazzo Barberini), acquistato nel 1642 da Giovanni Buoncompagni, duca di Sora e genero della la contessa Caterina Nobili Sforza di Santa Fiora, prima titolare del dipinto, il cui edificio (palazzo Sforza) era stato inglobato nell’ala nord del costruendo palazzo Barberini, mentre nella sala da letto del cardinale erano esposte le ventotto tavole degli uomini Illustri di Giusto di Gand provenienti dallo studiolo di Federico da Montefeltro nel palazzo Ducale di Urbino e dapprima acquistate da Urbano VIII nel 1631.

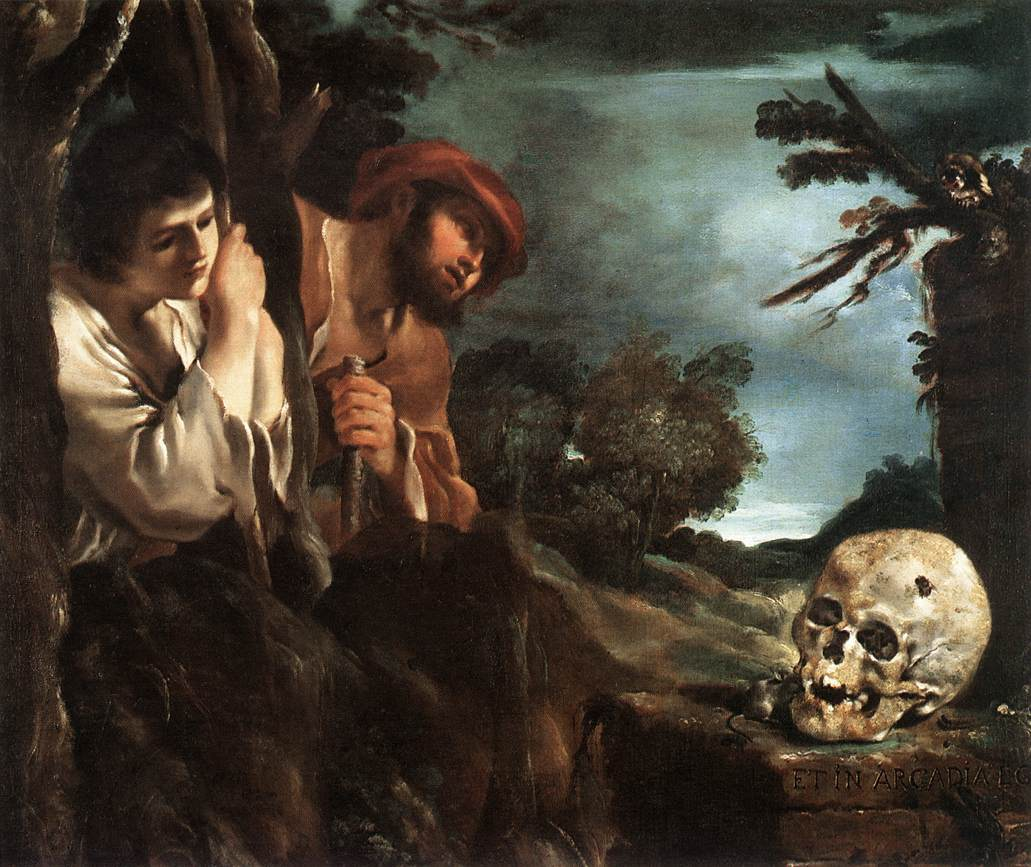
Guercino, Et in Arcadia ego

I fratelli (ma più in generale tutta la famiglia) non furono promotori solo dell'arte pittorica, ma si interessarono anche di altri ambiti culturali. Antonio Barberini guardò alla musica: il compositore Marco Marazzoli rappresenta tra i massimi musicisti di corte che ha fatto parte dell'entourage del cardinal nipote dal 1629 e che nel 1637 è divenuto suo aiutante di camera, occasione nella quale fece dono al suo protettore di tre dipinti di Giovanni Lanfranco della sua quadreria, la Venere che suona l'arpa, la Cleopatra morente e l'Erminia fra i pastori e (le prime due nel museo del palazzo Barberini).

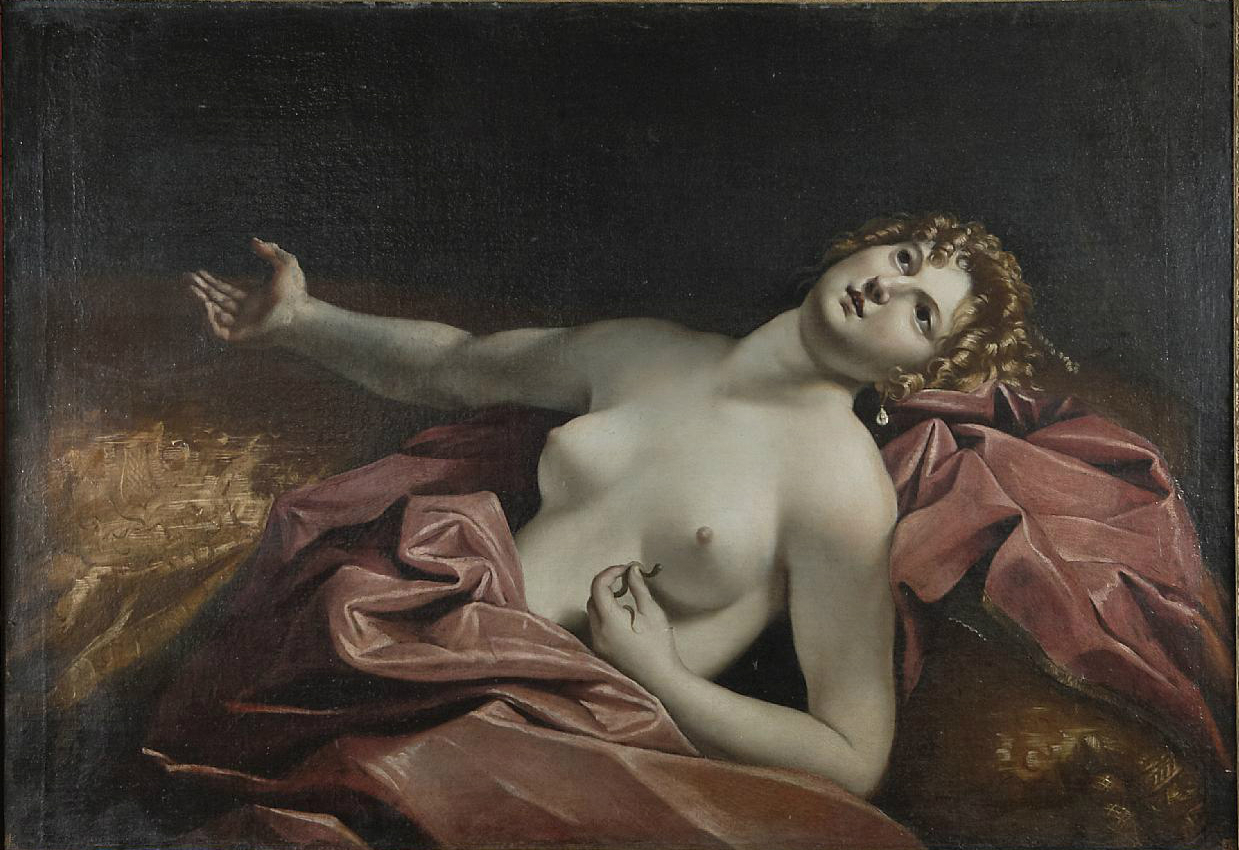
Giovanni Lanfranco, Cleopatra morente

Francesco Barberini disponeva di una ricca biblioteca composta da circa 40.000 volumi, inaugurò nel 1632 all'interno degli appartamenti di sua pertinenza del palazzo il teatro di corte, adibito a spettacoli musicali, e fu il fondatore di una manifattura di arazzi a Roma nel 1627. Gli inventari del cardinale segnalano infatti numerosi arazzi che decorano le sale dei suoi appartamenti, da quelli raffiguranti semplici battute di caccia e paesaggi alle serie più numerose come le Storie di Ciro, le Storie di Calcut, la Vita di Costantino (serie donata dal re di Francia Luigi XIII e disegnata da Peter Paul Rubens), le Storie di Apollo, altre sulla Vita di Costantino (di integrazione a quelle francesi), quelle di Cristo e le Storie di Urbano VIII (queste ultime quattro tutte realizzate proprio dall'arazzeria fondata dal cardinal Francesco partendo da cartoni dipinti rispettivamente da Clemente Maioli, Pietro da Cortona, Giovan Francesco Romanelli e Antonio Gherardi).
Già dal primo inventario di Francesco (1631) appariva inoltre molto ricca la collezione di busti marmorei coi ritratti (anche postumi) degli esponenti del casato, realizzati dal Bernini e dalla sua cerchia: in suo possesso figuravano un busto del cardinale Antonio Marcello Barberini e un altro di Alessandro (entrambi fratelli di Urbano VIII, di cui il primo del Bernini e oggi al museo di palazzo Barberini a Roma, noto anche in un'altra redazione identica coeva commissionata a Giuliano Finelli per la cappella in San Giovanni dei Fiorentini e il secondo non rintracciato), una pendance composta da Antonio Barberini seniore (padre di Urbano VIII, non rintracciato) e Camilla Barbadori (madre di Urbano VIII, eseguito da Gian Lorenzo Bernini e oggi a Copenaghen), originariamente commissionati dal cardinale Maffeo Barberini (futuro papa) per la cappella gentilizia in Sant'Andrea della Valle, dove di fatto furono collocati, e poi riposizionati dal cardinale Francesco nella sua galleria alle Quattro Fontane. Ancora sono registrati un busto del monsignor Francesco Barberini (zio di Urbano VIII) di Gian Lorenzo Bernini (oggi al museo di Washington) e infine il busto di Maria Duglioli Barberini (vedova di uno dei fratelli del cardinale Francesco, oggi al Louvre) di Giuliano Finelli. A questi si aggiungono nell'inventario del 1649 anche i busti di Carlo Barberini (fratello di Urbano VIII), noti in due redazioni, una di Francesco Mochi oggi al Museo di Roma a palazzo Braschi e l'altro rimasto in collezione privata Barberini e poi trasferito in raccolta milanese.

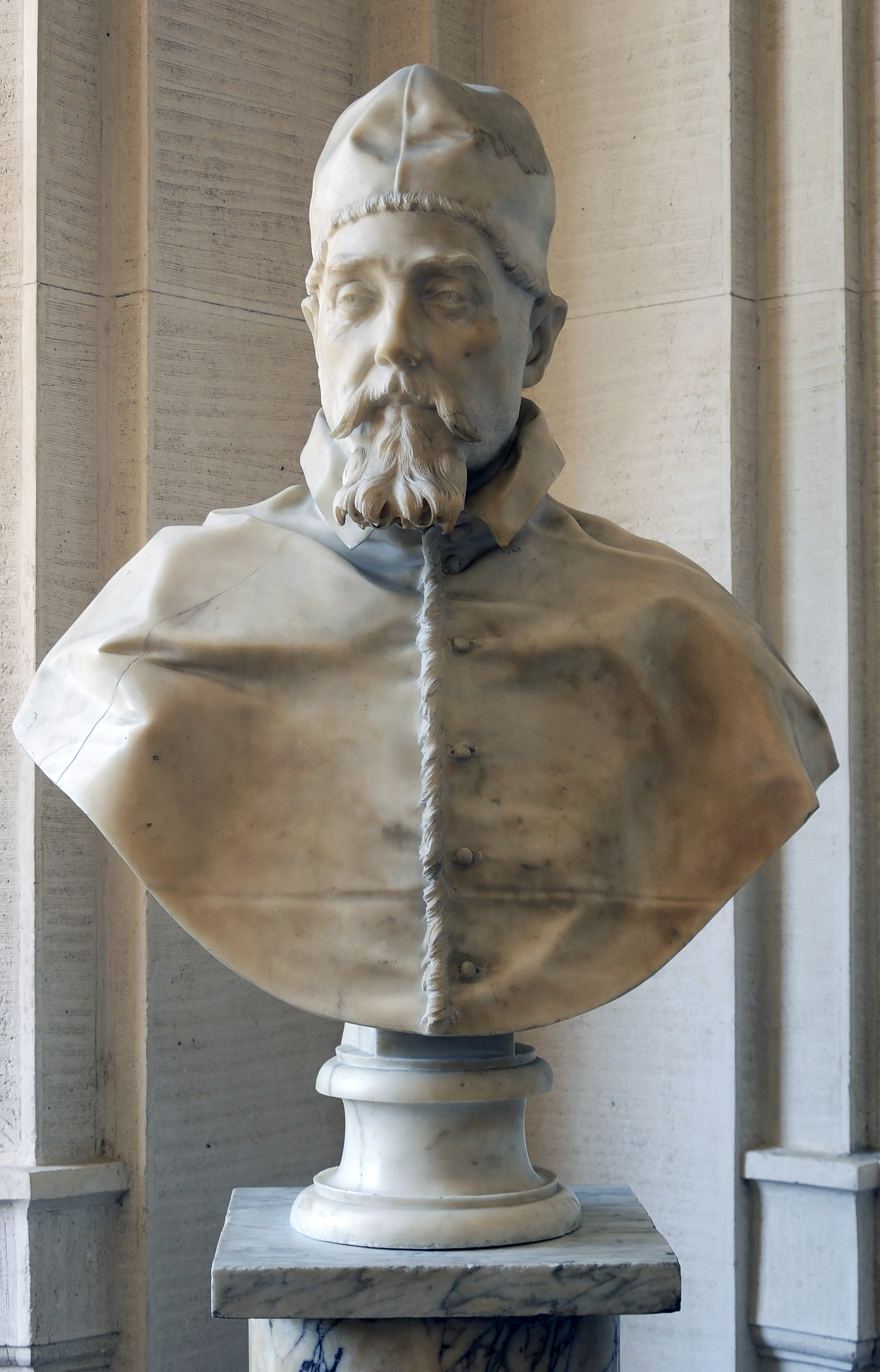
Gian Lorenzo Bernini, Busto di papa Urbano VIII
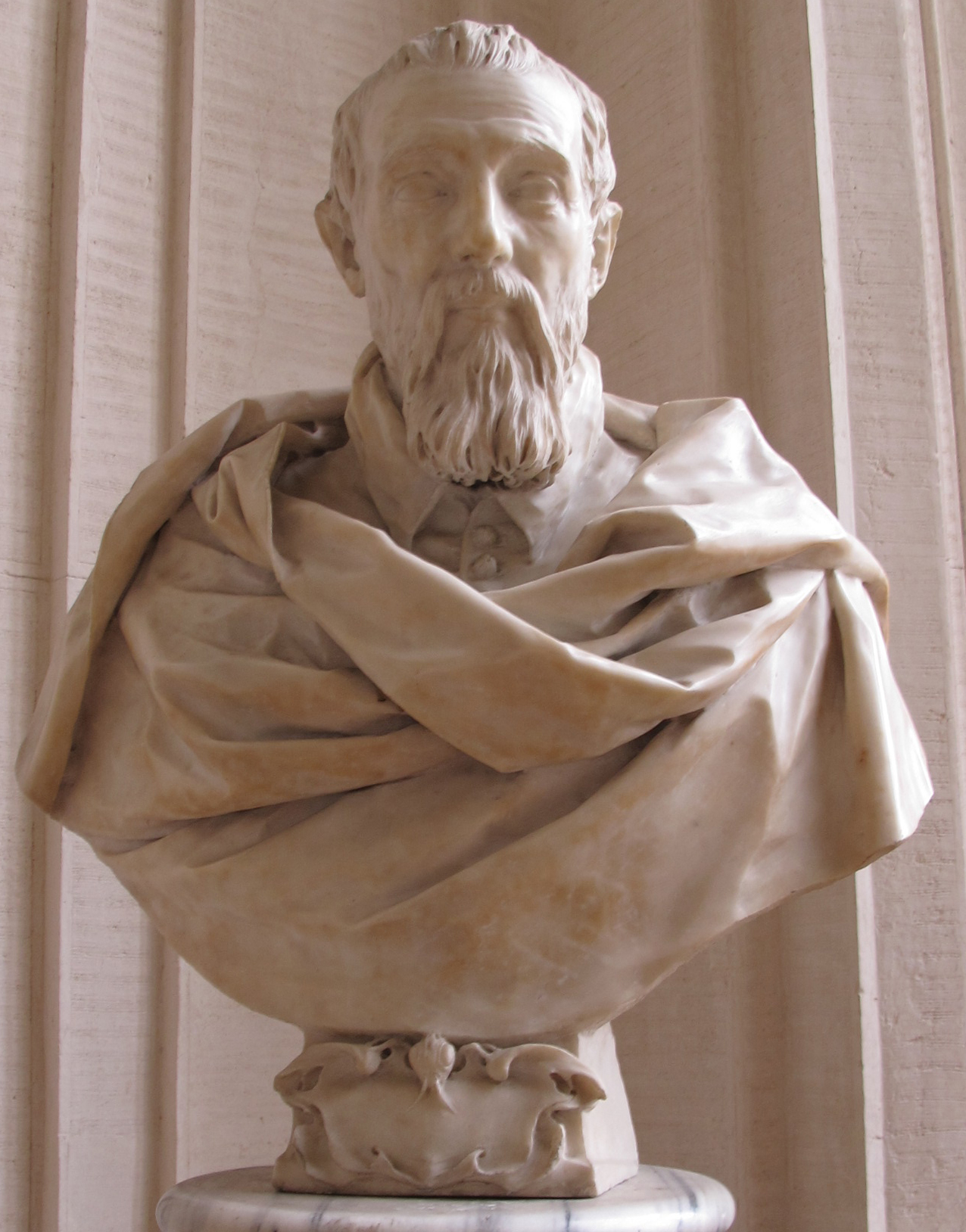
Gian Lorenzo Bernini e Giuliano Finelli, Busto di Antonio Barberini (1494-1559, prozio di Urbano VIII)
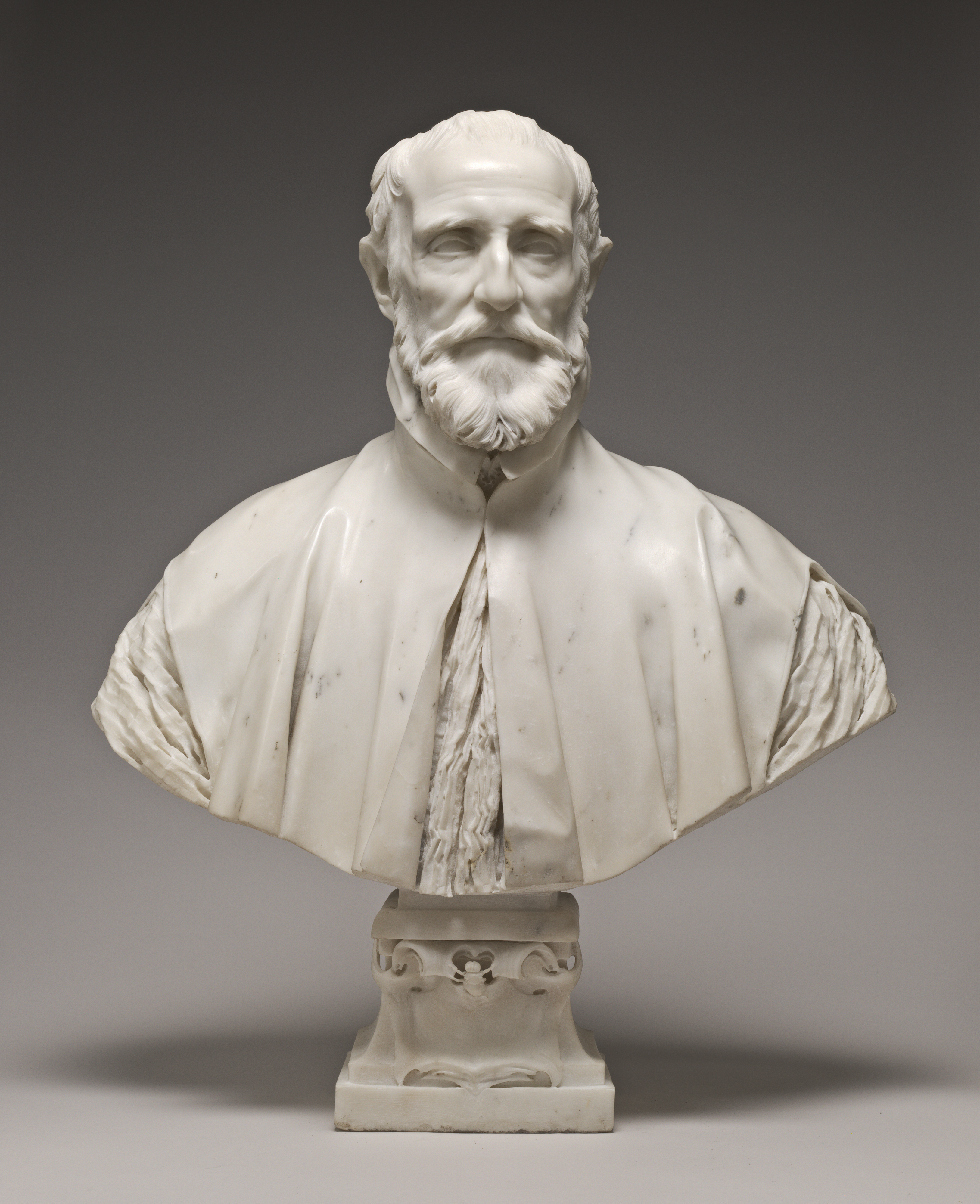
Gian Lorenzo Bernini, Busto del monsignor Francesco Barberini (zio di Urbano VIII)
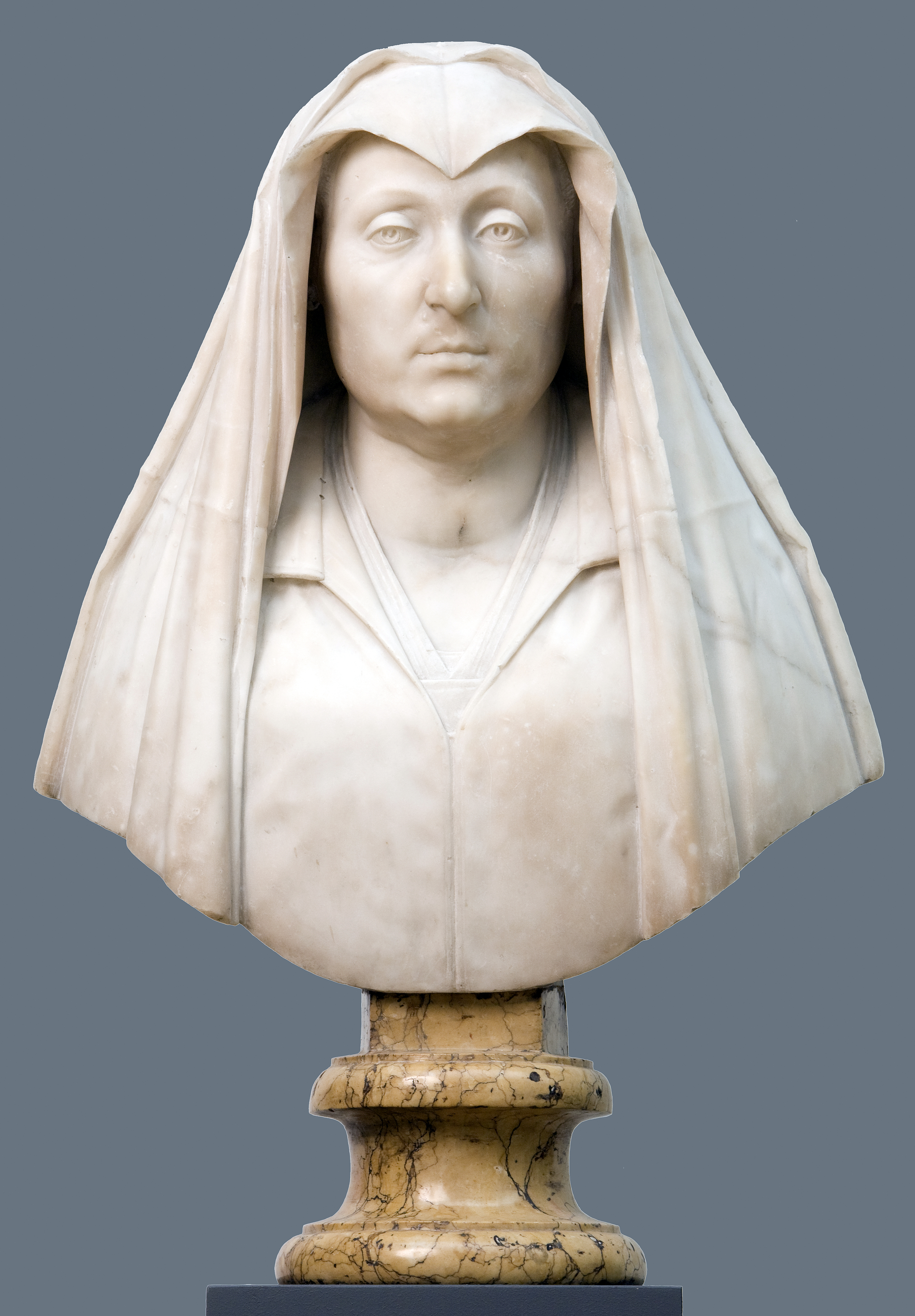
Gian Lorenzo Bernini, Busto di Camilla Barbadori (madre di Urbano VIII)
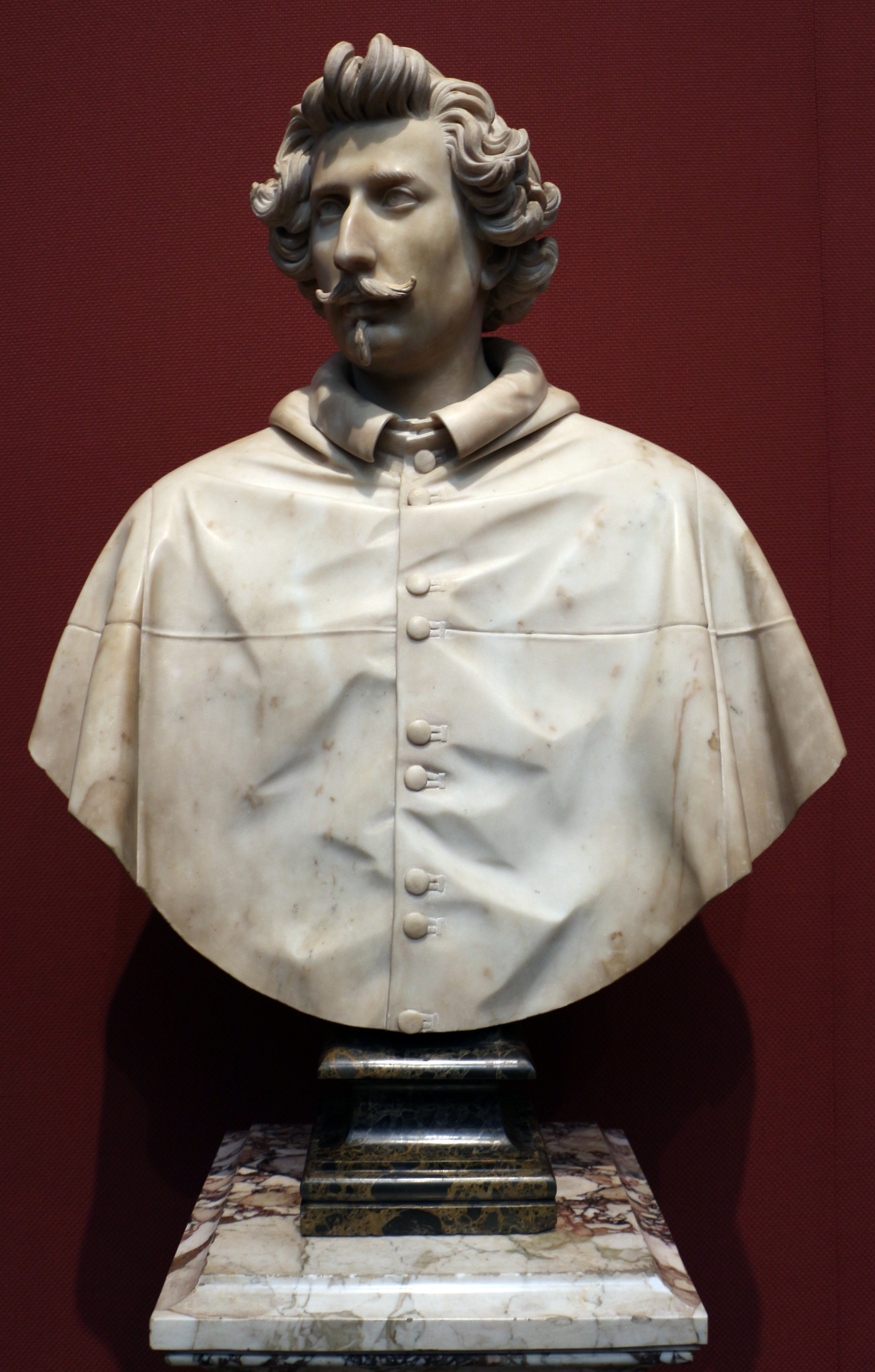
Francesco Mochi, Busto del cardinale Antonio Marcello Barberini seniore (fratello di Urbano VIII)
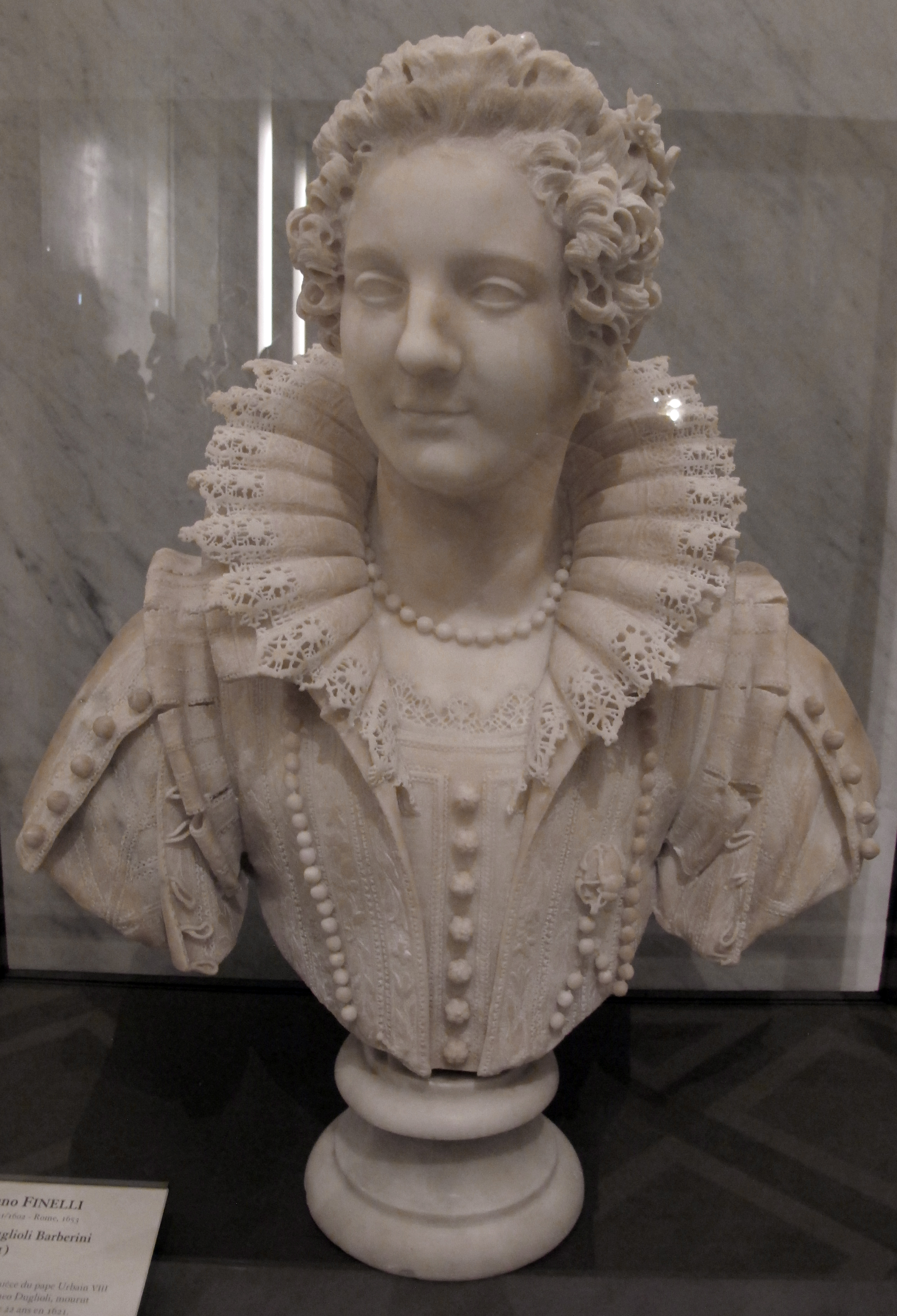
Giuliano Finelli, Busto di Maria Duglioli Barberini (moglie di un nipote di Urbano VIII)

Taddeo anche possedeva una discreta collezione, in gran parte registrata però nel palazzo di via dei Giubbonari (tra cui le due tele di Andrea Camassei del Massacro dei Niobidi e del Riposo di Diana), per il quale finanzia interventi di ammodernamento particolarmente importanti tra il 1640 e il 1642, eseguiti dall'architetto Francesco Contini, attivo per conto della famiglia papale anche al convento di Santa Susanna di Roma e alla chiesa di Santa Rosalia e al Triangolo Barberini di Palestrina. Taddeo Barberini patrocinò l'operato del giovane pittore Carlo Maratta che giunse a Roma nel 1636 e che egli conobbe tramite il suo segretario personale, Corinzio Benicampi: l'artista ricevette dal principe una delle sue prime commissioni, la Gloria dei Santi per l'appena nato duomo di Monterotondo, terminata poi nel 1645.

#### La crisi familiare sotto il pontificato di Innocenzo X Pamphilj (1644-1655)
Urbano VIII muore nel 1644 e col cambio pontefice i Barberini caddero in disgrazia: Innocenzo X Pamphilj ordinò infatti delle investigazioni nei loro confronti per illecito nei profitti in occasione della prima guerra di Castro avvenuta durante il pontificato Barberini. I tre fratelli quindi cercarono inizialmente di tutelare le fortune accumulate fino a quel momento, tuttavia a causa dello sviluppo della situazione Antonio e Taddeo fuggirono a Parigi il 27 settembre 1645, supportati dal cardinale Giulio Mazzarino e dal re Luigi XIV, mentre Francesco seguì i due fratelli nel 1646.

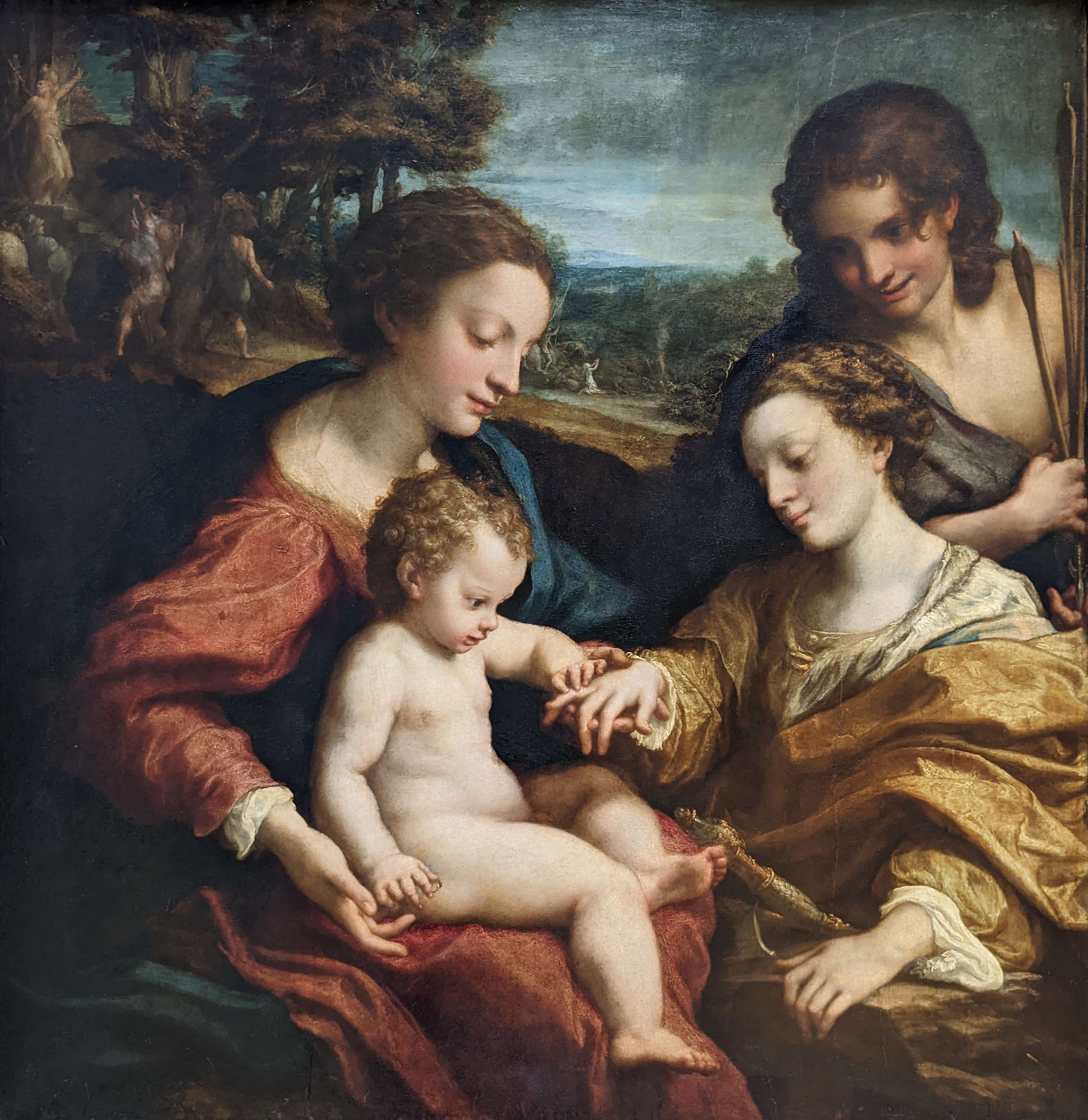
Correggio, Matrimonio mistico di Caterina d'Alessandria

Il principe Taddeo morirà appena l'anno dopo, nel 1647, senza più rivedere Roma, di contro il cardinale Antonio si riconciliò con Innocenzo X e fece ritorno in città il 12 luglio 1653, ancorché il 15 agosto di quell'anno il papa gli restaurò tutti i suoi titoli e protettorati. Tuttavia il supporto francese ricevuto in occasione della fuga non fu esente da oneri per la famiglia, che dovette infatti cedere al cardinale Mazzarino svariate opere d'arte come ringraziamento per l'aiuto dimostrato, poi confluite nel 1665 nelle collezioni del re Sole: tra queste vi fu lo Sposalizio mistico di santa Caterina e san Sebastiano di Correggio (oggi al Museo del Louvre), dalla collezione personale del cardinale Antonio Barberini.

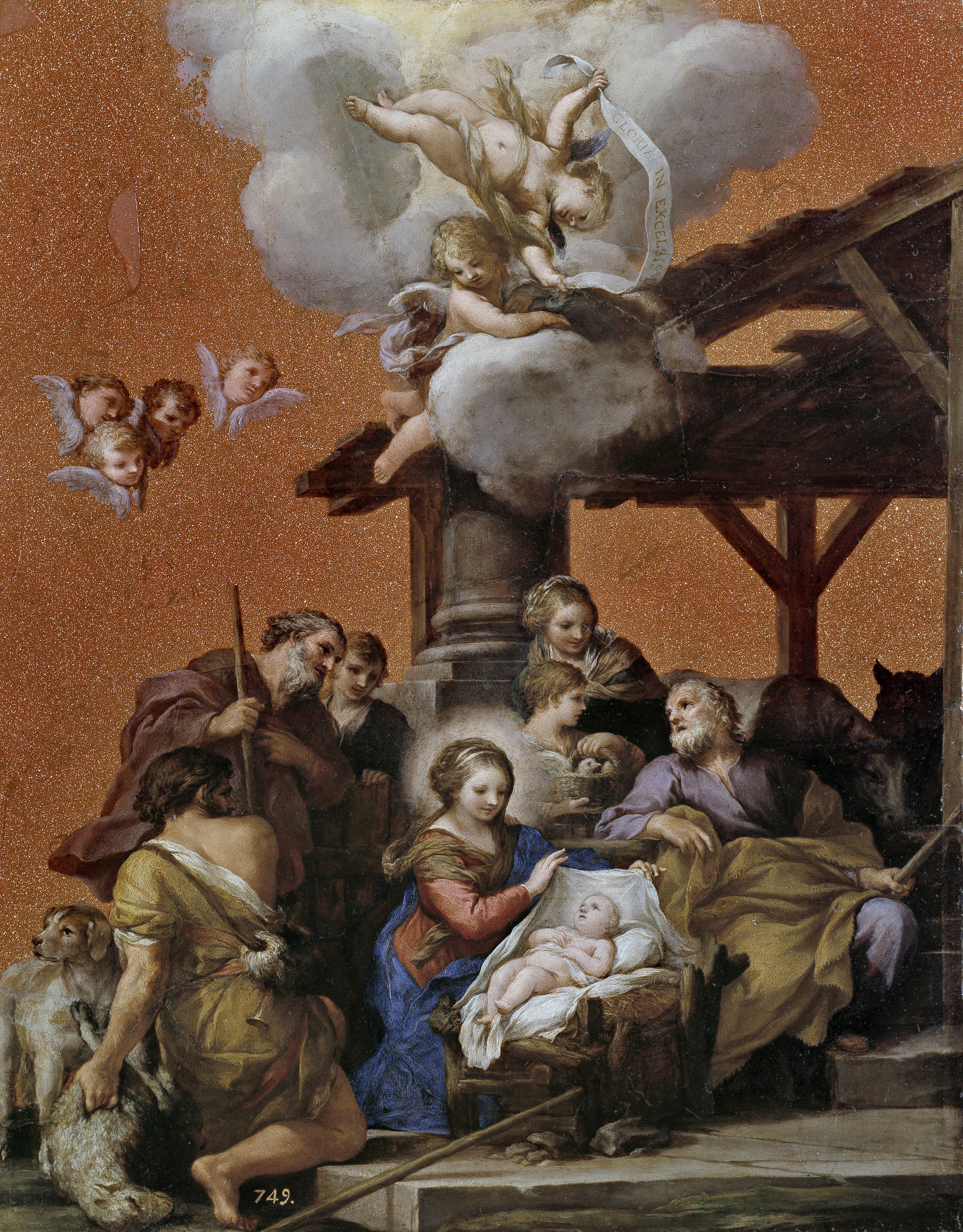
Pietro da Cortona, Natività (commissionata dal cardinale Francesco Barberini per farne dono a Filippo IV di Spagna)

Vista la politica barberiniana pro-francese e contro gli interessi spagnoli, contestualmente al bando del pontefice il re di Spagna Filippo IV dispose dal 1650 il sequestro di tutti i beni del cardinale Francesco Barberini sparsi nei feudi spagnoli in Italia. Il prelato dovette quindi utilizzare anch'egli l'arte per riuscire a riconciliare i rapporti con la Corona, che si concretizzò solo verso la fine del regno, intorno al 1659, quando è registrato un grosso carico di opere che Francesco spedisce in dono da Roma a Madrid. In questo lotto sono presenti diverse pitture ma anche elementi d'arredi e oggetti preziosi, come una riduzione in argento dell'altare di Alessandro Algardi per la basilica di San Pietro con in bassorilievo l'Incontro tra Attila e papa san Leone Magno (oggi al palazzo Reale di Madrid), una cassetta per reliquie in argento, bronzo dorato e cristalli, da destinare a suor Anna Dorotea d'Austria, alcuni pezzi di oreficeria di Michele Spinati, tra cui un reliquiario di San Tommaso di Villanova (oggi al Monastero reale dell'Incarnazione di Madrid) e un piccolo olio su pietra avventurina di Pietro da Cortona con dipinta un'Adorazione dei pastori (oggi al Museo del Prado).
La situazione politica nei confronti della Corona di Spagna migliorò decisamente grazie alla diplomazia del cardinal Francesco e grazie anche al figlio di Taddeo e futuro reggente delle sorti Barberini, il II principe di Palestrina Maffeo Barberini che, sposato con Anna Colonna, ereditò nel 1662 alcuni possedimenti del casato della consorte in territori spagnoli, come quelli sparsi nel Regno di Napoli, oltre ad alcuni incarichi istituzionali che spettavano ai Gran connestabili di Spagna, originariamente compiuti proprio da esponenti della famiglia Colonna. La inevitabile vicinanza all'ambiente politico spagnolo di Maffeo determinò quindi la definiva fine delle ostilità tra i Barberini e il regno di Filippo IV, che si concretizza nel 1668 con l'investitura del principe di Palestrina dell'onorificenza del Toson d'oro, mentre quattro anni prima, nel 1664, avvennero ulteriori donazioni del cardinal Francesco, tra cui il bassorilievo in porfido di Tommaso Fedeli dell'Amor divino che abbatte l'Amor profano (oggi al Prado), copia del marmo di François Duquesnoy già in collezione Pamphilj e oggi nella Galleria romana omonima.

#### La morte di Antonio (1671) e Francesco Barberini (1679)
Rientrati in possesso dei propri beni, il principe Maffeo Barberini, figlio di Taddeo che ricevette in eredità dal padre il palazzo ai Giubbonari nel 1647, lo cedette a sua volta nel 1658 per 50.000 scudi allo zio Antonio, il quale morì nel 1671 e lo ritornò in eredità ancora a Maffeo e ai cardinali Francesco (figlio di Maffeo) e Carlo Barberini (fratello di Maffeo). Al 1671 risale quindi l'ultimo inventario che descrive la collezione di Antonio, uno dei più precisi tra i numerosi documenti che hanno descritto la collezione familiare, poiché sono segnalate in questi fogli anche le stime economiche dei dipinti, dove figurano l'Ebrezza di Noé di Andrea Sacchi valutato 900 scudi, il Suonatore di liuto e la Santa Caterina d’Alessandria di Caravaggio.
Antonio fu sepolto dapprima nella chiesa di San Lorenzo a Palestrina e poi successivamente trasferito per volontà del fratello vicino alle spoglie di Taddeo, nella cappella di famiglia della chiesa di Santa Rosalia della medesima cittadina, per la quale fu innalzato il monumento funebre completato nel 1704 da Bernardino Cametti secondo canoni estetici berniniani.
Nel 1674 Maffeo, Francesco e Carlo riuscirono a vendere il palazzo ai Giubbonari a Stefano Pallavicini, fratello del cardinal Lazzaro da poco elevato alla porpora e in cerca di una sistemazione per sé e le sue collezioni d'arte. Il contratto di vendita per 50.000 scudi del 12 febbraio 1674 prevedeva la possibilità di riscattare la Casa Grande entro vent'anni, cosa che avverrà poi nel 1694 ad opera del solo cardinal Carlo Barberini.
Francesco, ultimo dei tre fratelli rimasto in vita, si trova quindi a gestire tutto l'enorme patrimonio artistico e immobiliare della famiglia fino alla sua morte, avvenuta otto anni dopo, nel 1679, mettendo fine a una delle più esaltanti stagioni collezionistiche della storia dell'arte. A partire dall'anno seguente vengono commissionati dal cardinale Carlo vari busti di illustri esponenti del casato allo scultore Lorenzo Ottoni, tra cui quelli de due porporati che hanno contribuito allo sviluppo della collezione, Francesco e Antonio Barberini (entrambi oggi al museo di Roma a palazzo Braschi), e quello del principe Maffeo, integrando così la già gloriosa serie di ritratti agli avi del casato che fu di Francesco. Contestualmente l'artista lavorò anche al monumento funebre di Francesco Barberini, che trovò degna sepoltura nella basilica di San Pietro in Vaticano.

### Settecento

#### La collezione sotto Cornelia Costanza Barberini, ultima erede del casato, e l'unione con la famiglia Colonna di Sciarra (1738-1797)
Dopo alcuni passaggi familiari intermedi della collezione, tra cui vi fu il principe Maffeo, che si impegnò semplicemente a tenere la raccolta salda (la collezione di Taddeo in via dei Giubbonari viene intanto trasferita nel palazzo alle Quattro Fontane tra la fine del XVII e l'inizio del XVIII secolo) apportando solo lievi aggiunte, come le opere di Niccolò Tornioli, e il fratello il cardinale Carlo Barberini, di cui è noto l'inventario dei beni datato 1704, la collezione passa al cardinale Francesco iuniore.

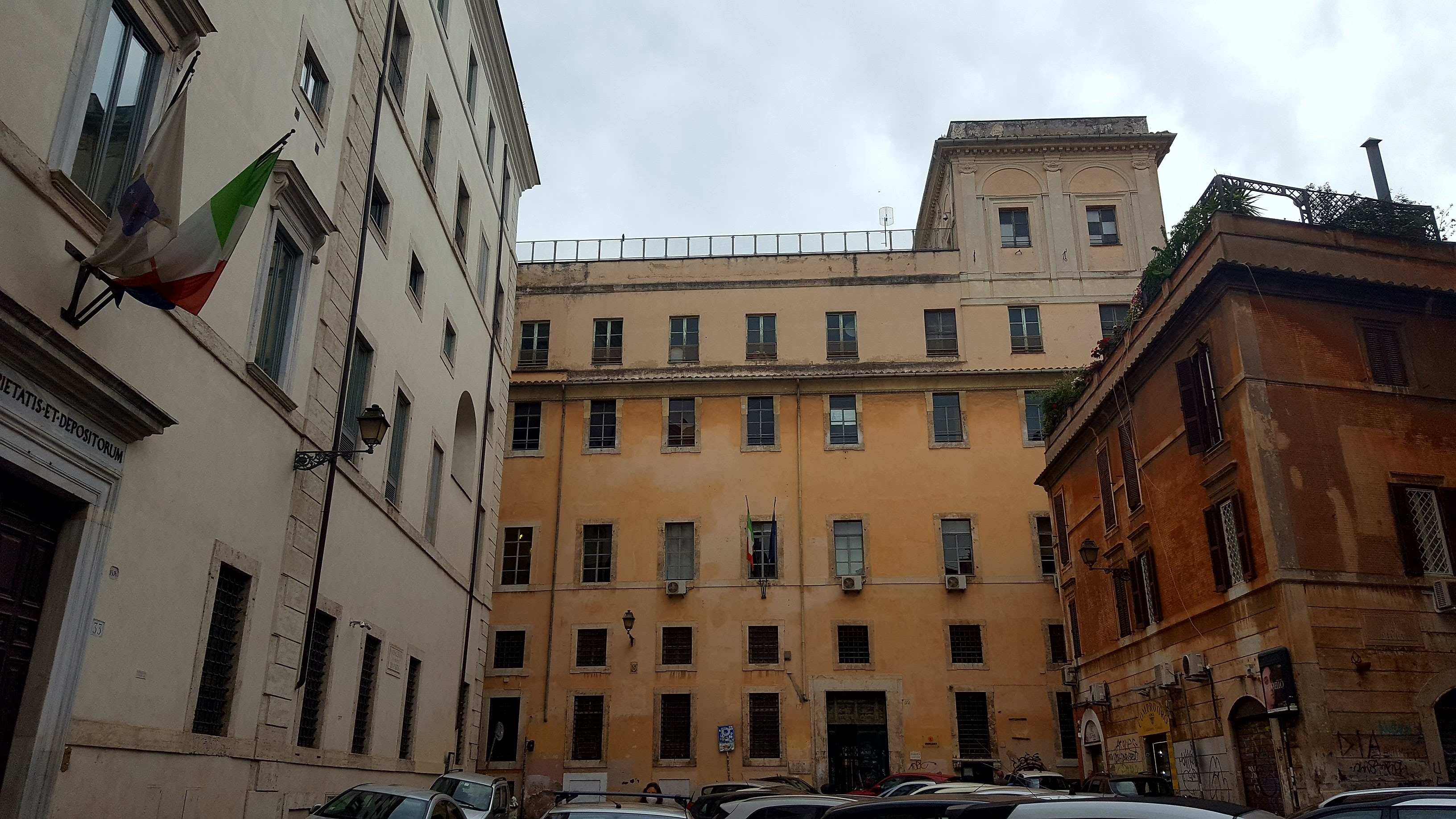
Palazzo Barberini ai Giubbonari, Roma

Il porporato, ultimo rappresentante della discendenza in linea maschile e legittima della famiglia, in data 12 ottobre 1734 riuscì a far cassa con la vendita (definitiva) del palazzo ai Giubbonari, acquistato dall'Ordine dei Carmelitani Scalzi e nel 1738 redasse uno degli ultimi inventari che fotografava tutta la raccolta storica riunita. Oltre al proprio inventario, seguirono altri due nel giro di breve tempo, uno sui beni appartenuti allo zio il cardinale Carlo Barberini, che erano tenuti separati rispetto agli altri della famiglia per testamento dello stesso uomo, e un altro del 1739 comprendente i beni del maggiorasco, della secondogenitura e del baliaggio (quest'ultimo sarà oggetto del contendere tra gli eredi, di cui si arriverà a una soluzione solo nel 1811).

Alla morte del cardinale Francesco iuniore nel 1738 la collezione assieme a tutto il patrimonio familiare passa per volontà testamentaria alla nipote Cornelia Costanza Barberini, IV principessa di Palestrina nonché ultima discendente diretta del casato, sotto l'amministrazione però del marito Giulio Cesare Colonna di Sciarra, V principe di Carbognano. Dall'unione delle rispettive collezioni familiari (Barberini e Colonna) si determinerà un problema di gestione dell'enorme patrimonio mobiliare nonché di identificazione delle opere, che oramai si erano unite sotto la medesima gestione e che man mano inizieranno ad uscire dalla proprietà familiare con svariate vendite per via dei debiti che l'uomo aveva contratto nel tempo.

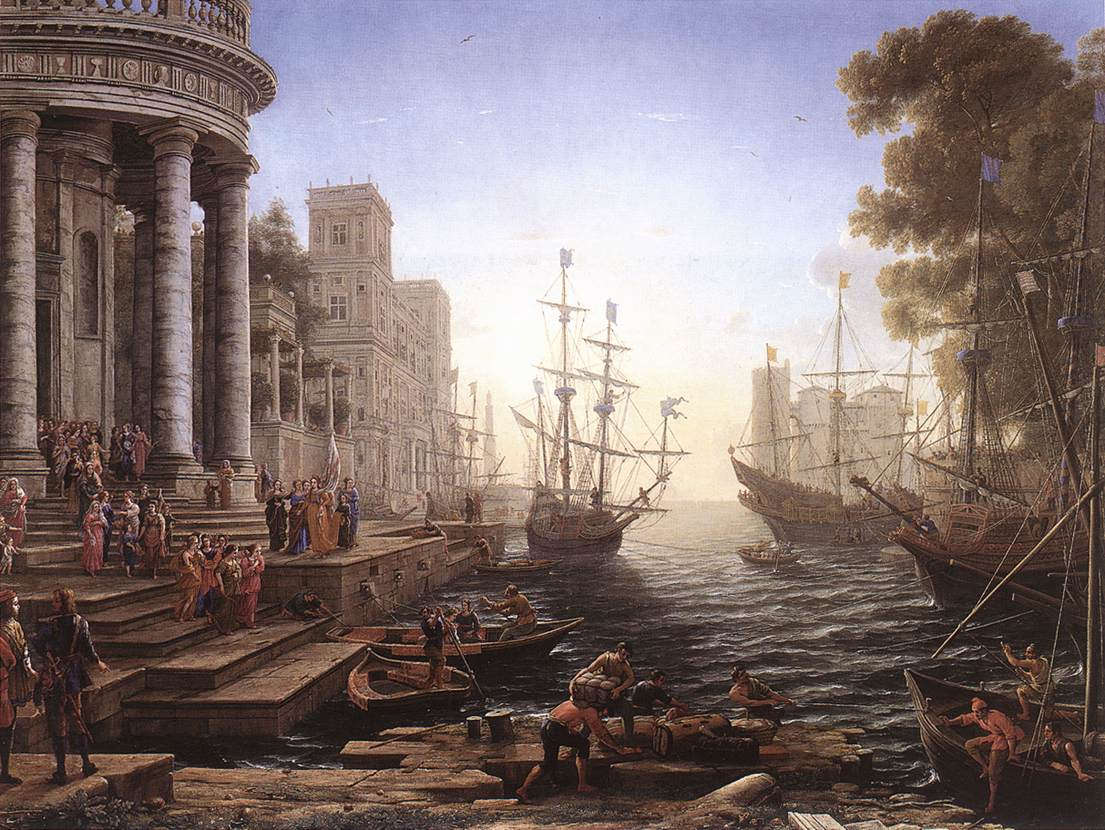
Claude Lorrain, Porto marino con l'imbarco di sant'Orsola

Cornelia viveva assieme al marito al secondo piano nell'ala sud del palazzo alle Quattro Fontane, i cui ambienti furono ripensati con cicli di affreschi rococò realizzati tra il 1760 e il 1770, tra cui sale decorate con paesaggi, motivi floreali o animali e decorazioni in trompe-l'oeil di svariati artisti tra cui Felice Balboni, mentre la quadreria del tutto settecentesca comprendeva anche un gruppo di tele che rimembrava i fasti della famiglia Colonna, realizzati da Niccolò Ricciolini e Domenico Corvi, e una galleria di ventitré ritratti di famiglia realizzati da Andrea Sacchi, Carlo Maratta e Pompeo Batoni (oggi in collezione privata).
Nello stesso decennio Cornelia Costanza dà il via anche lei alle prime dismissioni delle opere della collezione per far fronte alle criticità finanziarie della famiglia, oramai non più con le casse fiorenti come il secolo precedente, anche a causa dei debiti contratti dal marito. Molti pezzi finirono soprattutto in Francia, tra cui il Giacobbe e Labano di Pietro da Cortona, mentre altre nelle collezioni inglesi, come il San Girolamo di Guido Reni, altri furono acquistati da mercanti inglesi (tra cui Jenkins e Gavin Hamilton), soprattutto opere di antichità, ma anche due modelli in creta di altari dell'Algardi, il Porto marino con l'imbarco di sant'Orsola di Claude Lorrain, i Suonatori di Gerard van Honthorst e altre. Furono inoltre venduti un Giacobbe ed Esaù di Pietro da Cortona, una Vergine col Bambino del Parmigianino e una copia della Trasfigurazione di Raffaello eseguita da Carlo Napoletano.
Nello stesso anno 1770 la donna ottenne da papa Clemente XIV Ganganelli la divisione dei suoi beni da quelli del marito, potendo in questo modo essere autonoma nella gestione dei beni della propria famiglia senza il peso delle volontà del consorte, il quale poteva oramai avere voce esclusivamente nei confronti dei beni (decisamente meno ricca rispetto a quelli della moglie) di provenienza Colonna.
Dal 1777 la donna coinvolge nell'amministrazione familiare il figlio secondogenito, Carlo Maria, duca di Montelibretti, a cui poi intenderà lasciare il fidecommesso Barberini.

#### La lite giudiziaria tra i fratelli eredi Urbano e Carlo Barberini Colonna di Sciarra

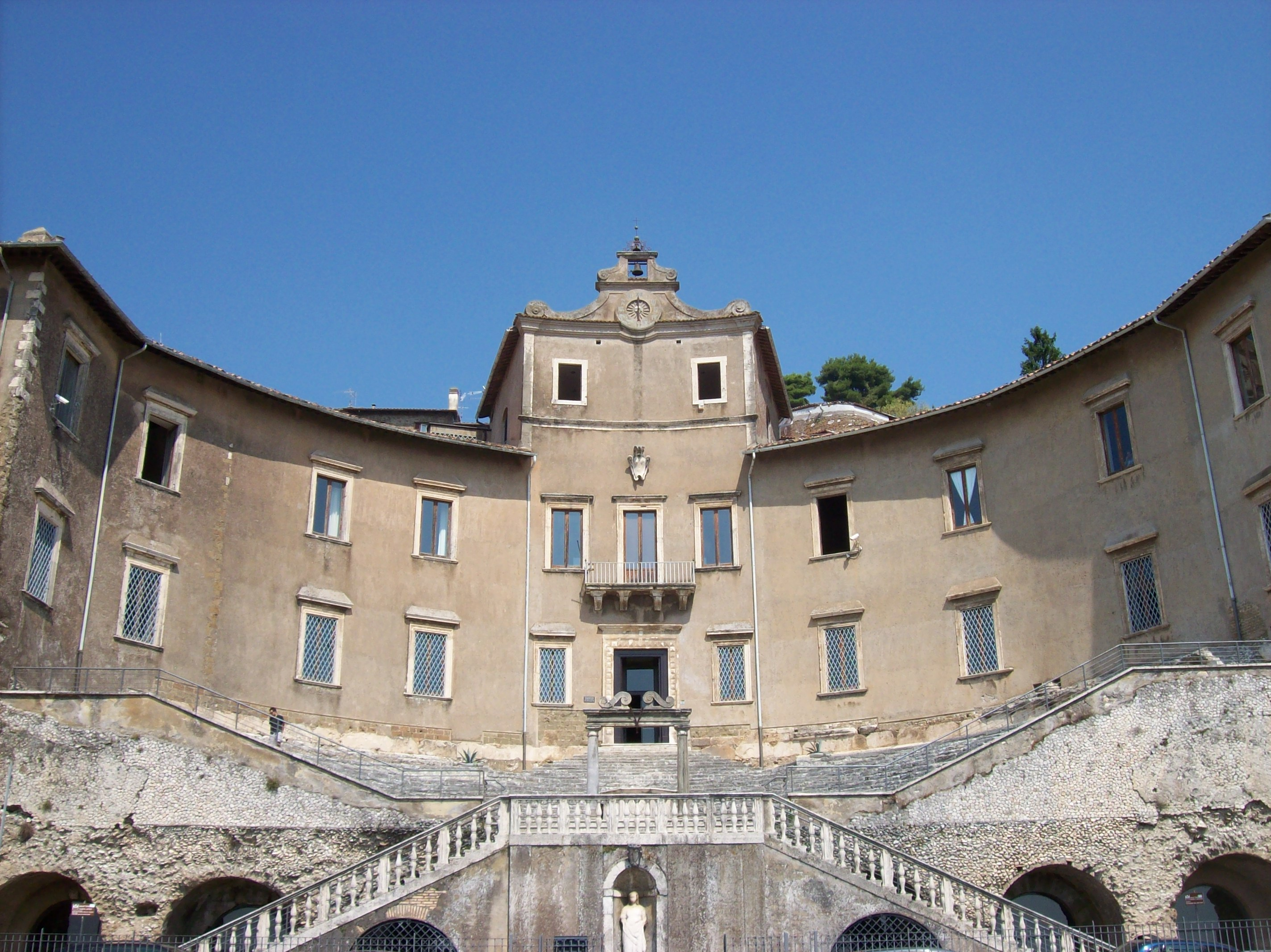
Palazzo Colonna Barberini, Palestrina

Senza eredi dal lato fraterno, la principessa nel 1797, in virtù della titolarità del fidecommesso voluto nel 1627 da Urbano VIII, lascia dunque la collezione al maschio secondogenito, Carlo Barberini Colonna di Sciarra, gesto questo che susciterà però malumori da parte del primo figlio, Urbano, che si concretizzeranno in vere e proprie cause legali avanzate nei confronti della madre.
Cornelia Costanza sarebbe stata rea di aver effettuato anche svariati illeciti verso la collezione familiare: in prima istanza, avendo operato alcune vendite dei beni coperti dalla disposizione testamentaria originaria, avrebbe perso il diritto di proprietà sul fidecommesso contravvenendo alle disposizioni vigenti sul medesimo, inoltre fu infatti tacciata dal figlio di aver sottostimato alcune opere per poterle così vendere più agilmente sul mercato, di averne omesse altre dagli inventari, così da renderle irrintracciabili il loro trasferimento, o ancora di aver fatto realizzare copie su alcuni capolavori della collezione così da rimpiazzare le tele in procinto di partenza.
Nel frattempo ancora altre opere escono dalla collezione: nel 1798 Pietro Camuccini e Alexander Day avevano ottenuto l'Ester e Assuero del Guercino (ora ad Ann Arbur) e un Paesaggio con marina di Claude Lorrain (oggi ad Alnwick Castle in Inghilterra).

### Ottocento

#### La divisione della collezione tra i principi di Carbognano e i principi di Palestrina (1811-1812)

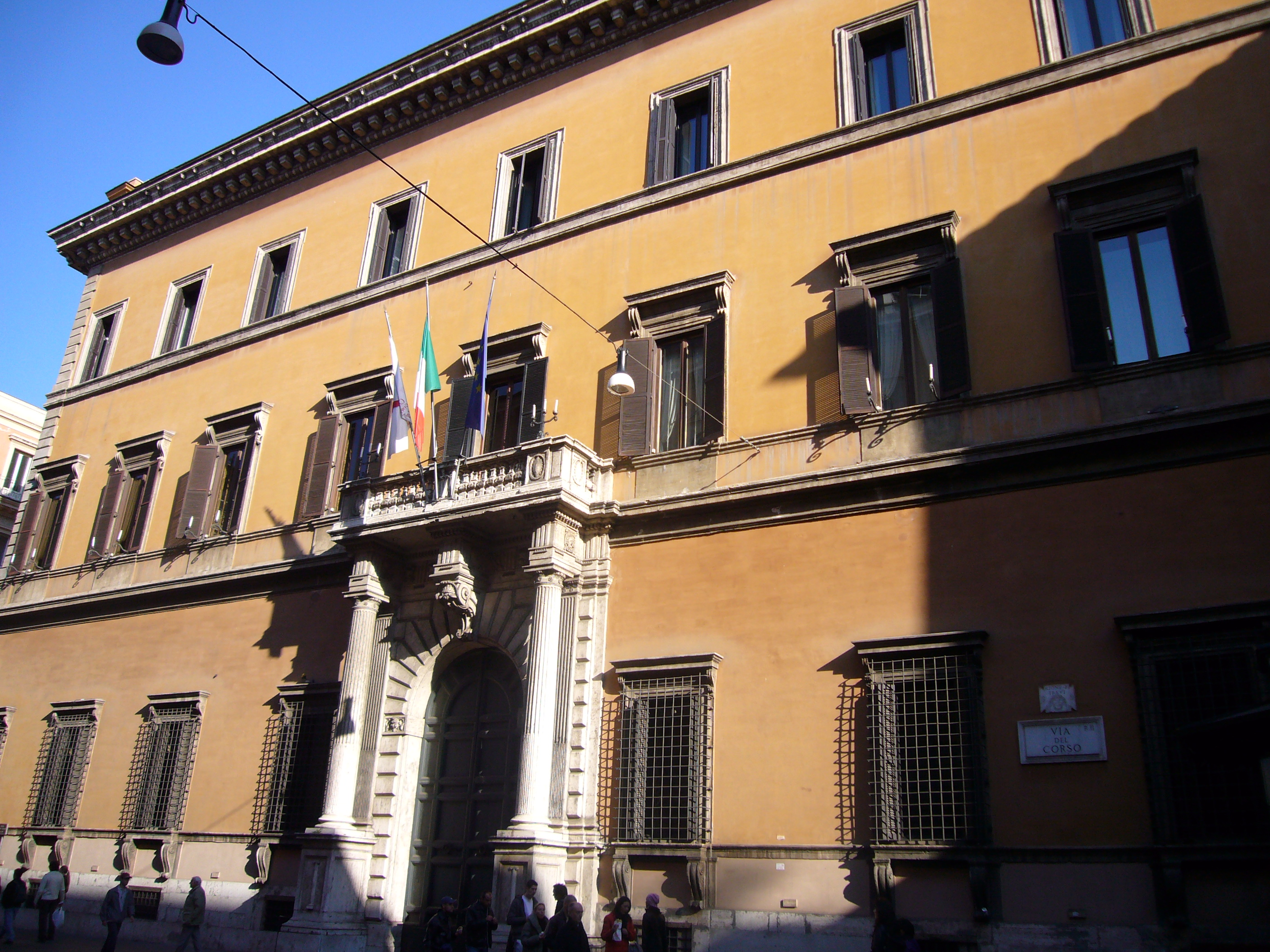
Palazzo Barberini Colonna di Sciarra dei principi di Carbognano, Roma

La lite per l'eredità Barberini delle due linee familiari si risolse tra il 1811 e il 1812 a Parigi, con la vittoria di Maffeo, figlio ed erede del defunto primogenito Urbano, quando la collezione dei due fratelli era ancora tutta nel palazzo familiare alle Quattro Fontane. Un anno dopo la proprietà della raccolta, stimata con una perizia dei dipinti (catalogati per classe di valore) fatta da Vincenzo Camuccini e Gaspare Landi il 19 maggio 1812, verrà quindi divisa giuridicamente e materialmente tra le famiglie Barberini Colonna di Sciarra, di cui da un lato la linea che porta i titoli "originari" Barberini, ossia quello dei principi di Palestrina (nella persona di Carlo Maria), dall'altro quello che porta i titoli Colonna, ossia quello dei principi di Carbognano (nella persona di Maffeo, che trasferì la propria metà nel palazzo familiare su via del Corso). Il frazionamento della raccolta fu possibile anche grazie all'abolizione del fidecommesso sancita dalla legge francese (che governava Roma nel frattempo) del 14 giugno 1809.
Il ramo dinastico dei principi di Palestrina conservò i feudi di Castel San Pietro, Capranica, San Vittorino, Collalto e in più tenne il grande palazzo Barberini di Roma, mentre tra i dipinti conservarono la Santa Caterina e il Suonatore di liuto di Caravaggio, il Cristo dodicenne tra i dottori di Dürer, la Fornarina di Raffaello, i tre acquisiti quali dote di Vittoria Colonna nel 1818 da Francesco Barberini, già in collezione Colonna, ossia il Ritratto di Beatrice Cenci attribuito all'epoca a Guido Reni, la Cacciata di Adamo ed Eva dal paradiso terrestre del Domenichino e la Sacra Famiglia di Andrea del Sarto, poi la serie dei quattro evangelisti (di cui noti solamente in due, il San Luca e il San Matteo) del Guercino e altre opere ancora, arrivando a contare al 1844 un numero complessivo di dipinti pari a n. 1.406, inventariati nel palazzo alle Quattro Fontane sotto la proprietà di Francesco Barberini, VI principe di Palestrina.

I principi di Carbognano avevano invece il palazzo Colonna su via del Corso (non quello ai Santi Apostoli, che invece rimase alla linea originaria dei Colonna principi di Paliano) e l'annessa Galleria, la villa sul Gianicolo e quattrocento feudi (tutti paterni), tra cui quelli di Montelibretti, Nerola, Corese, Ponticelli e Montorio Romano, mentre per quanto riguarda la collezione, ottennero la proprietà di capolavori come il Sansone e l'Allegoria dell'Italia di Valentin de Boulogne, il San Sebastiano del Perugino, il Mosè con le tavole della legge e la Maddalena penitente di Guido Reni, la Cleopatra di Giovanni Lanfranco, I bari e il Sacrificio di Isacco di Caravaggio il Paesaggio con san Matteo e l'angelo di e Nicolas Poussin.

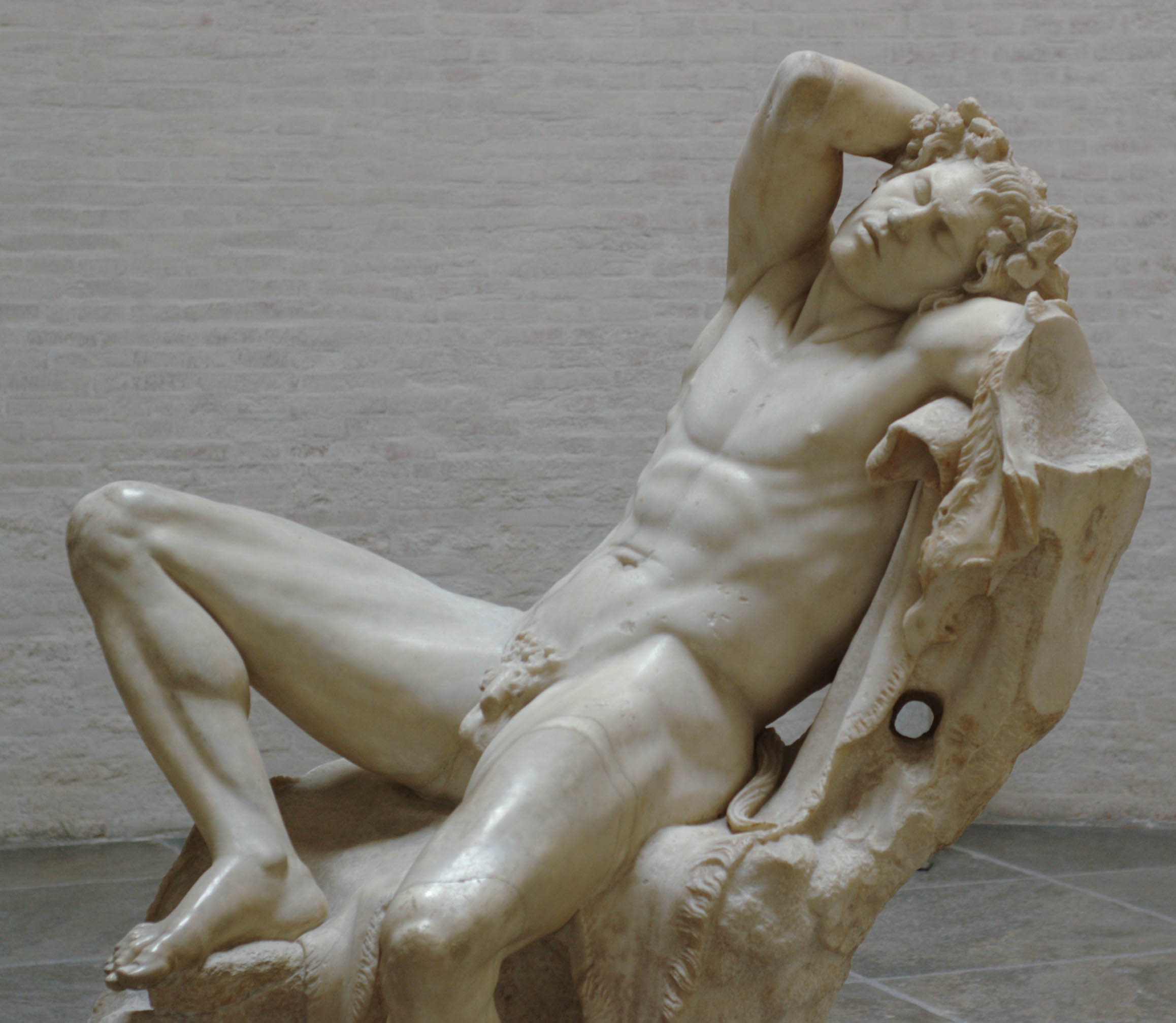
Fauno Barberini

Le ventotto tavole di Giusto di Gand invece furono invece equamente distribuite tra i due rami (quattordici ciascuno). Altre opere furono invece scambiate tra le due linee familiari, come la Caccia di Diana di Andrea Camassei, passata dai principi di Carbognano a quelli di Palestrina, o viceversa come il Pico trasformato in picchio del Garofalo, che ha fatto il percorso inverso per potersi ricongiungere pendant Vestale Claudia trasporta la statua di Cibele, già assegnata in fase di divisione al ramo dei titoli Colonna di Sciarra, oppure come il Loth e le figlie di Antonio Mariani Della Cornia (attualmente nel mercato d'antiquariato), inizialmente affidato ai Colonna di Sciarra e successivamente proposto per esser scambiato, dove infatti comparirà nell'inventario del 1845 del VIII principe di Palestrina, Enrico Barberini Colonna di Sciarra (1823-1889) e poi in quello della figlia Maria nel 1932.

#### La vendita illegale dei pezzi della linea dei principi di Carbognano

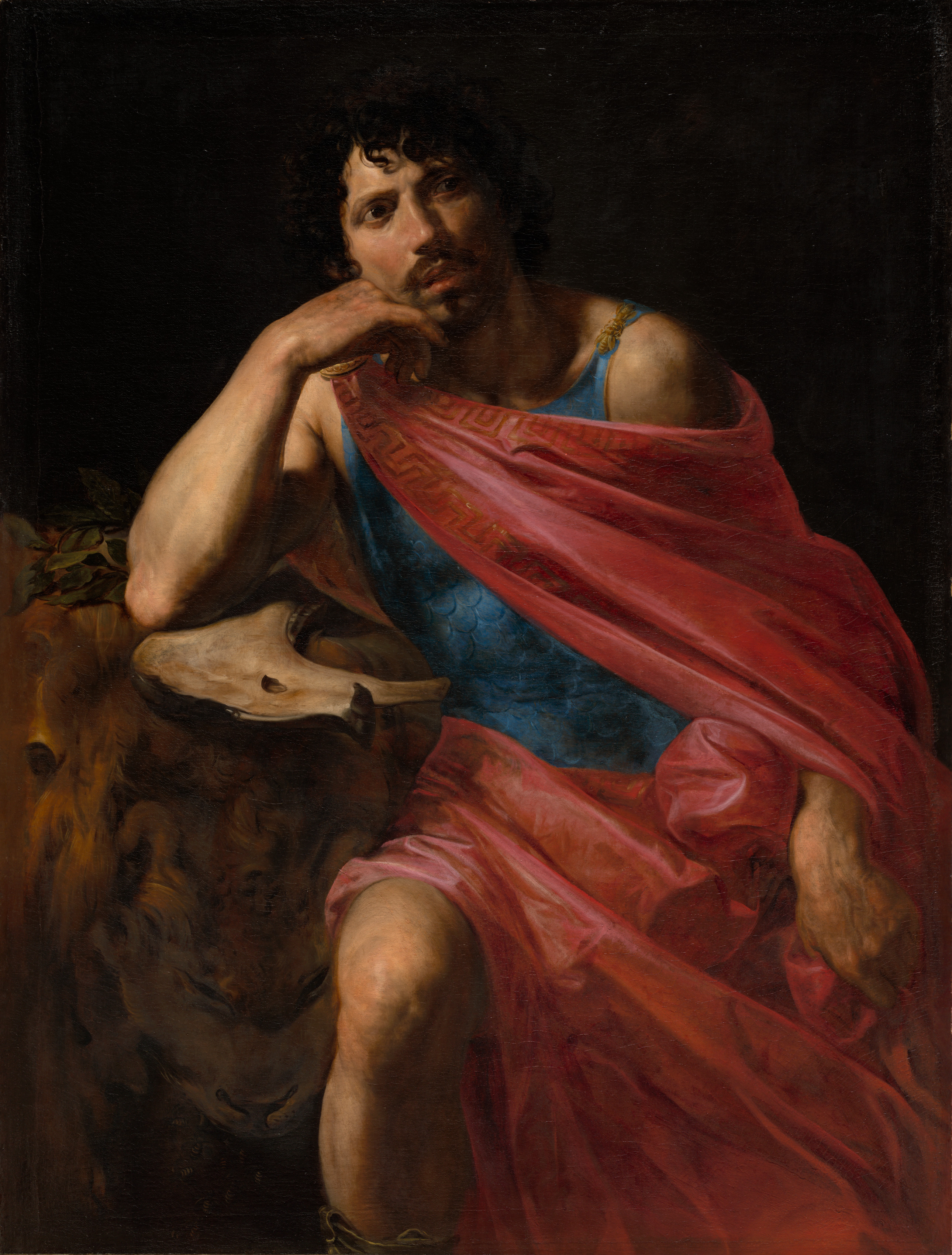
Valentin de Boulogne, Sansone

Seguirono ai fatti legali alcune dismissioni di pezzi della collezione. Nel 1814 il Fauno Barberini fu acquistato da Ludovico di Baviera per la Gliptoteca di Monaco; si trattò di una vendita complessa, avvenuta di fatto già nel 1799 in favore dello scultore e restauratore romano Vincenzo Pacetti, che poi ritornò l'opera nel 1804, in seguito a una causa giudiziaria, ai Barberini, per poi ritornare in vendita ed entrare nelle collezioni bavaresi, che tuttavia ebbero possesso del marmo solo nel 1820, dopo varie pressioni fatte per rimuovere un divieto di esportazione da Roma dell'opera appositamente istituito in quegli anni.
Ancora, nel corso del secolo una buona parte di quella che giunse nell'eredità degli eredi Colonna di Sciarra di Carbognano fu venduta invece per far fronte agli ingenti debiti del casato. Uscirono quindi dalla collezione opere come il Ritratto di Marcello Sacchetti (attestato nella collezione del cardinal Antonio già dal 1644), che viene venduto nello stesso anno a Pietro Camuccini, o come la metà delle ventotto tavole della serie degli uomini illustri di Giusto di Gand di competenza del ramo, che passò nella collezione di Giampietro Campana, dove sono attestati almeno dal 1856 e successivamente confluiti nelle collezioni napoleoniche. Al 1870 sono registrati nel palazzo Colonna di Sciarra a via del Corso centotrentuno sculture antiche e centocinquantatré quadri (di cui una parte proveniente dal fondo Barberini, l'altra invece dalla collezione Colonna di Sciarra originaria). Nel 1873 viene venduto il Paesaggio con san Matteo e l'angelo di Nicolas Poussin.
Tra il 1891 e il 1896, sotto la gestione scellerata di Maffeo Barberini Colonna di Sciarra, VIII principe di Carbognano, e dopo aver fallito il tentativo di trasferimento della sua collezione al Ministero della Pubblica Istruzione, che si dichiarò disponibile all’acquisto per la somma di 750.000 lire, rifiutata dal principe perché considerata bassa, avvenne la dispersione illecita di ventuno capolavori assoluti posseduti dalla famiglia, tra cui anche opere della collezione Barberini (il feudo fu perso nel 1870 a seguito dell'annessione al Regno d'Italia). Tra le più celebri opere vendute ex Barberini vi furono la Modestia e la Vanità di Bernardino Luini, il busto di Maria Duglioli Barberini del Finelli, il Suonatore di violino di Sebastiano del Piombo, I bari e il Sacrificio di Isacco di Caravaggio, la Maddalena penitente di Guido Reni (che passò al ramo fraterno dei Corsini), tutte avvenute tra il 1891 e il 1892, per poi continuare nel 1896 con le vendite a Parigi del San Sebastiano del Perugino e del Ritratto di Francesco Sforza di Francesco Bonsignori, mentre nel mercato nord europeo finirono la tavola della Madonna col Bambino in trono coi santi Lorenzo e Giovanni Evangelista di Raffaellino del Garbo, la Santa Caterina d'Alessandria di Jacopino del Conte e soprattutto l'Allegoria dell'Italia Barberini di Valentin de Boulogne.

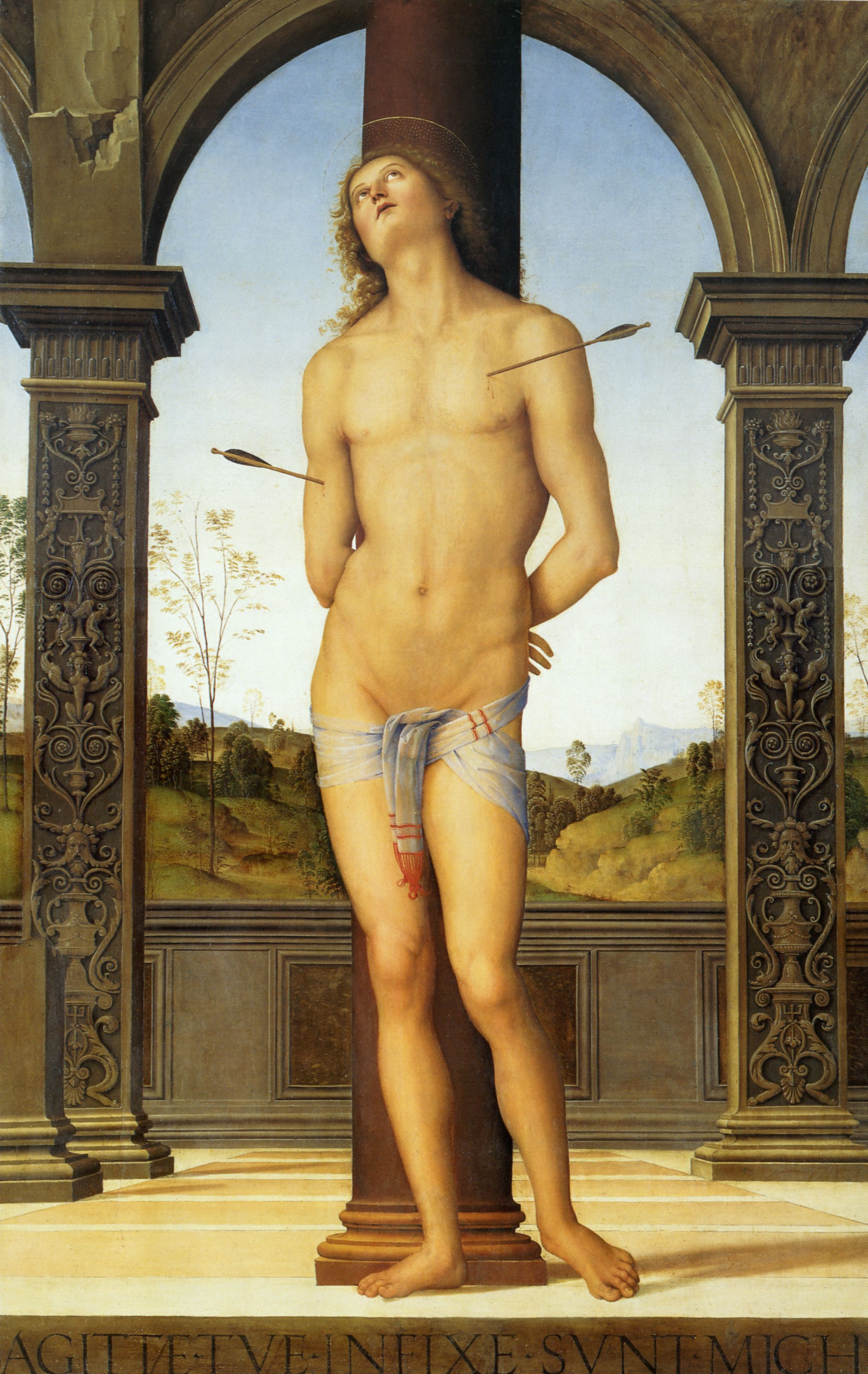
Perugino, San Sebastiano

Per quest'ultime azioni Maffeo fu pesantemente multato e condannato a tre mesi di carcere. Perso l'intero patrimonio in attività speculative, nel 1897 il ramo Colonna di Sciarra di Carbognano era prossimo alla rovina finanziaria: Maffeo era indebitato di circa due milioni di lire dovette infatti mettere in vendita il palazzo a via del Corso per ripagare i suoi creditori, tra i quali c'erano il mercante inglese John Fairfax Murray (a cui andarono opere come il Sacrificio di Isacco del Caravaggio, assegnato in quel momento a Gerrit van Honthorst, che poi donerà nel 1917 agli Uffizi) e l'ingegnere Edoardo Almagià, che ottenne nel marzo 1899 come contropartita delle sue spettanze un lotto di centotrentatré quadri messi in asta giudiziaria presso la Galleria Sangiorgi, di cui alcuni ex Barberini, come il Sansone del Boulogne (oggi al museo di Cleveland), il Mosè con le tavole della legge di Guido Reni, replica autografa del soggetto in collezione Borghese (oggi alla Credem di Reggio Emilia) e la Maddalena penitente attribuita a Mariano De Vecchio (oggi in collezione privata).
Un'altra parte dei dipinti così come la mobilia e gli arredi domestici seguiranno invece la transazione del palazzo al Corso, acquistato dall'I.N.P.S. nel 1904 e le cui opere attualmente ricollocate nella sede dell'istituto presso il palazzo all'EUR, tra cui il Ritratto di Taddeo Barberini, I principe di Palestrina, nelle vesti di Prefetto di Roma di Andrea Sacchi, il Ritratto del cardinale Antonio Barberini di Carlo Maratta (dal 1912 in deposito presso la Galleria Nazionale di Palazzo Barberini), le Nozze di Peleo e Teti del Romanelli, alcuni ritratti familiari di mano fiamminga ad opera di Jacob Ferdinand Voet e della sua cerchia e altre opere.

#### Il frazionamento della collezione dei principi di Palestrina con le linee Sacchetti marchesi di Castelromano e Corsini principi di Sismano
Se la parte confluita alla famiglia reggente i titoli Colonna di Sciarra ebbe sin da subito un destino scellerato, la quota parte della collezione rimasta agli eredi Barberini dei principi di Palestrina ebbe invece sorti diverse.

Avorio Barberini

Nel 1871 la legge italiana n. 286 abolì l'istituto del fedecommesso e quindi anche quello voluto da Urbano VIII nel 1627 che teneva unita la collezione Barberini, rinnovato poi dal cardinale Francesco Barberini nel 1678, quindi da Maffeo nel 1685 e infine per ultimo dal cardinale Carlo nel 1704, La normativa tuttavia ribadì l'inalienabilità e l'indivisibilità delle collezioni romane e pertanto anche di quella Barberini Colonna di Sciarra di Palestrina, di cui erano comproprietari all'epoca i fratelli Carlo Felice ed Enrico. La loro discendenza (senza maschi in vita che potessero dare seguito all'eredità, poiché alcuni celibi e altri premorti ai genitori o deceduti in tenera età) determinerà però un'ulteriore frattura della raccolta, divisa tra i rami Corsini dei principi di Sismano e Sacchetti dei marchesi di Castelromano, i quali si spartirono tra loro l'antico fidecommesso.
Maria, nata nel feudo familiare di Castel Gandolfo, unica figlia di Enrico e sposata con Luigi Sacchetti, ereditò quindi nel 1889 la quota paterna della raccolta, rappresentante i 5⁄8 della collezione, mentre i restanti 3⁄8 furono dal 1878 di Anna e Luisa Barberini, figlie di Carlo Felice Barberini, i quali confluiranno successivamente per dote nella collezione Corsini in virtù dei matrimoni del 1859 rispettivamente con i fratelli Tommaso e Pierfrancesco Corsini.
Mentre la discendenza Barberini-Sacchetti continuò poi a detenere privatamente la collezione, con comunque alcune opere evidentemente non vincolate che furono vendute a mercanti e collezionisti del tempo, tra cui la serie di centotrentacinque arazzi delle Storie di Apollo, vendute nel 1889 all'americano Charles Mather Ffoulke, o come l'Avorio Barberini, comperato dal Louvre dieci anni dopo, nel 1899, la discendenza Barberini-Corsini effettua nel 1882 la donazione allo Stato italiano dei loro beni (ottocentosei opere, di cui alcune ex Barberini, come ad esempio la Maddalena penitente di Guido Reni, e altre originarie del fondo Corsini) collocati tra il palazzo alla Lungara di Roma e quello al Parione di Firenze, donato anch'esso in quell'occasione. Due anni dopo nasce quindi la Regia Galleria d'arte antica e Gabinetto di stampe con sede proprio nel palazzo Corsini di Roma, a cui si aggiunsero altre opere provenienti dal ramo dei principi di Carbognano e comperate dai Corsini nel 1896, come le due pendant del Garofalo, Pico trasformato in picchio e la Vestale Claudia trasporta la statua di Cibele.

### Novecento

#### La dispersione dei pezzi della collezione Barberini (Sacchetti e Corsini) sotto il Regime fascista (1934)

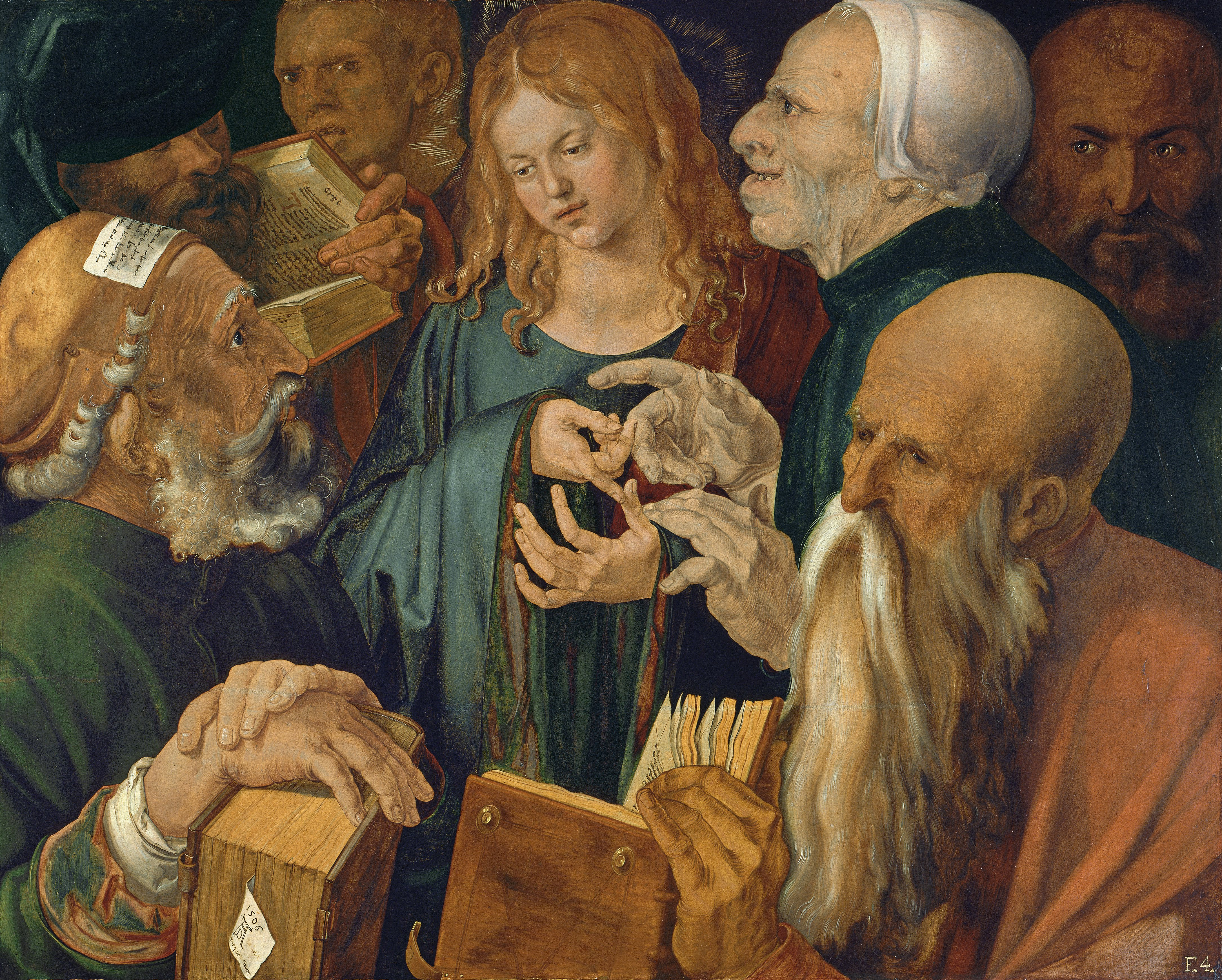
Albrecht Dürer, Cristo dodicenne tra i dottori

In dissesto finanziario oramai da diversi anni (sia nei rami Sacchetti che Corsini) la famiglia Barberini cedette per 500.000 lire nel 1902 il nucleo più consistente della biblioteca e dell'archivio familiare al Vaticano (oggi presso l'archivio e la biblioteca Vaticana), comprendente oltre 4.000 manoscritti, latini e italiani, 700 manoscritti greci ed orientali, 400 incunaboli, 35.000 stampati, 3.000 volumi di carteggi politici, 200 volumi di carteggi familiari e due archivi composti da 10.152 fascicoli contenuti in 926 buste. Nel 1926 Tommaso Corsini subentra nei diritti sulla collezione di pertinenza della sua famiglia al padre, Filippo, a sua volta investito dell'eredità di Anna e di Luisa Barberini Colonna di Sciarra rispettivamente con i lasciti del 1911 e del 1909.
Nel 1929 fu invece venduta la villa di Castel Gandolfo allo Stato italiano, che poco dopo verrà donata alla Santa Sede in occasione della stipula dei patti lateranensi.
Queste cessioni costituiscono solo il preludio al depauperamento vero e proprio di un grosso blocco della collezione; infatti dopo diverse sollecitazioni da parte dei principi Barberini e degli eredi Corsini a Mussolini, al quale chiedevano con insistenza di poter alienare alcuni beni della propria raccolta vincolata, il duce rispose superando l'antico fidecommesso voluto da Urbano VIII nel 1627 (poi rinnovato dai suoi successori) e asserendo che si potesse procedere alla vendita delle opere, anche perché lo Stato non aveva le risorse per acquistarle, agendo in questo modo d'imperio senza tener conto del ruolo istituzionale delle Soprintendenze.

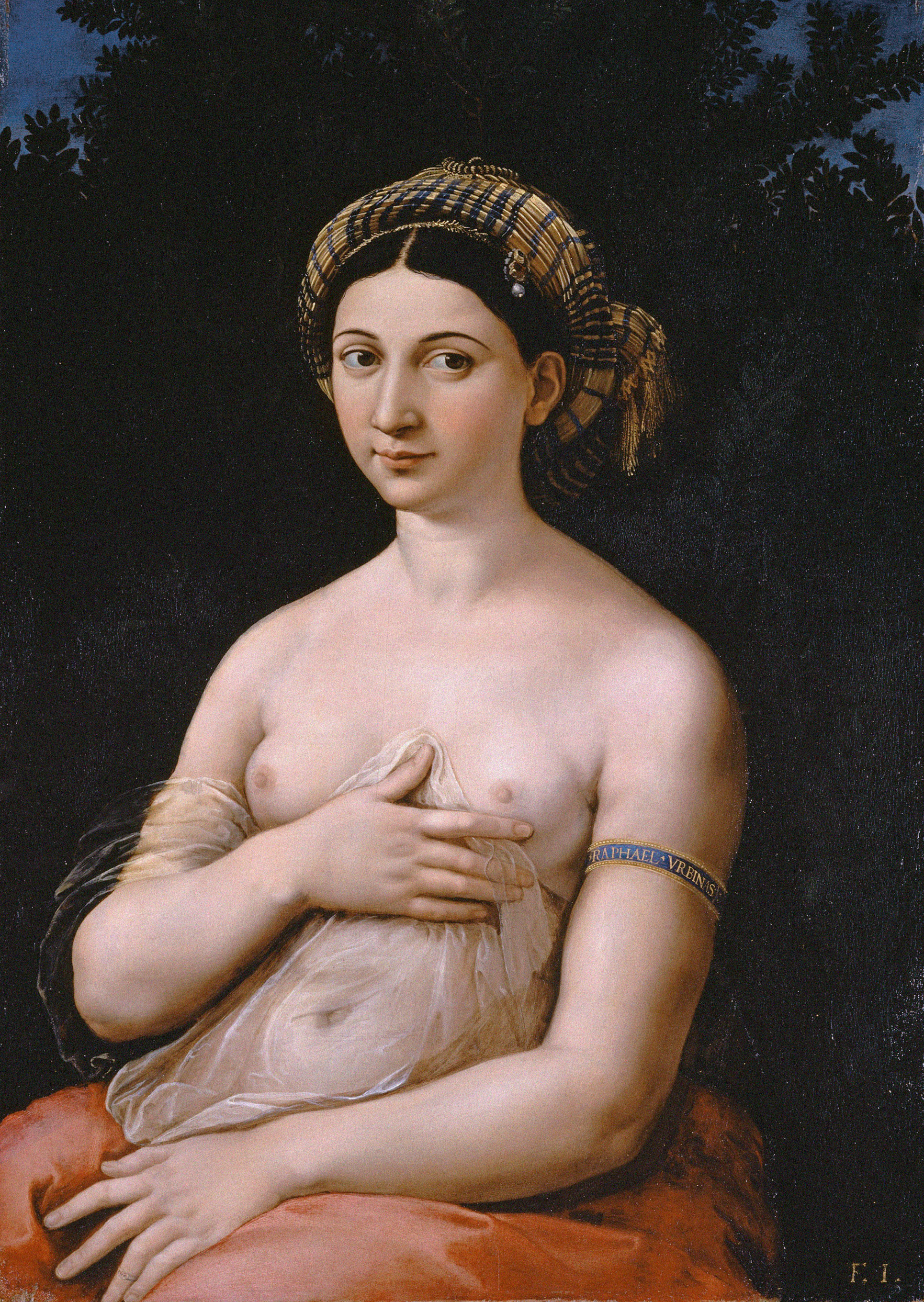
Raffaello, La Fornarina

Al 1932 risale dunque l'ultimo inventario della collezione Barberini propriamente intesa, quella su cui vigeva ancora il vincolo del fidecommesso papale del 1627 e spartita tra i rami Barberini e Corsini, mentre due anni dopo i principi ottennero il riconoscimento delle proprie volontà con il Regio Decreto Legge del 26 aprile 1934, pubblicato in Gazzetta Ufficiale del Regno d'Italia, Anno 75°, il 5 maggio 1934, n. 107, in forza del quale le collezioni venivano divise in tre parti: una composta dal gruppo di opere che lo Stato avrebbe scelto e tenuto per sé fino al raggiungimento della metà del valore dell'intera collezione, a mo' di "risarcimento" della perdita del patrimonio artistico, una seconda composta da opere che sarebbero state lasciate a disposizione degli eredi Barberini per le alienazioni, anche all'estero, mentre una terza composta da quindici cartoni per gli arazzi sulla vita di Urbano VIII di Pietro da Cortona che sarebbe rimasta vincolata ai proprietari senza diritto di vendita se non allo Stato italiano.

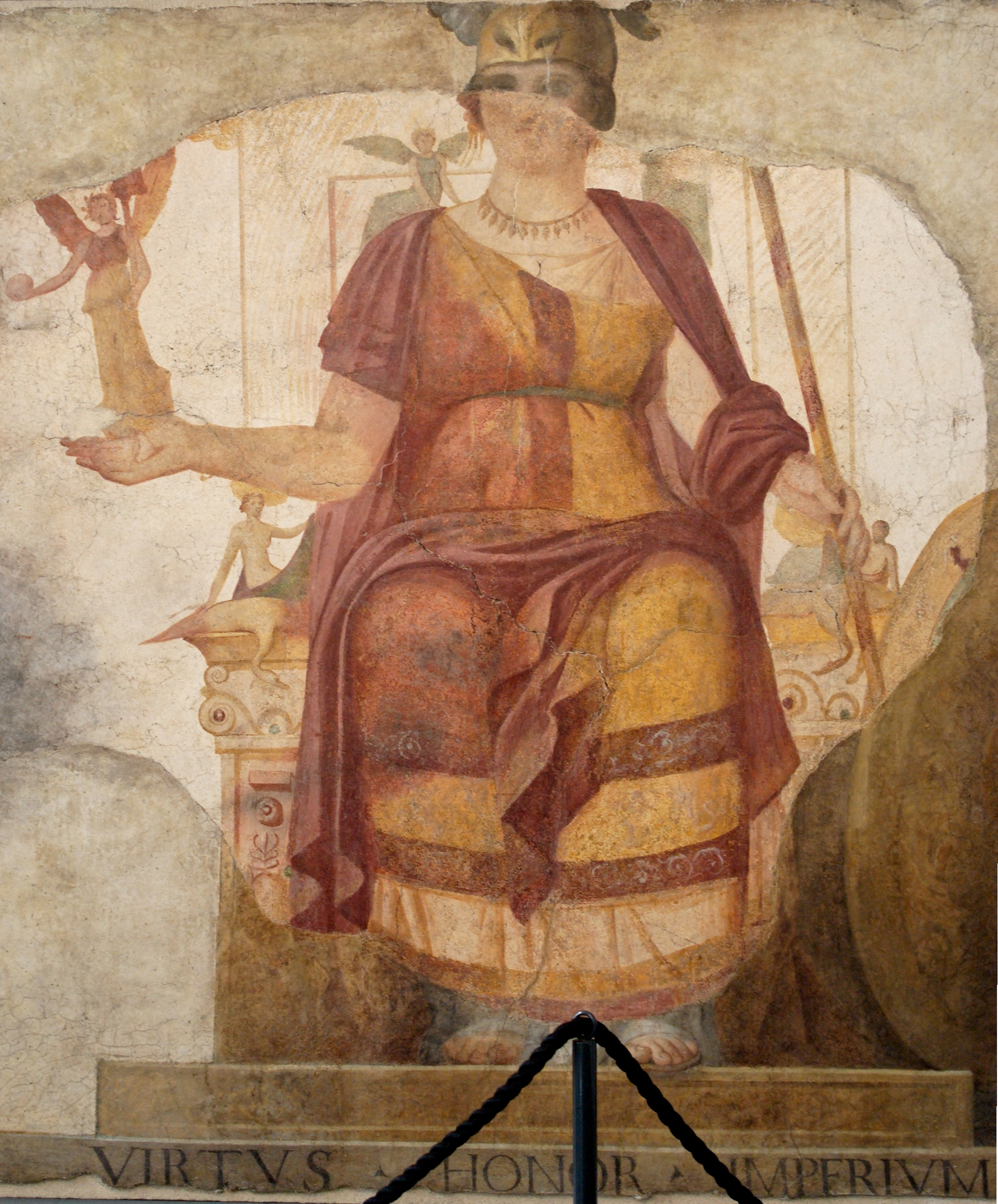
Dea Roma (cosiddetta Dea Barberini)

I firmatari della Convenzione relativa alla collezione artistica del Fidecommesso Barberini furono il ministro dell'educazione nazionale Francesco Ercole (1884-1945) e i rappresentanti delle due linee ereditarie che si erano spartite l'antico fidecommesso dei principi di Palestrina, Maria Barberini-Colonna di Sciarra (1872-1955), coniugata Sacchetti, che come ringraziamento al duce gli fece anche dono dell'affresco della Dea Roma (oggi al museo di palazzo Massimo alle Terme di Roma) e Tommaso Corsini (1903-1980), quest'ultimo che agì in proprio e per procura di tutti gli altri congiunti del ramo.
Ne conseguì da questo accordo una importante vendita di opere della collezione, che lasciarono così il territorio italiano definitivamente in favore di collezionisti e musei stranieri, tra cui anche opere di statuaria antica. La disastrosa decisione determinò infatti la possibile libera uscita di centosei dipinti (dove figuravano la Santa Caterina e il Suonatore di liuto di Caravaggio, il Cristo dodicenne tra i dottori di Dürer, che era la seconda opera più valutata nell'elenco di vendita, 1.000.000 di lire, le tavole di Fra Carnevale, un tempo assegnate al Maestro delle tavole Barberini, la Venere con l'arpa di Giovanni Lanfranco, il San Luca e il San Matteo del Guercino, il Martirio di sant'Apollonia, il Putto dormiente e il Sant'Andrea Corsini di Guido Reni, svariate opere di Andrea Sacchi e Simon Vouet e la Santa Caterina d’Alessandria in carcere riceve la visita di Faustina di Mattia Preti) più trentadue sculture e frammenti antichi, a fronte di soli sedici quadri, contrassegnati con lettera "F", che furono invece comperati dal Stato, come La Fornarina di Raffaello, in assoluto il pezzo più valutato dell'intero inventario, 1.500.000 lire, il Ritratto di Beatrice Cenci descritto al tempo come opera attribuita a Guido Reni e le restanti quattordici tavole di Giusto da Gand dallo studio del duca di Montefeltro a Urbino che non finirono nella divisione col ramo Colonna di Sciarra di Urbano. Tra i quadri che uscirono dalla collezione entro il 1935 vi furono poi il Ritratto della figlia di Mengs, realizzato dallo stesso pittore, che finì in una collezione privata americana (oggi sono note due redazioni autografe del dipinto, una rimasta in raccolta privata straniera e l'altra rimasta agli eredi Barberini Sacchetti nel palazzo alle Quattro Fontane destinato alla loro residenza), una serie di quattro tele con Evangelisti assegnati a Carlo Maratta nell'inventario del 1844 e oggi attribuiti a Charles Mellin (attualmente in collezioni private), il David con la testa di Golia di Valentin de Boulogne, lo Sposalizio mistico di santa Caterina de’ Ricci di Pierre Subleyras e altri.

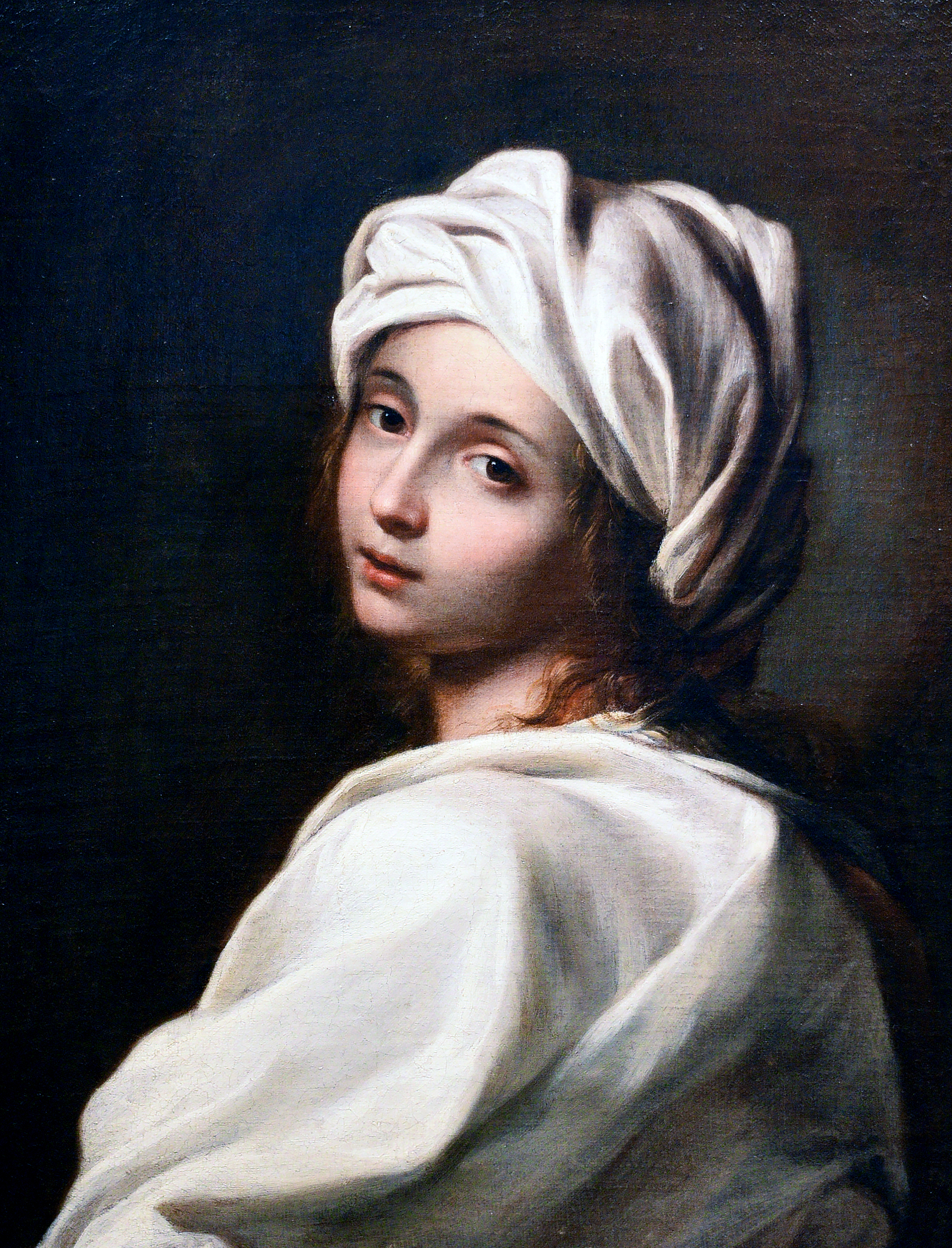
Anonimo bolognese, Ritratto di Beatrice Cenci

Sempre nel 1934 intanto circa l'80% di palazzo Barberini alle Quattro Fontane viene dato in fitto dalla famiglia al circolo Ufficiali delle Forze armate, come desiderava Mussolini, e il salone con il Trionfo di Pietro da Cortona trasformato in salone dei Condottieri, inaugurato dallo stesso duce nel 1935 collocandovi un suo ritratto. Nello stesso anno la Supplice Barberini viene invece acquistata in tutta fretta dal Museo del Louvre di Parigi.
Nel 1936 il Sant'Andrea Corsini di Guido Reni commissionato in origine dalla famiglia Corsini per farne immediatamente dono a Urbano VIII, pontefice che lo canonizzò, e a loro ritornato con i lasciti Barberini, fece parte di un gruppo di opere (dov'erano anche la Santa Rosalia di Carlo Maratta e il Pigmalione e Galatea di Bronzino) che col tempo verranno portate via dal palazzo alle Quattro Fontane per esser collocate in quello Corsini al Parione di Firenze.

#### L'acquisto di palazzo Barberini da parte dello Stato italiano (1949)
Nel 1949 palazzo Barberini alle Quattro Fontane, ancora dimora della linea Sacchetti, ma spoglio di opere, venne acquistato dallo Stato italiano che salvò così in parte il processo di depauperamento avviato già a partire dal Settecento e che è culminato con la grande dispersione fascista degli anni '30 del Novecento. In questa circostanza venne riorganizzata la Galleria d'arte antica (fin lì al palazzo Corsini alla Lungara), che però ospiterà solo una piccola parte della collezione museale poiché gli spazi rimasti all'istituto erano esigui rispetto alla porzione concessa già dal 1934 al circolo delle Forze armate, che nonostante la scadenza del contratto di affitto nel 1953 fu sempre restio a sgomberare i locali, cosa che avverrà solo nel 1997.
Con la creazione del Museo la collezione Barberini trova una riorganizzazione più coerente con la conseguente separazione espositiva dalla "sorella" settecentesca collezione Corsini, che viene invece lasciata tutta nello storico palazzo familiare alla Lungara (una parte delle opere non donate allo Stato restano tutt'oggi nella collezione privata Corsini di Firenze sita nel palazzo al Parione), mentre le opere Barberini ritornano nell'originaria collocazione alle Quattro Fontane.
Le altre quattordici tavole delle originarie ventotto di Giusto di Gand provenienti dal palazzo Ducale di Urbino già nella collezione Montefeltro e di competenza dei Barberini-Sacchetti furono trasferite nel 1983 nella loro sede originaria nelle Marche (a differenza di quelle che confluirono ilo tempore nella collezione della famiglia Barberini Colonna di Sciarra di Carbognano, le quali vennero alienate in Francia già nel 1812).

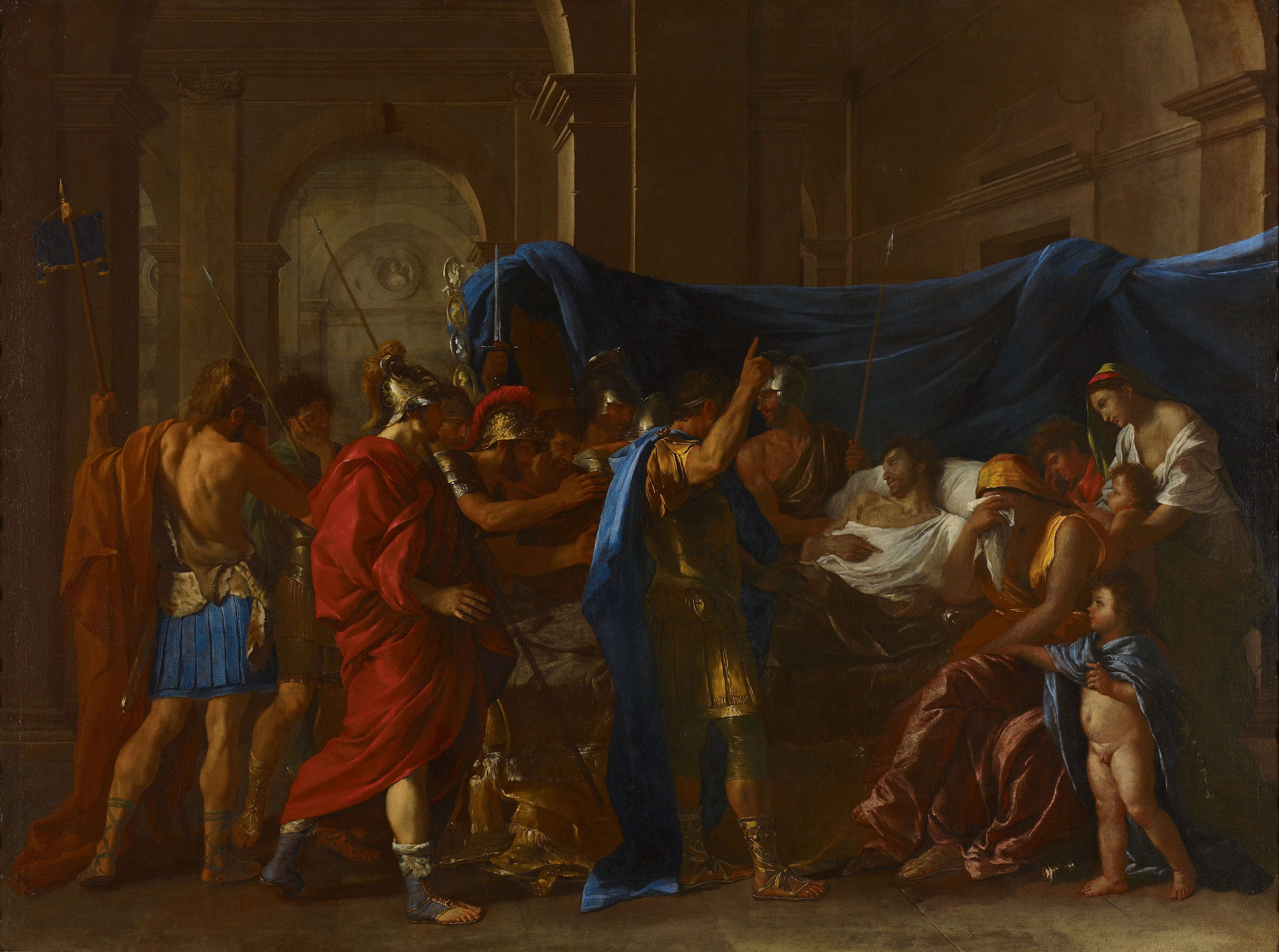
Nicolas Poussin, Morte di Germanico

Centododici opere della collezione rimaste di proprietà della famiglia Barberini vengono acquistate nel 1952 dalla Galleria nazionale di Roma, tra cui anche opere rientranti in quelle liberate alla vendita con decreto del 1934 e ancora non alienate, come la Venere con l'arpa di Giovanni Lanfranco, il San Matteo e il San Luca del Guercino e diversi cartoni per arazzi della bottega di Pietro da Cortona, in particolare quelli sulla vita di Cristo di Giovanni Francesco Romanelli.
Nel 1955 con la morte di Maria Barberini Colonna di Sciarra i locali del secondo piano che furono della principessa Cornelia Costanza vengono liberati dalla famiglia, che oramai si era trasferita stabilmente in quegli appartamenti già dal Settecento. Un cospicuo numero di quadri rimasti agli eredi Barberini-Corsini domiciliati tra Roma e Firenze continuano a esser venduti all'estero: la Morte di Germanico di Nicolas Poussin viene venduta nel 1958 al museo di Minneapolis grazie al fondo di un banchiere statunitense William Hood Dunwoody, la serie di arazzi con la Vita di Costantino (sia quella donata da Luigi XIII di Francia disegnata da Rubens che quella realizzata dall'arazzeria Barberini nel 1637 su disegni di Pietro da Cortona) è immessa nel mercato estero per poi confluire nel museo di Philadelphia, la Testa di Cristo coronato di spine (cosiddetto Velo di santa Veronica) di Annibale Carracci è segnalato nelle collezioni Barberini fino al 1960, per poi comparire a Londra con provenienza anonima venti anni dopo, quindi all'asta da Christie's nel 1985, nel 1968 viene invece venduta l'Adorazione dei Magi di Guido Reni, nel 1971 viene venduto al Getty Museum di Los Angeles il San Sebastiano gettato dalla Cloaca Massima di Ludovico Carracci e dello stesso autore un San Sebastiano legato all'albero viene portato a Londra nel 1994 dal principe Urbano Barberini.
Di contro altre opere vengono comperate dallo Stato, come svariati cartoni per le serie di arazzi comperati da Tommaso Corsini nel 1977, mentre l'ultima opera che lo Stato acquista dai comproprietari fratelli Barberini-Sacchetti, Benedetto, Urbano, Francesca e Giovanni, per il tramite della Galleria nazionale di Roma, è del 2024, con la scultura bronzea di Francesco Mochi del Ritratto equestre di Francesco Barberini (zio di Urbano VIII), arrivando così a esporre nell'originaria collocazione voluta da Urbano VIII circa duecento opere dell'antica collezione.

## Elenco delle opere (non completo)

### Antichità

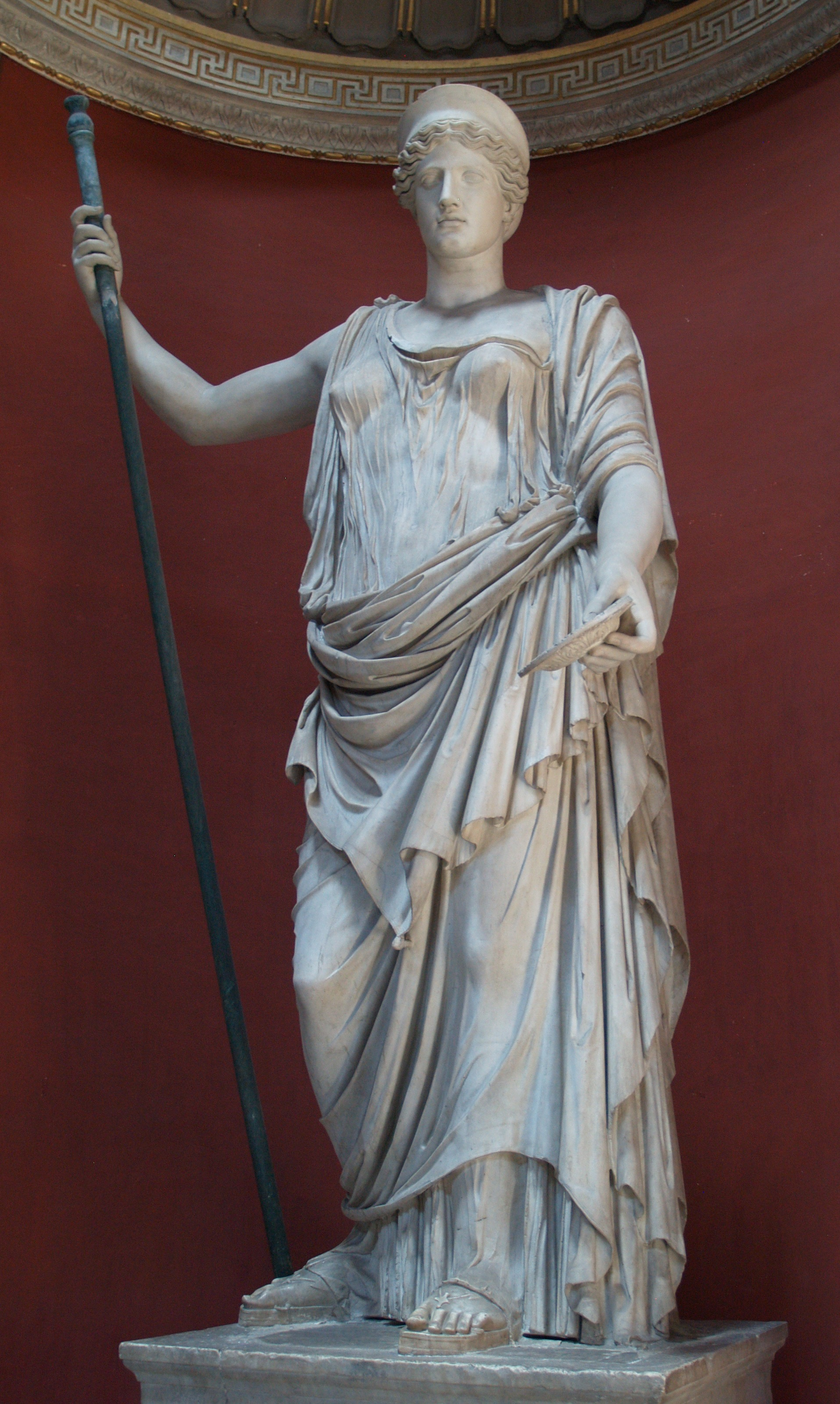
Era Barberini

- Apollo Barberini, scultura, Gliptoteca, Monaco di Baviera
- Apollo e il serpente Pitone, Galleria Nazionale d'Arte Antica di Palazzo Barberini, Roma
- Atalanta Barberini, scultura, Musei vaticani, Città del Vaticano
- Avorio Barberini, oggetto, Museo del Louvre, Parigi
- Busto di Faustina Minore, scultura, Musei capitolini, Roma[49]
- Busto di Gaio Mario, scultura, Gliptoteca, Monaco di Baviera
- Donna Drappeggiata, Getty Museum, Los Angeles
- Dea Barberini, affresco staccato, Museo Nazionale Romano di palazzo Massimo alle Terme, Roma
- Endimione, scultura, Museo dell'Ermitage, San Pietroburgo
- Era Barberini, scultura, Musei vaticani, Città del Vaticano
- Fauno Barberini, scultura, Gliptoteca, Monaco di Baviera
- Imperatore romano a cavallo, Cristo benedicente tra angeli, Vittoria alata, Processione sacrificale, scultura, 500-550 d.C., Museo del Louvre, Parigi
- Leone in mezzorilievo, Galleria Nazionale d'Arte Antica di Palazzo Barberini, Roma
- Sileno, scultura, Gliptoteca, Monaco di Baviera
- Statua del dio Nilo, 70-100 d.C., marmo grigio, collezione Torlonia, Roma
- Supplice Barberini, scultura, Museo del Louvre, Parigi
- Togato Barberini, scultura, Musei capitolini nella sede della Centrale Montemartini, Roma[49]
- Torso di Ercole, scultura, Museo dell'Ermitage, San Pietroburgo[50]
- Vaso Barberini, oggetto, British Museum, Londra

### Manifattura e complementi d'arredo

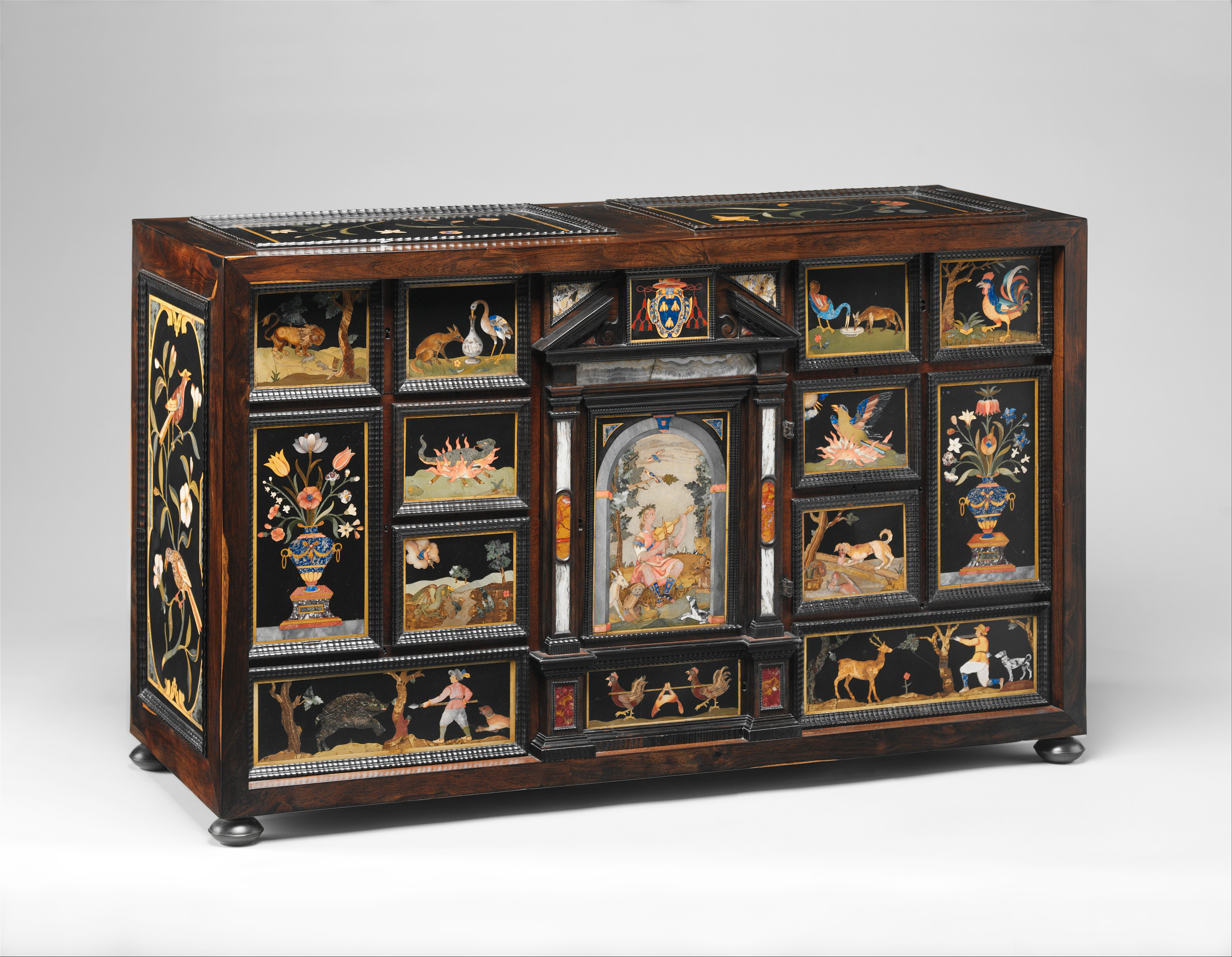
Maestranze toscane sec. XVII, Cassetta Barberini

- Arazzeria francese, Vita di Costantino, n. 7 pezzi, 1623-1625, su disegni di Peter Paul Rubens, Museum of Art, Philadelphia
- Arazzeria Barberini, Vita di Costantino, n. 6 pezzi, 1636, su disegni di Pietro da Cortona, Museum of Art, Philadelphia
- Arazzeria Barberini, Vita di Cristo, n. 12 pezzi, 1645, su disegni di Giovan Francesco Romanelli, cattedrale di San Giovanni il Divino, New York
- Arazzeria Barberini, Vita di Urbano VIII, n. 10 pezzi, su disegni di Antonio Gherardi, Musei Vaticani, Città del Vaticano
- Girolamo Acciari e Giovanni Tubi, Arpa Barberini, 1633, Museo nazionale degli strumenti musicali, Roma
- Manifattura toscana sec. XVII, Cassetta Barberini, mobilia del cardinale Maffeo, futuro papa Urbano VIII, legno di rovere e pioppo impiallacciati con vari legni duri esotici, con modanature in ebano e placche di marmo, ardesia (paragon); lavoro in pietre dure costituito da marmi colorati, cristallo di rocca e varie pietre dure, 1606 circa, Metropolitan Museum of Art, New York
- Manifattura toscana sec. XVII, Cassetta per monete, mobilia della biblioteca del cardinal nipote Francesco Barberini, legno di cipresso, pioppo, vernice, seta, velluto, ferro, bronzo e doratura, 1630-1634, Metropolitan Museum of Art, New York

### Pittura e scultura[51]
Alcune opere in elenco non fecero stabilmente parte della collezione vera e propria, bensì vennero commissionate dalla famiglia Barberini per farne dono ad altre famiglie nobiliari (ad esempio la Presa di Gerusalemme di Nicolas Poussin), altre invece si aggiunsero alla collezione Barberini solo a seguito dell'unione di Cornelia Costanza con Giulio Cesare Colonna di Sciarra, di cui quest'ultimo facevano parte (come ad esempio il Ritratto di Stefano IV Colonna del Bronzino).

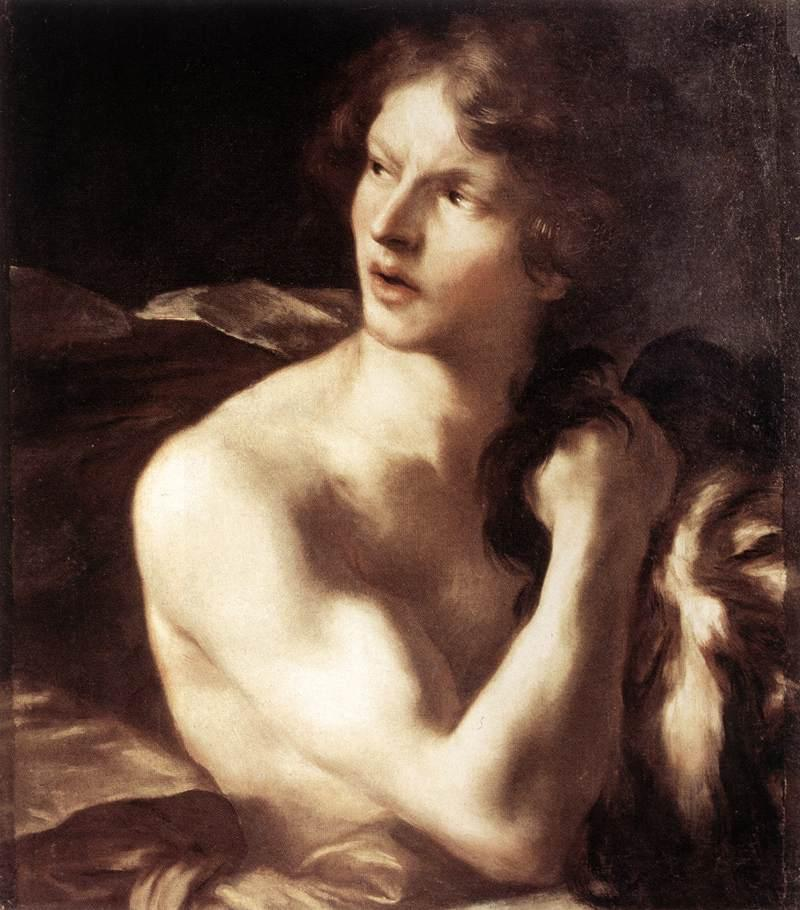
Gian Lorenzo Bernini, David con la testa di Golia

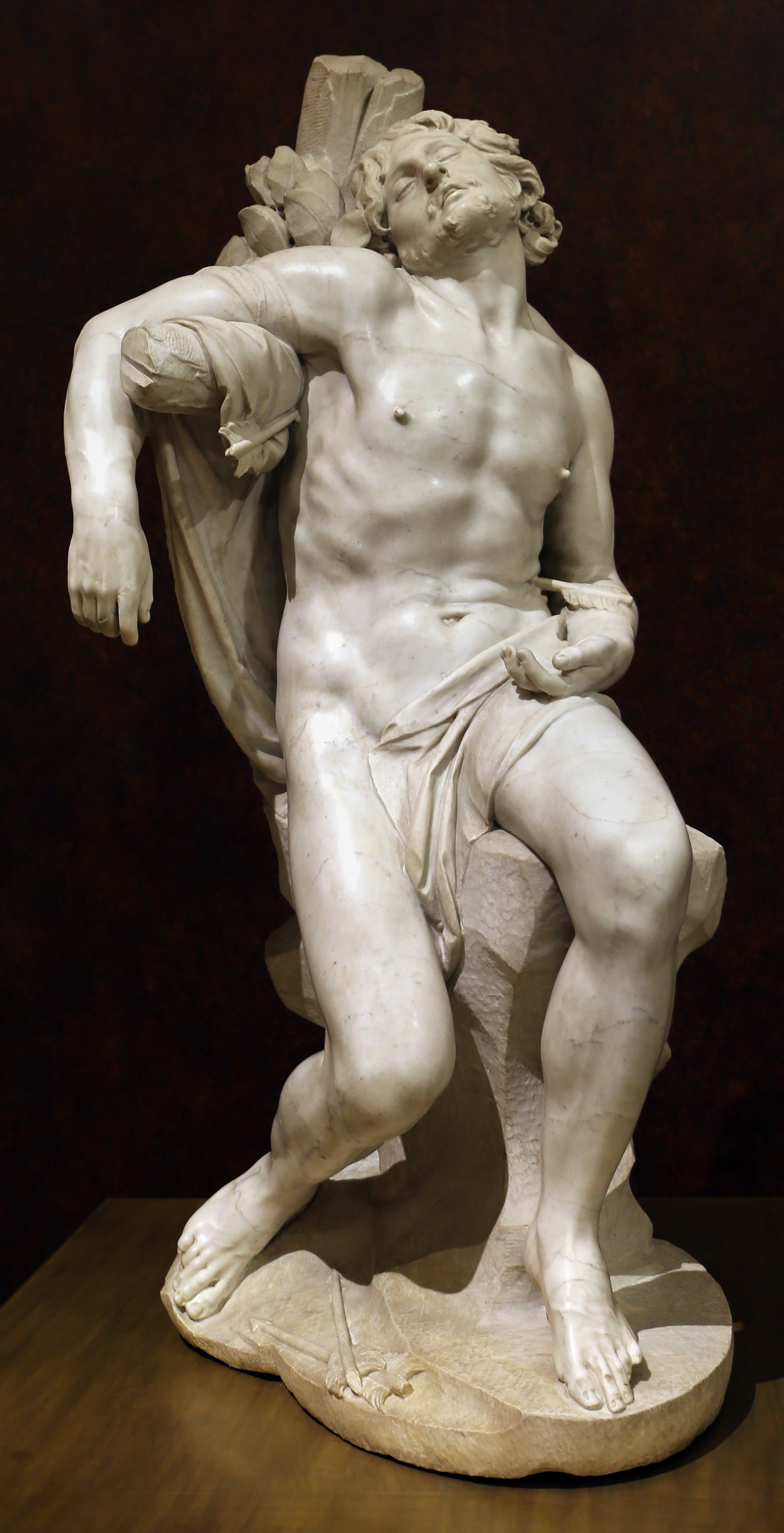
Gian Lorenzo Bernini, San Sebastiano

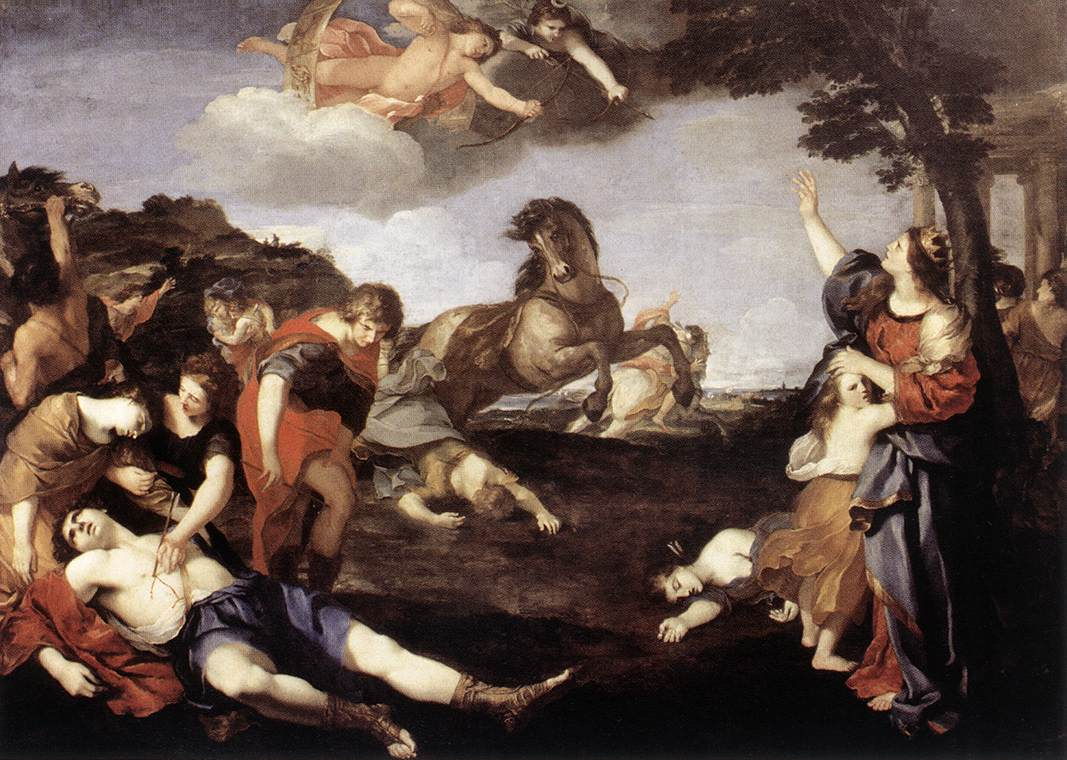
Andrea Camassei, Massacro dei Nibbiodi

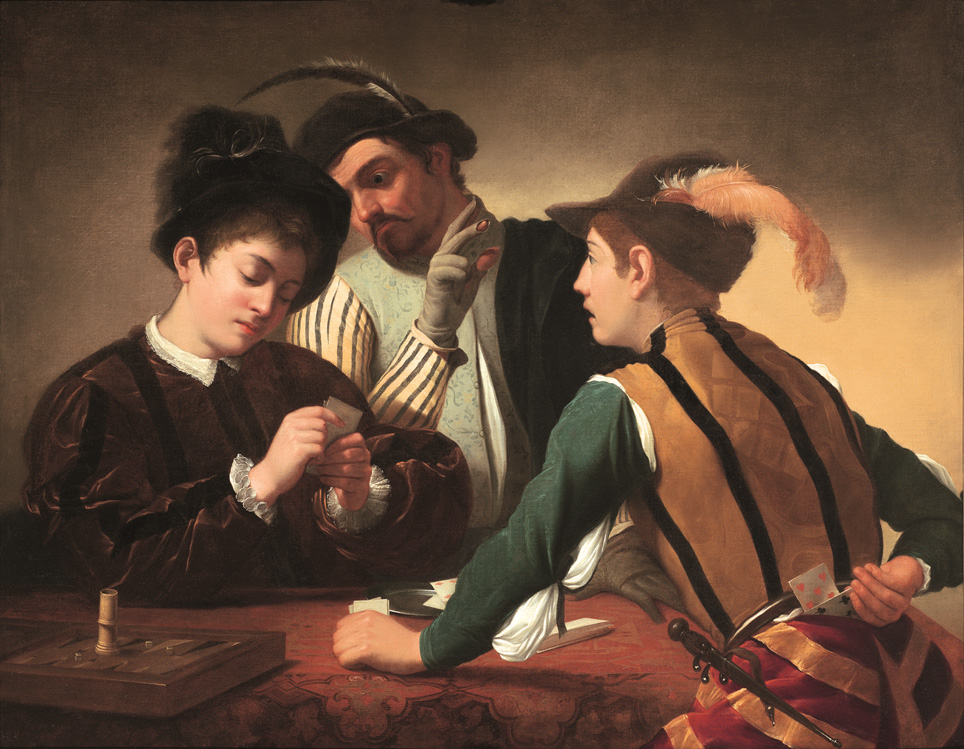
Caravaggio, I bari

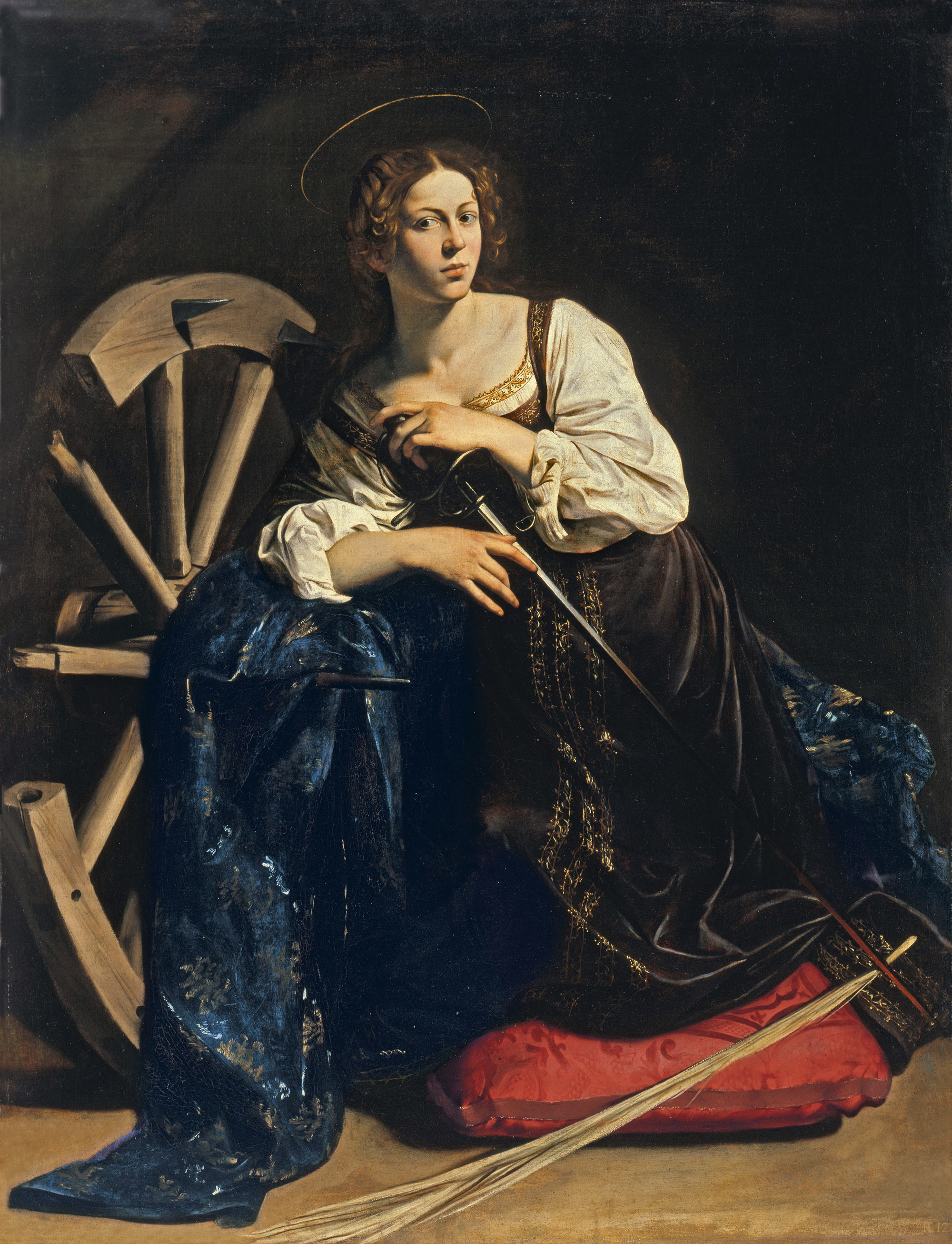
Caravaggio, Santa Caterina d'Alessandria

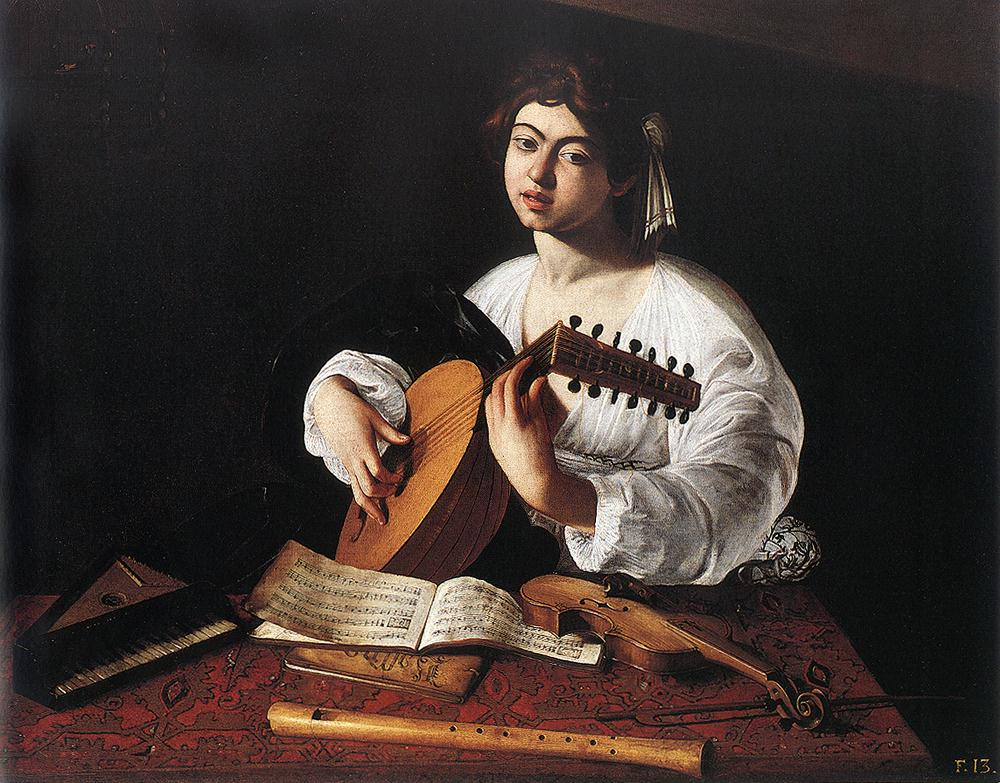
Caravaggio, Suonatore di liuto

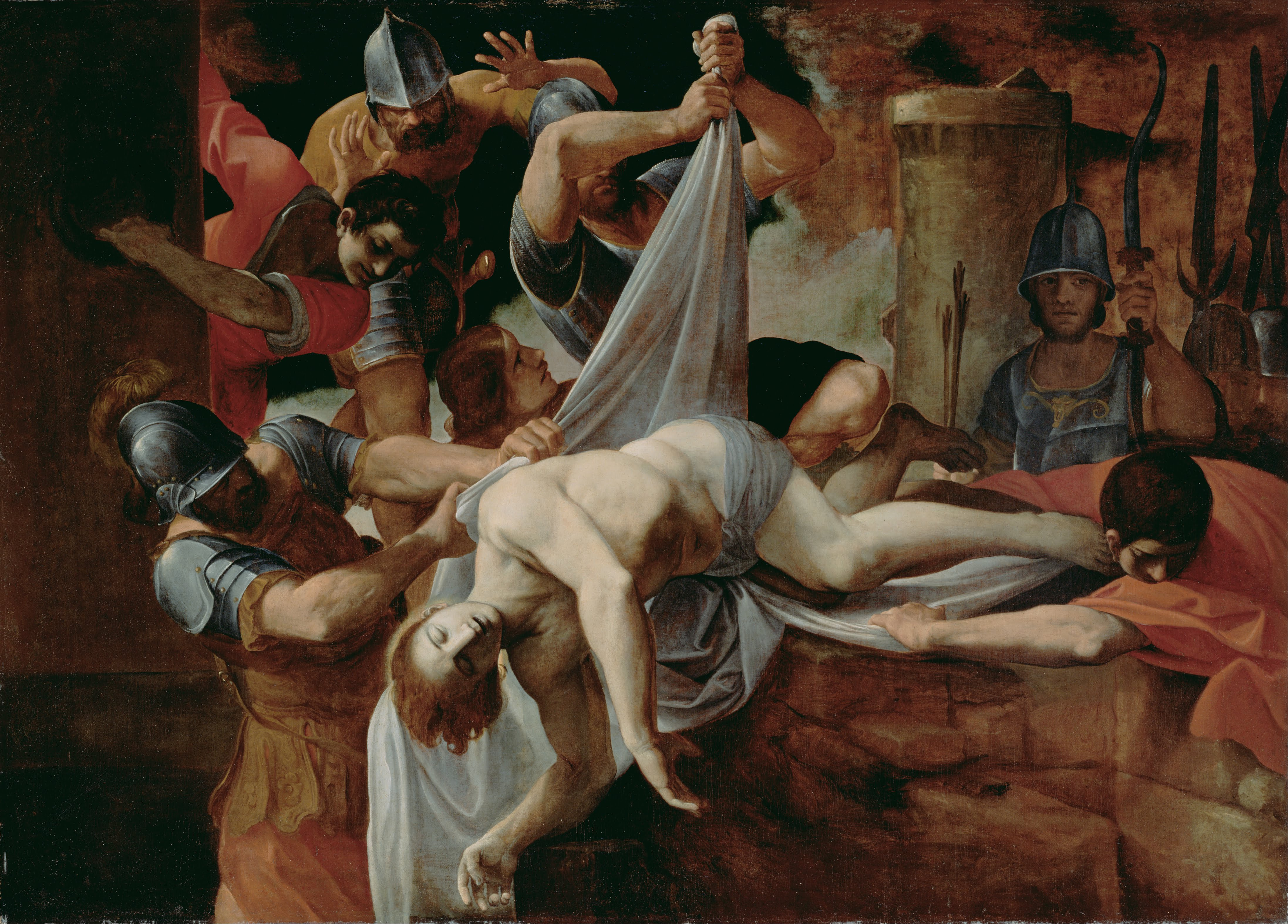
Ludovico Carracci, San Sebastiano gettato nella Cloaca Massima

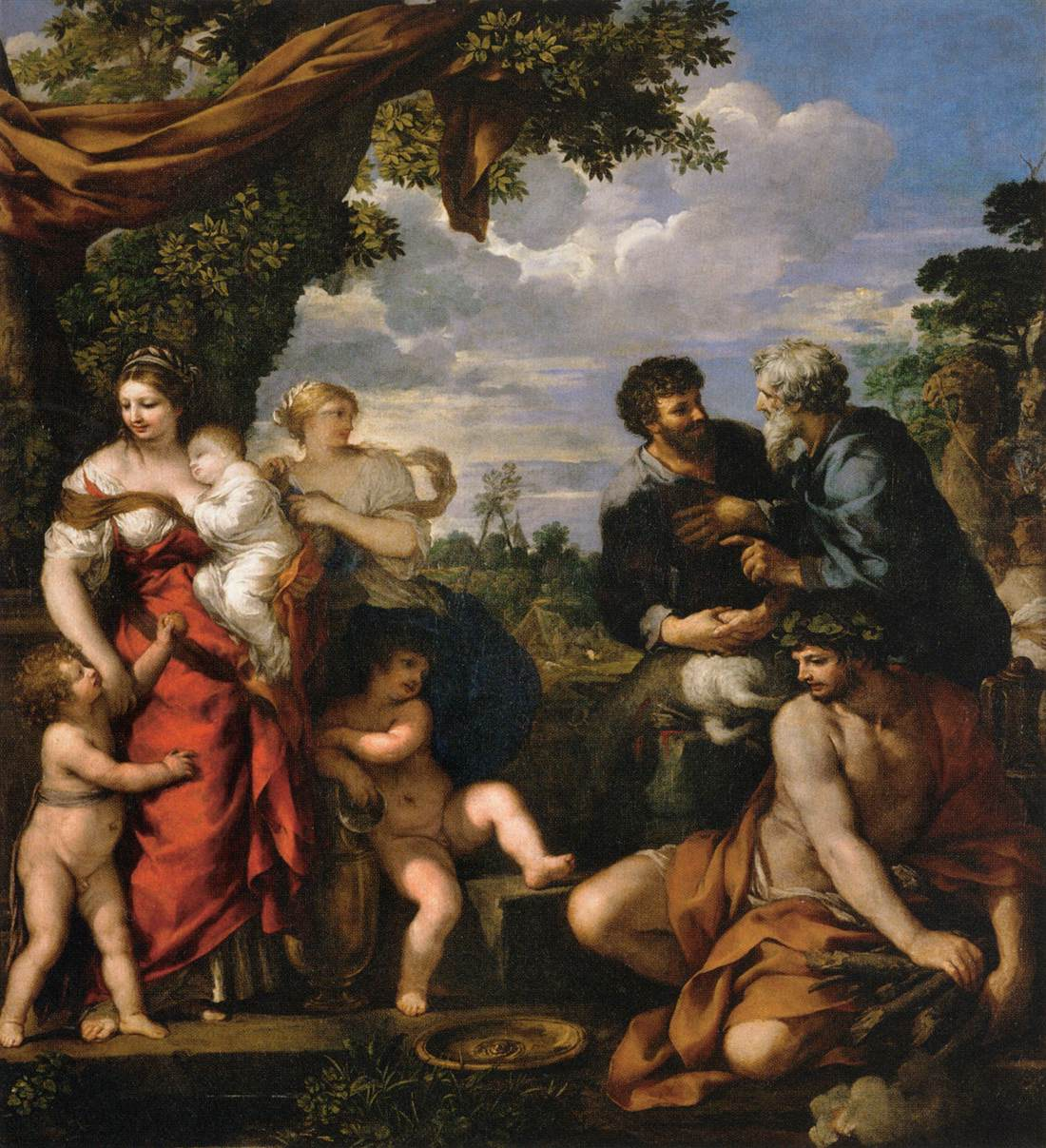
Pietro da Cortona, Giacobbe e Labano

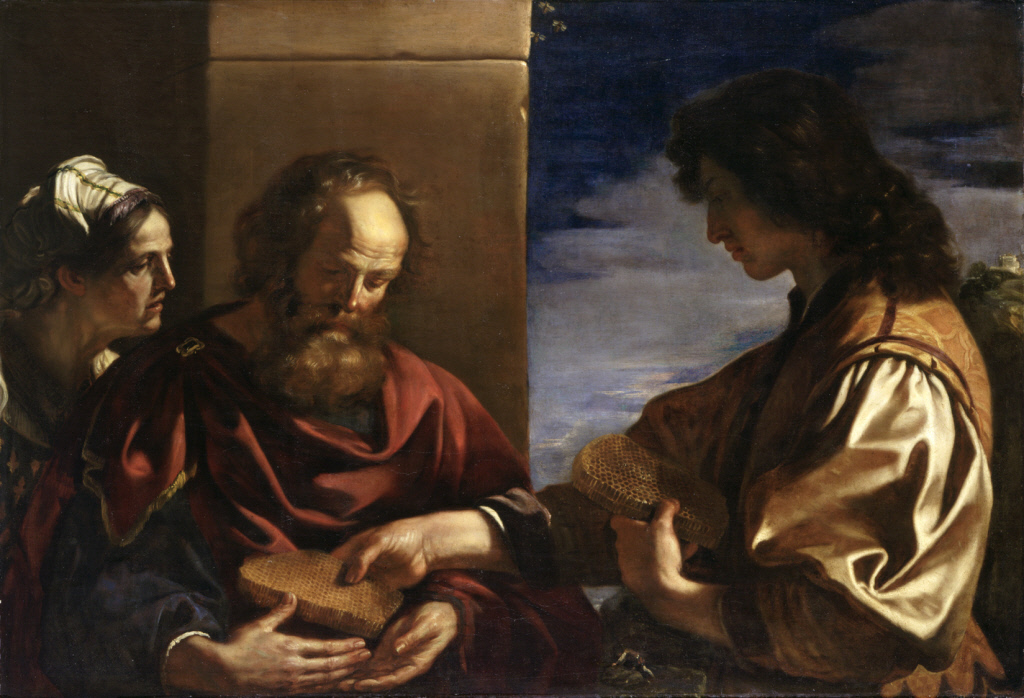
Guercino, Sansone porta il favo di miele ai suoi genitori

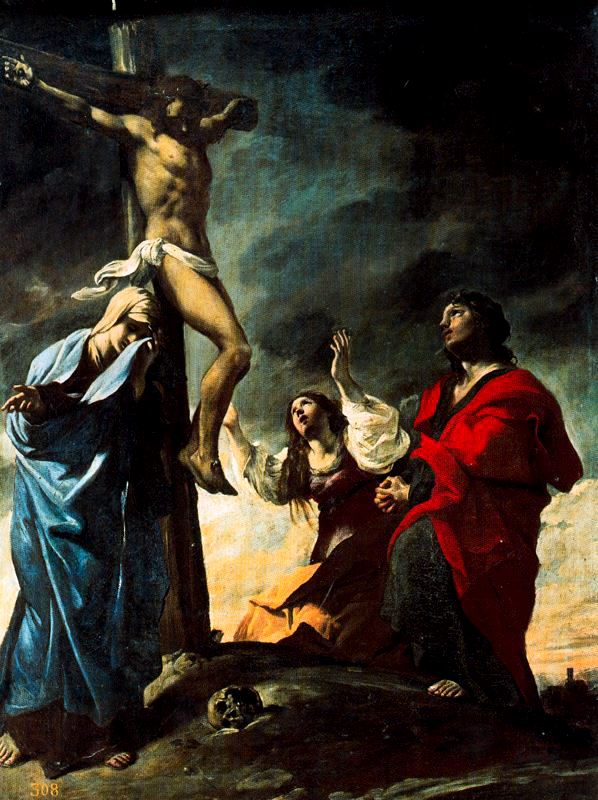
Giovanni Lanfranco, Crocifissione

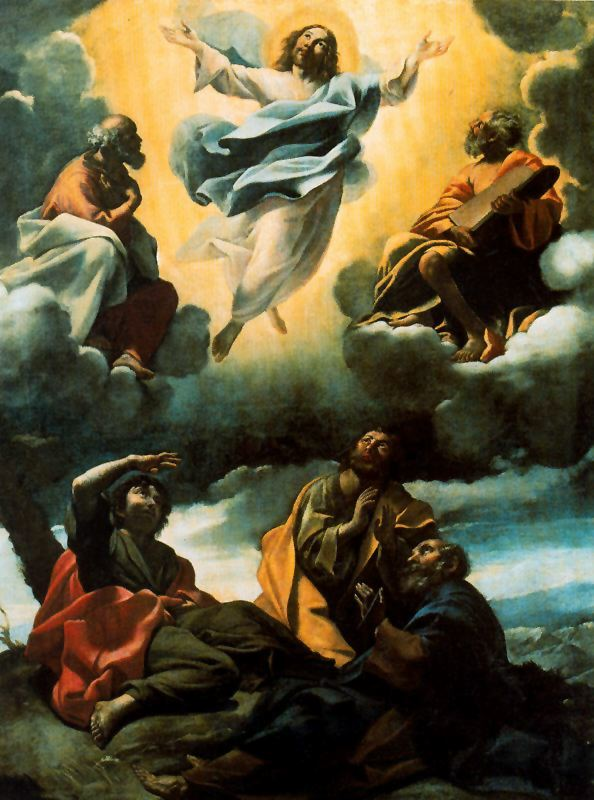
Giovanni Lanfranco, Trasfigurazione

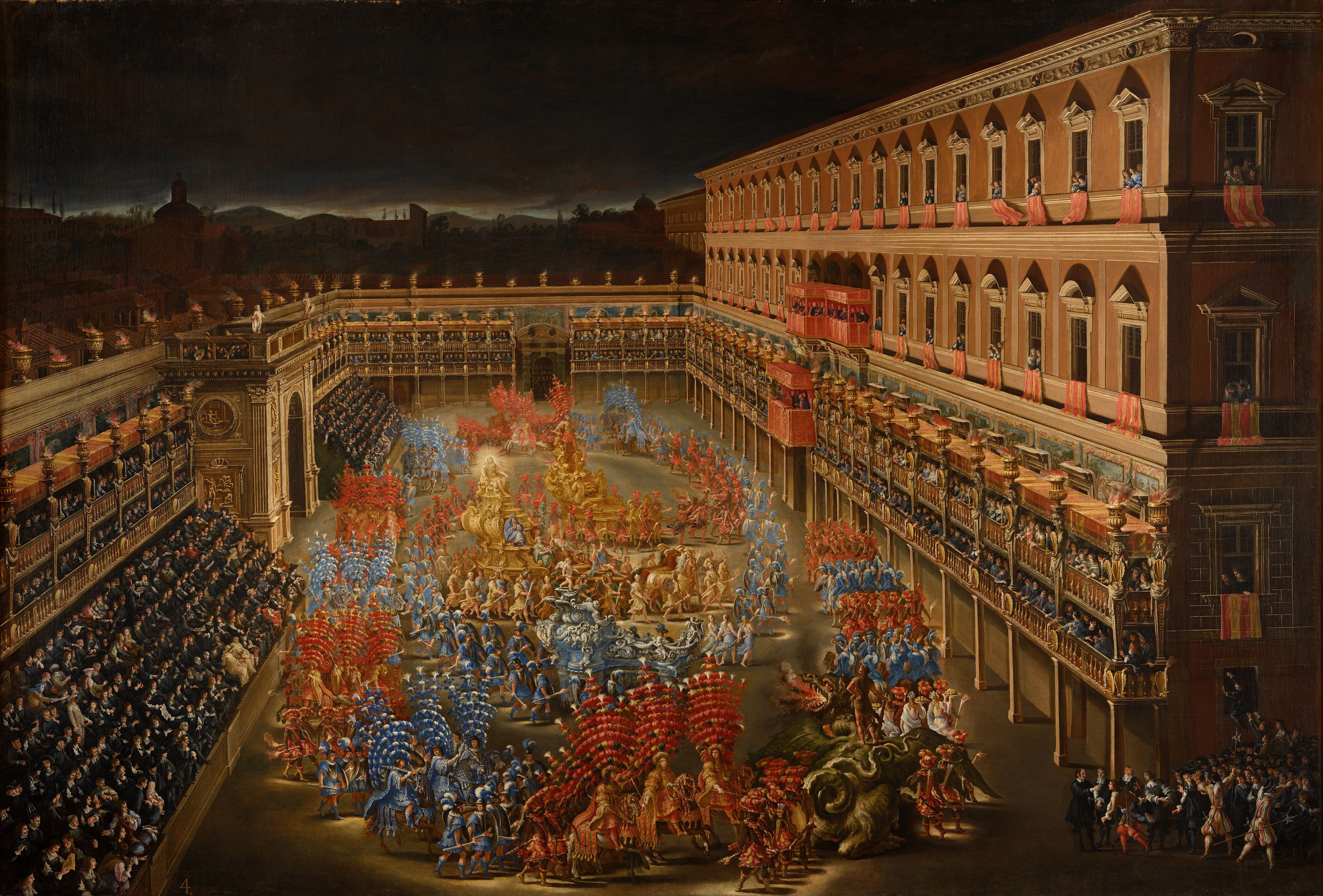
Filippo Lauri e Filippo Gagliardi, Giostra dei Caroselli a Palazzo Barberini in onore di Cristina di Svezia

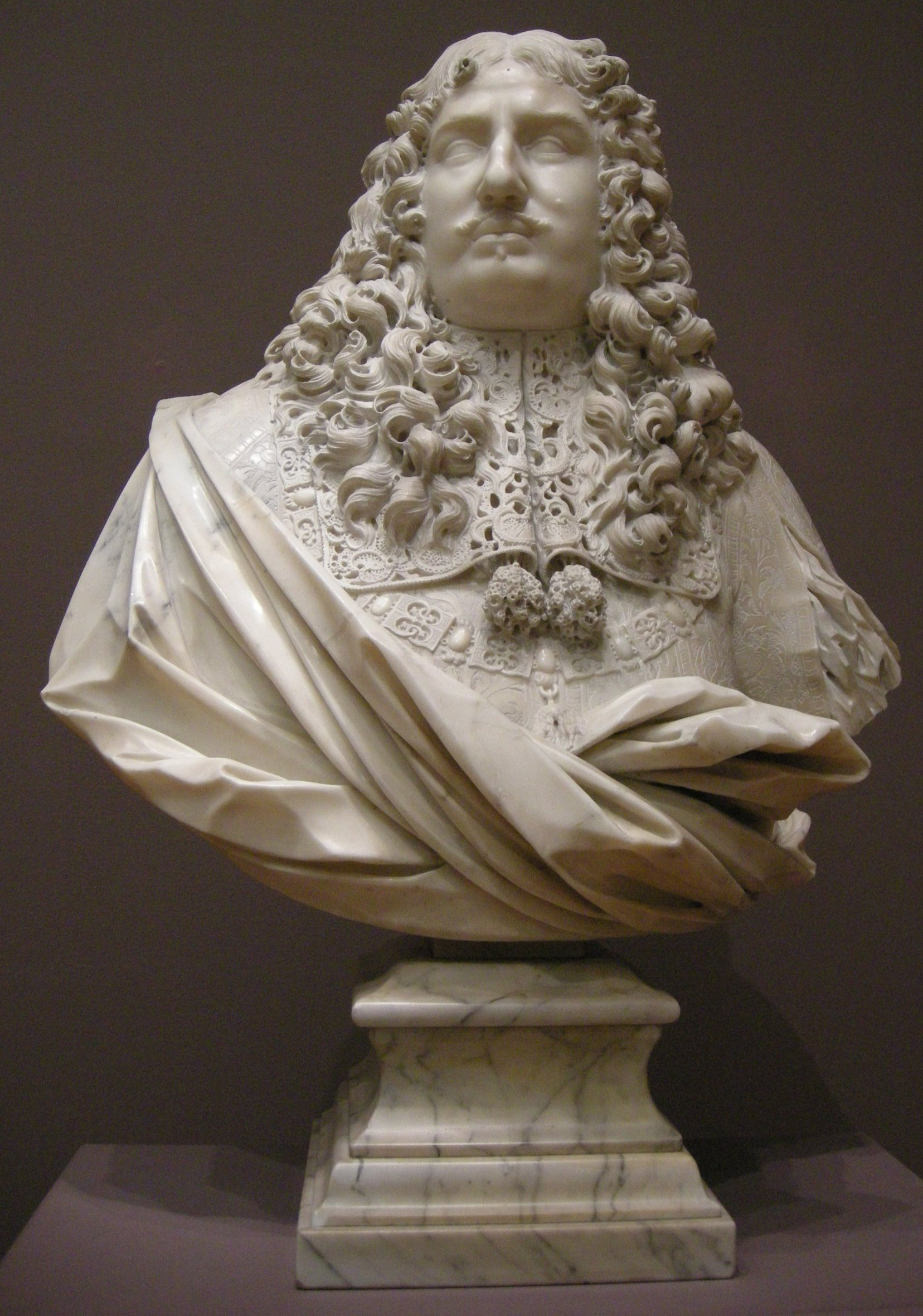
Lorenzo Ottoni, Busto di Maffeo Barberini, II principe di Palestrina

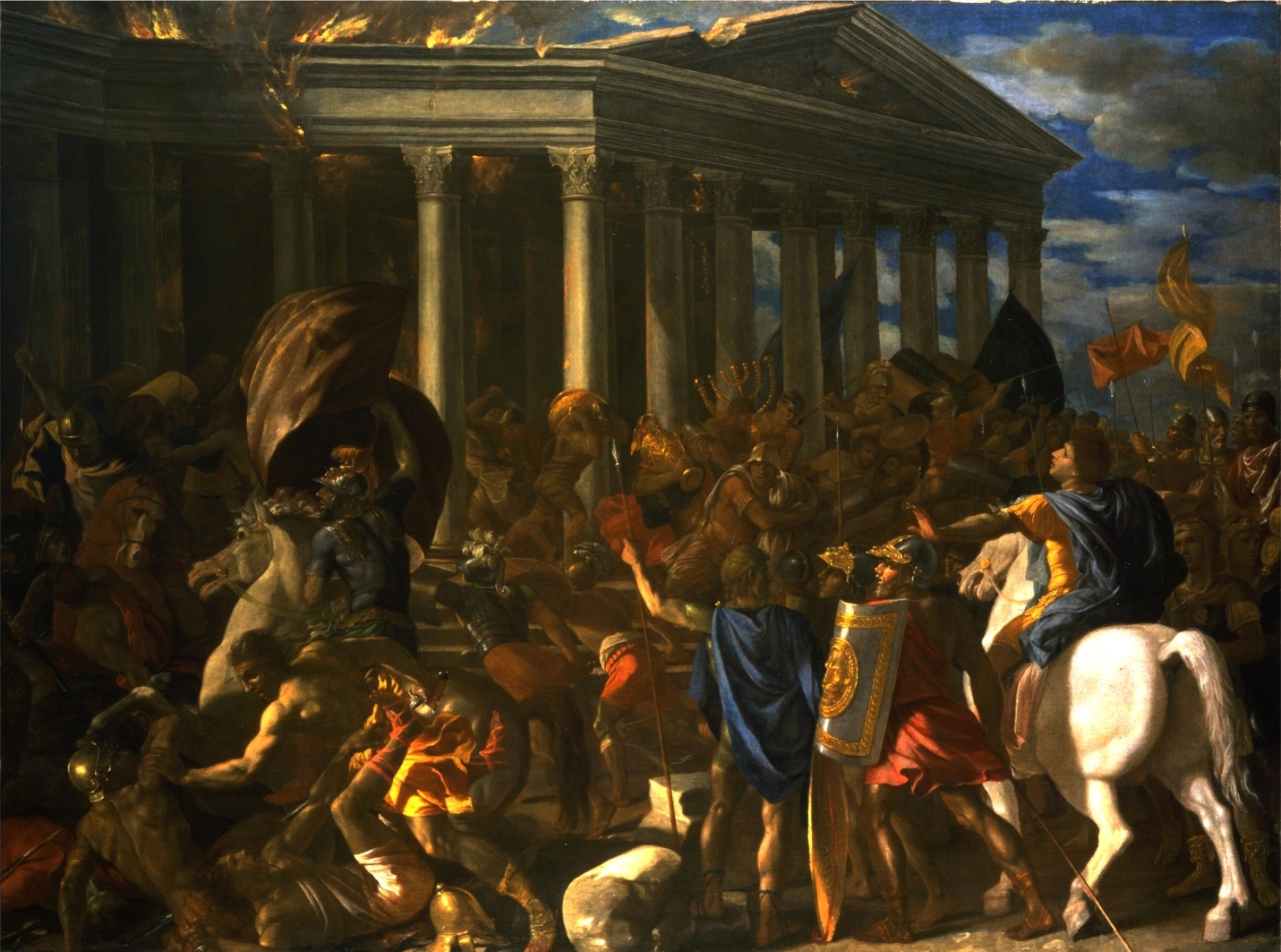
Nicolas Poussin, Distruzione del tempio di Gerusalemme

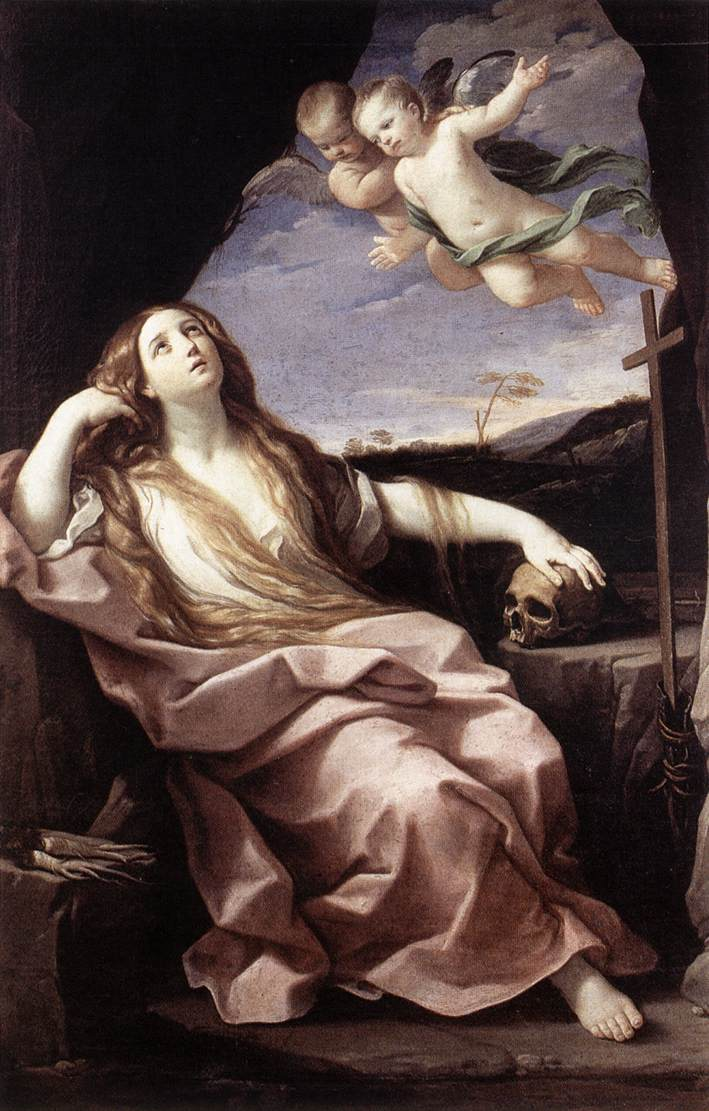
Guido Reni, Maddalena

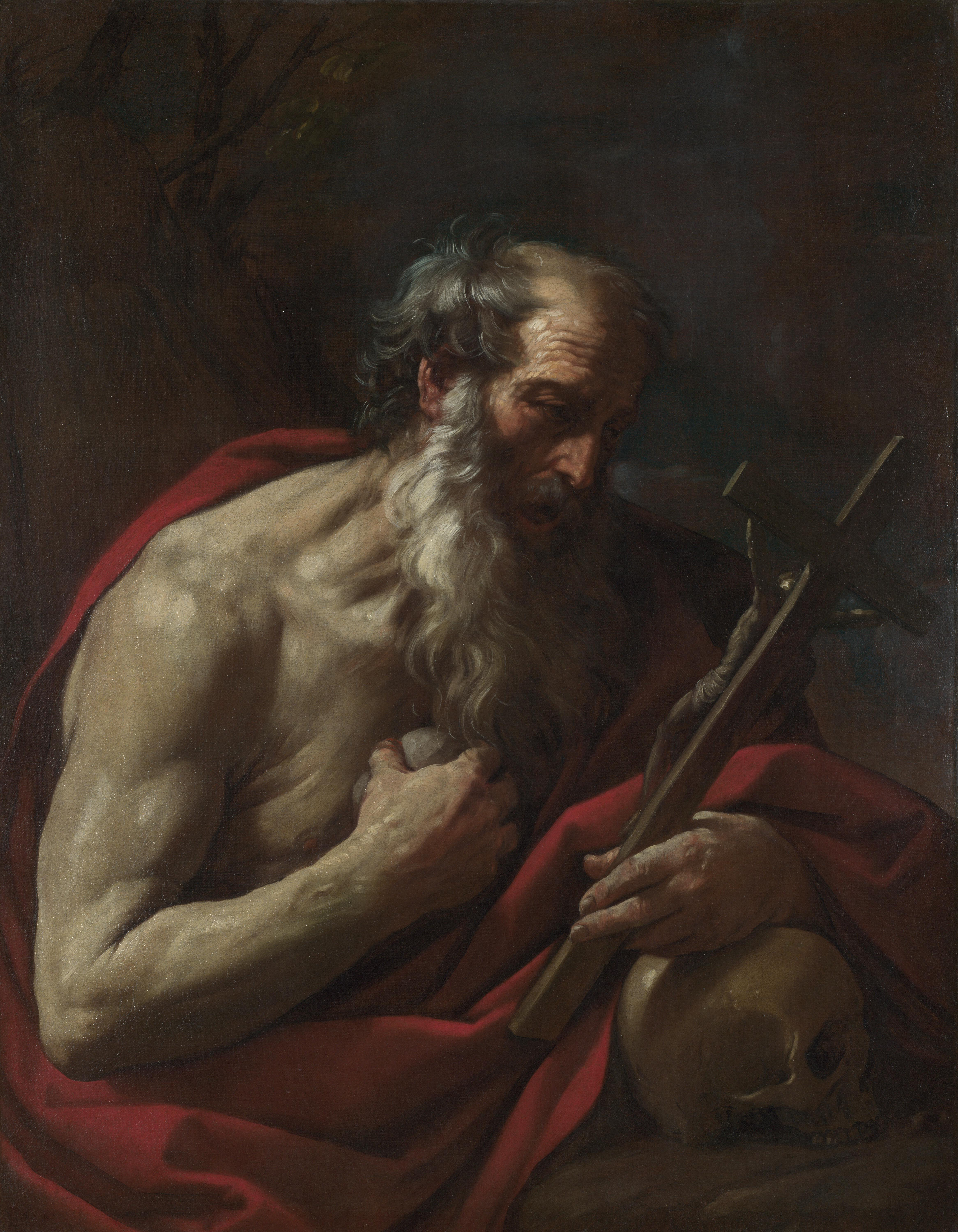
Guido Reni, San Girolamo

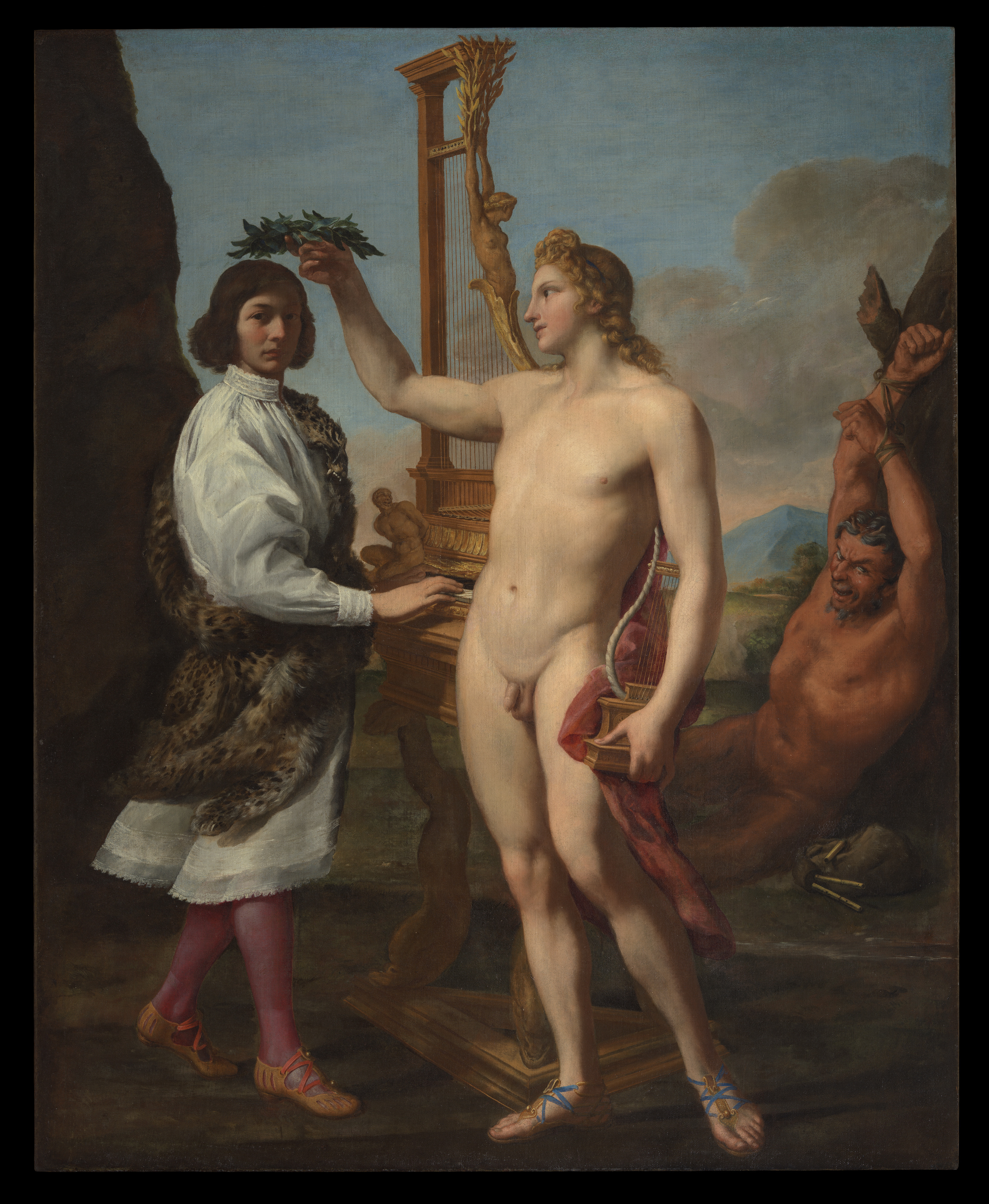
Andrea Sacchi, Ritratto di Marcantonio Pasqualini incornato da Apollo

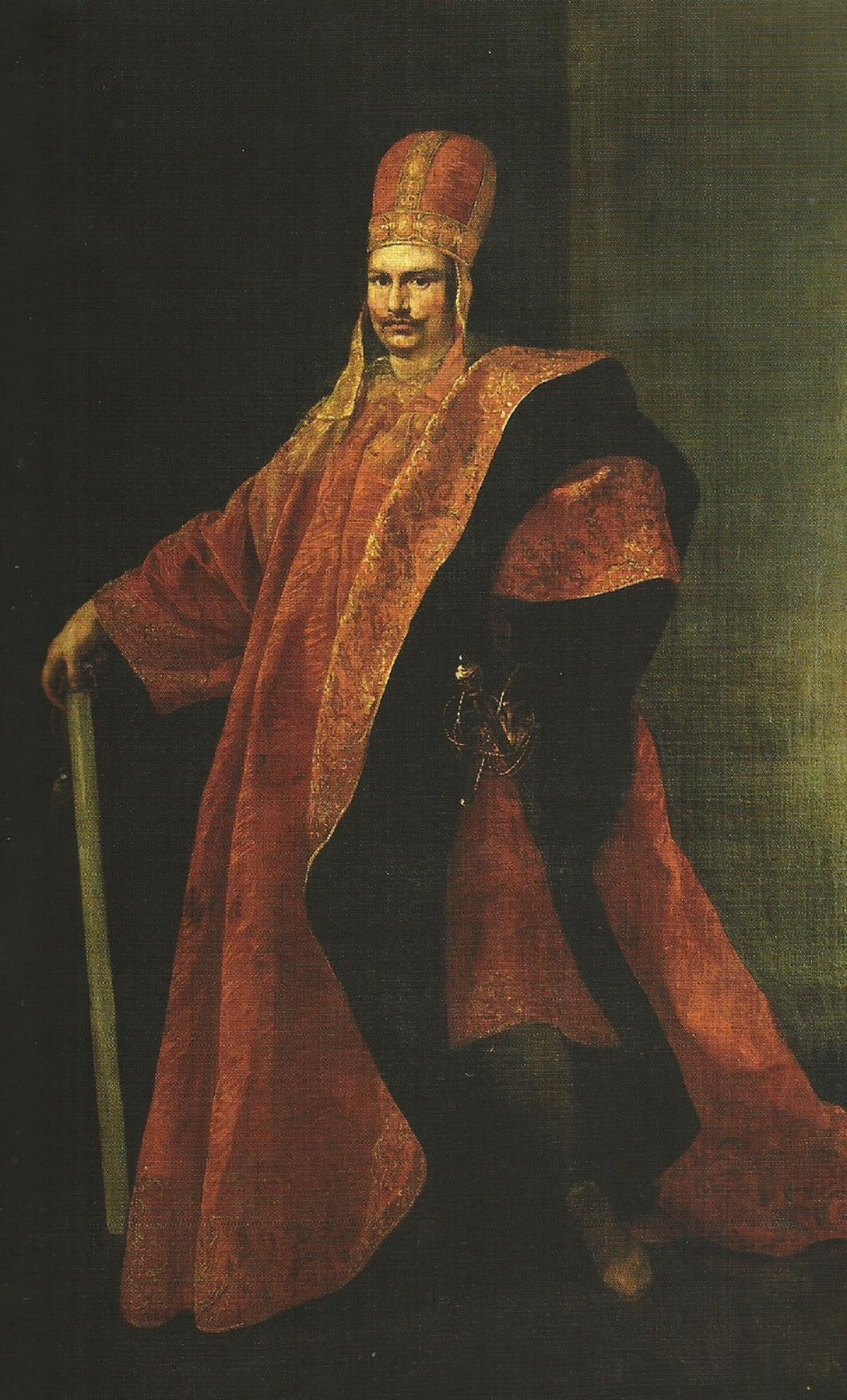
Andrea Sacchi, Ritratto di Taddeo Barberini, I principe di Palestrina, nelle vesti di Prefetto di Roma

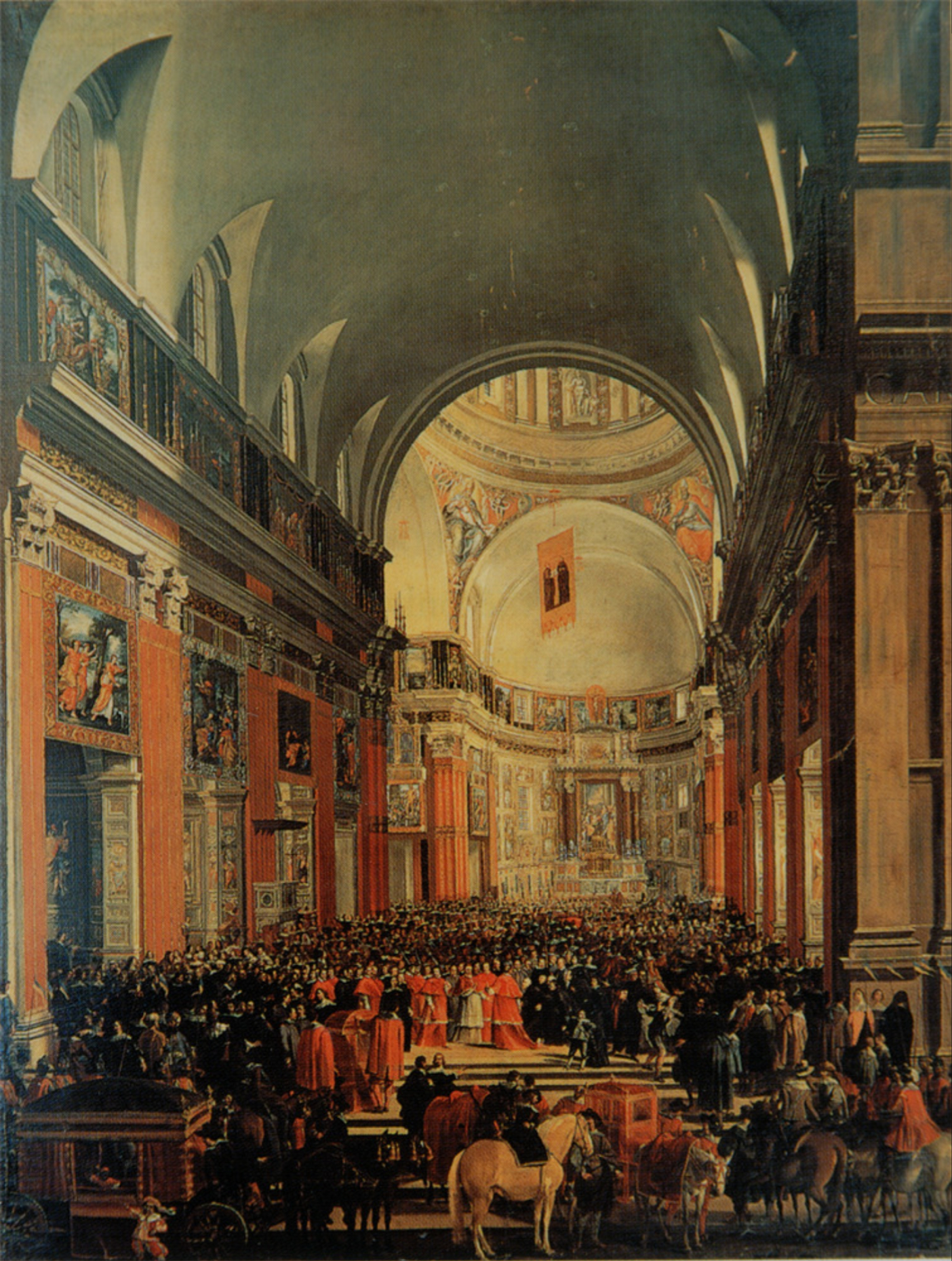
Andrea Sacchi, Jan Miel e Filippo Gagliardi, Papa Urbano VIII visita le celebrazione dell'ordine gesuita nella chiesa del Gesù

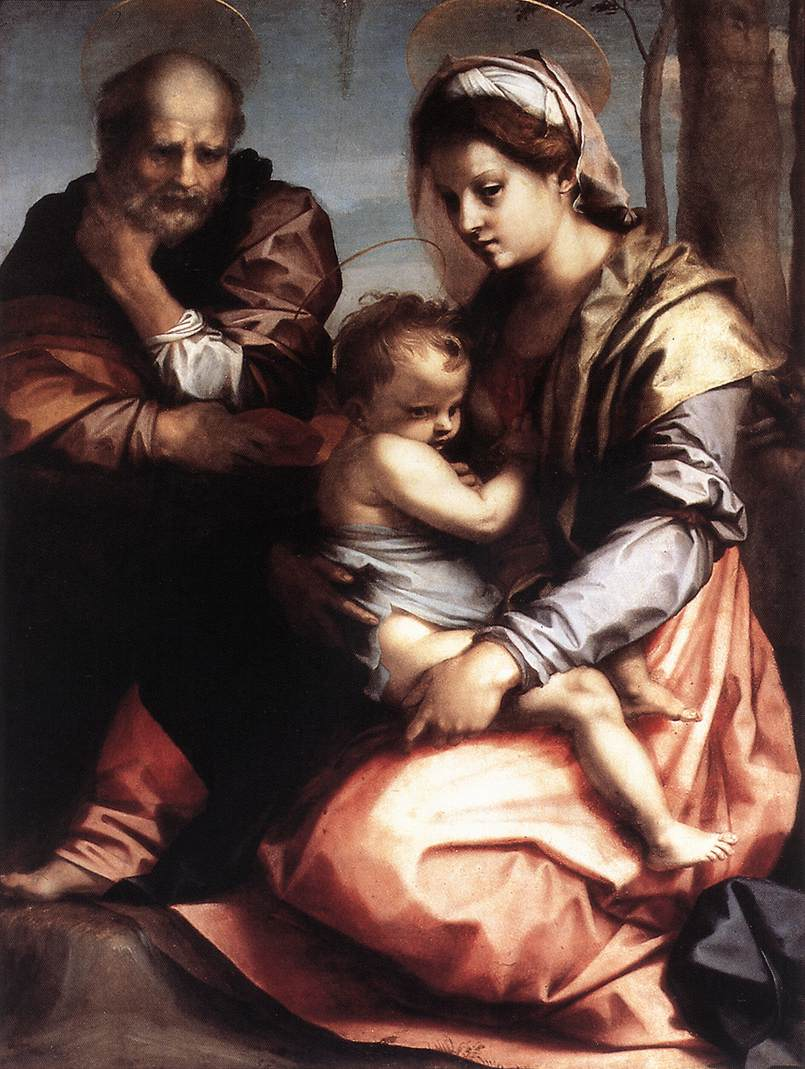
Andrea del Sarto, Sacra Famiglia Barberini

Tiziano, Ritratto del cardinale Pietro Bembo

#### A
- Francesco Albani, Galatea e Aci, 1590-1660, collezione privata Barberini, Roma
- Francesco Albani, Noli me tangere, 1590-1660, collezione privata Barberini, Roma
- Francesco Allegrini, Adorazione del vitello d'oro, 1610-1663, collezione privata, Roma
- Francesco Allegrini, Battaglia tra Israele e gli amalechiti, 1610-1663, collezione privata, Roma
- Francesco Allegrini, Mosè e la raccolta della manna, 1610-1663, collezione privata, Roma
- Francesco Allegrini, Mosè fa scaturire l'acqua dalla roccia, 1610-1663, collezione privata, Roma
- Angeluccio, Paesaggio con pastori, 1640-1699, collezione privata, New York
- Anonimo sec. XVI, Ritratto di monsignor Francesco Barbernini senior, 1595, palazzo Corsini al Parione, Firenze
- Anonimo sec. XVI, Sacra Famiglia con donatore, 1525-1599, collezione privata, Roma
- Anonimo bolognese sec. XVII, Ritratto di Beatrice Cenci, 1590-1660, Galleria Nazionale d'Arte Antica di Palazzo Barberini, Roma
- Anonimo fiorentino sec. XVI, Madonna con Bambino, san Giovannino e un angelo, 1500-1599, collezione privata, Roma
- Anonimo fiorentino sec. XVI, Ritratto di gentiluomo, collezione privata Barberini, Roma
- Anonimo romano sec. XVII, Gesù Bambino dormiente con simbolo della Passione, 1600-1699, collezione privata, Firenze
- Anonimo romano sec. XVII, San Pietro liberato dal carcere da un angelo, collezione privata Barberini, Roma
- Anonimo senese sec. XVI, Parca, 1500-1599, Museum of Art, Philadelphia
- Anonimo spagnolo sec. XVII, Juego de cañas in onore del principe di Galles alla plaza Mayor di Madrid nel 1623, Museo de Historia de Madrid, Madrid[52]
- Anonimo veneziano sec. XVII, Ritratto di un membro della famiglia Brignole-Sale (?), 1650-1699, collezione privata Barberini, Roma
- Giuseppe Antonino, Ritratto del cardinale Francesco Barberini, collezione privata Barberini, Roma

#### B
- Francesco Bassano, Annuncio a san Gioacchino, 1570-1590, collezione privata Barberini, Roma
- Francesco Bassano (ambito di), Annuncio ai pastori, collezione privata Barberini, Roma
- Francesco Bassano, Cristo deriso, 1565-1592, collezione privata Barberini, Roma
- Francesco Bassano (ambito di), Mosè sul monte Sinai, collezione privata Barberini, Roma
- Francesco Bassano, Orazione di Cristo nell'orto di Gethsemani, 1565-1592, Galleria Nazionale d'Arte Antica di Palazzo Barberini, Roma
- Francesco Bassano, Ritratto di famiglia, 1570-1590, Galleria Nazionale d'Arte Antica di Palazzo Barberini, Roma
- Domenico Beccafumi, Madonna con Bambino e san Giovannino, 1540, Galleria Nazionale d'Arte Antica di Palazzo Barberini, Roma
- Giovanni Bellini, Madonna con Bambino, 1480-1488, Burrell Collection, Glasgow
- Giuseppe Belloni (copia da Guido Reni), Nozze di Bacco e Arianna, Galleria Nazionale d'Arte Antica di Palazzo Barberini, Roma
- Giuseppe Belloni (copia da Giovanni Francesco Romanelli), Nozze di Peleo e Teti, Galleria Nazionale d'Arte Antica di Palazzo Barberini, Roma
- Gian Lorenzo Bernini, Busto del monsignor Francesco Barberini (zio di Urbano VIII), scultura in marmo, 1623, National Gallery of Art, Washington
- Gian Lorenzo Bernini, Busto del cardinale Francesco Barberini (cardinal nipote di Urbano VIII), scultura in marmo, Galleria Nazionale d'Arte Antica di Palazzo Barberini, Roma
- Gian Lorenzo Bernini e Giuliano Finelli, Busto di Antonio Barberini (1494-1559, prozio di Urbano VIII), scultura in marmo, 1624-1628, Galleria Nazionale d'Arte Antica di Palazzo Barberini, Roma
- Gian Lorenzo Bernini, Busto di Antonio Barberini seniore (padre di Urbano VIII), scultura in marmo, 1627-1628, Galleria Nazionale d'Arte Antica di Palazzo Barberini, Roma
- Gian Lorenzo Bernini, Busto di Camilla Barbadori, scultura in marmo, Statens Museum for Kunst, Copenaghen
- Gian Lorenzo Bernini, Busto di papa Urbano VIII, scultura in bronzo, 1640, Museo del Louvre, Parigi
- Gian Lorenzo Bernini, Busto di papa Urbano VIII, scultura in bronzo, 1658, palazzo Corsini al Parione, Firenze
- Gian Lorenzo Bernini, Busto di papa Urbano VIII, scultura in marmo, 1632-1633, Galleria Nazionale d'Arte Antica di Palazzo Barberini, Roma
- Gian Lorenzo Bernini e bottega, Busto di papa Urbano VIII, scultura in marmo, 1655 circa, Galleria Nazionale d'Arte Antica di Palazzo Barberini, Roma
- Gian Lorenzo Bernini, David con la testa di Golia, Galleria Nazionale d'Arte Antica di Palazzo Barberini, Roma
- Gian Lorenzo Bernini, Matilde di Canossa, 1633-1640, National Gallery of Victoria, Melbourne
- Gian Lorenzo Bernini, Matilde di Canossa, 1633-1635, Staatliche Museen, Berlino
- Gian Lorenzo Bernini, Ritratto di papa Urbano VIII, olio su tela, 1632-1633, Galleria Nazionale d'Arte Antica di Palazzo Barberini, Roma
- Gian Lorenzo Bernini, San Sebastiano, scultura in marmo, 1617, collezione privata, Madrid (in prestito a lunga scadenza al Museo Thyssen-Bornemisza di Madrid)
- Gian Lorenzo Bernini, Sant'Andrea e san Tommaso, olio su tela, 1626-1627, National Gallery, Londra
- Gian Lorenzo Bernini, Sant'Antonio Abate e san Francesco d'Assisi, 1615-1627, National Gallery, Londra
- Pietro e Gian Lorenzo Bernini, Putto con drago, scultura in marmo, 1616-1617, J. Paul Getty Museum, Los Angeles
- Giovanni Bilivert, Giuseppe e la moglie di Putifarre, 1620-1644, Galleria Nazionale d'Arte Antica di Palazzo Barberini, Roma
- Francesco Bonsignori, Ritratto di Francesco Sforza, 1480-1519, National Gallery of Art, Washington
- Botticelli, Annunciazione, 1474-1490, The Metropolitan Museum of Art, New York
- Valentin de Boulogne, Allegoria dell'Italia, olio su tela, 345×333 cm, 1628-1629, Institutum Romanum Finlandiae, Roma[53]
- Valentin de Boulogne, Cristo e la Samaritana al pozzo, 1625-1630, collezione privata Barberini, Roma
- Valentin de Boulogne, Davide con la testa di Golia, collezione privata, New York
- Valentin de Boulogne, Sansone, 1625, Museum of Art, Cleveland
- Giacinto Brandi, Compianto sul Cristo morto con san Francesco d'Assisi e angeli, 1640-1691, Galleria Nazionale d'Arte Antica di Palazzo Barberini, Roma
- Bronzino, Pigmalione e Galatea, 1525-1530, Galleria degli Uffizi, Firenze
- Bronzino, Ritratto di Stefano IV Colonna, Galleria Nazionale d'Arte Antica di Palazzo Barberini, Roma[54]

#### C
- Andrea Camassei, Massacro dei Niobidi, 1620-1649, collezione privata Barberini, Roma
- Andrea Camassei, Caccia di Diana, Galleria Nazionale d'Arte Antica di Palazzo Barberini, Roma
- Luca Cambiaso, Pietà e angeli, 1575-1585, collezione privata Barberini, Roma
- Bernardino Cametti, Busto di Taddeo Barberini, 1704, scultura, Museo a palazzo Braschi, Roma
- Caravaggio, I bari, Kimbell Art Museum, Fort Worth
- Caravaggio, I musici, Metropolitan Museum of Art, New York
- Caravaggio (attribuito a), Ritratto di fanciulla col ciuffo, collezione privata Barberini, Roma
- Caravaggio, Ritratto di Maffeo Barberini (futuro cardinale e poi papa Urbano VIII),[55] 1598, collezione privata, Firenze
- Caravaggio (attribuito a), Ritratto di Maffeo Barberini (o monsignor Francesco Barberini) come protonotario apostolico,[55] 1597, palazzo Corsini al Parione, Firenze
- Caravaggio, Sacrificio di Isacco, Galleria degli Uffizi, Firenze
- Caravaggio, Santa Caterina d'Alessandria, 1597-1598, Museo Thyssen-Bornemisza, Madrid
- Caravaggio, Suonatore di liuto, 1598-1599, The Metropolitan Museum of Art, New York
- Caravaggio, Vaso di fiori, non rintracciato
- Annibale Carracci, Cristo coronato di spine (cosiddetto Velo di santa Veronica), 1580-1609, collezione privata, Londra
- Ludovico Carracci, Rebecca ed Eliazaro, 1618, Galleria Palatina di palazzo Pitti, Firenze
- Ludovico Carracci, San Sebastiano, collezione privata londinese, in deposito presso il Fitzwilliam Museum di Cambridge
- Ludovico Carracci, San Sebastiano gettato nella Cloaca Massima, 1612, Getty Museum, Los Angeles
- Cavalier d'Arpino, Adamo ed Eva, non rintracciato
- Cavalier d'Arpino, Riposo durante la fuga in Egitto, olio su rame, 43×23 cm, 1597 circa, Museum of Fine Arts, Boston
- Fabrizio Chiari, Morte di sant'Anna, collezione privata, New York
- Jacopino del Conte, Santa Caterina d'Alessandria, 1530-1540, collezione privata, Londra
- Pietro da Cortona, Costantino brucia i ricorsi dei Padri del Concilio di Nicea, cartone per arazzo sulla vita di Costantino, 1633-1636, Galleria Nazionale d'Arte Antica di Palazzo Barberini, Roma
- Pietro da Cortona, Costantino ordina la distruzione degli idoli, cartone per arazzo sulla vita di Costantino, 1633-1636, Galleria Nazionale d'Arte Antica di Palazzo Barberini, Roma
- Pietro da Cortona, Costantino uccide il leone, cartone per arazzo sulla vita di Costantino, 1633-1636, Galleria Nazionale d'Arte Antica di Palazzo Barberini, Roma
- Pietro da Cortona, Giacobbe e Labano, Museo del Louvre, Parigi[25]
- Pietro da Cortona, Labano cerca gli idoli, Museum & Art Gallery, Bristol
- Pietro da Cortona (scuola di), Madonna col Bambino e san Martino, Museo del Louvre, Parigi
- Pietro da Cortona, Ritratto di Marcello Sacchetti, Galleria Borghese, Roma
- Pietro da Cortona, Sacrificio di Senofonte a Diana, 1653, collezione privata Barberini, Roma
- Pietro da Cortona, San Bernardo offre alla Madonna la Regola del suo Ordine, 1620-1630, Museum of Art, Toledo (Ohio)
- Pietro da Cortona, Visione di san Bruno, collezione privata, Londra
- Correggio, Giovane nudo che fugge nella scena della cattura di Cristo, collezione privata[56]
- Correggio, Sposalizio mistico di santa Caterina e san Sebastiano, olio su tavola, 105×102 cm, 1527 circa, Museo del Louvre, Parigi
- Lorenzo Costa, Sacra Famiglia, 1480-1510, Museum of Art, Toledo (Ohio)
- Carlo Crivelli, Pietà, 1476, The Metropolitan Museum of Art, New York

#### D
- Mariano De Vecchio (attribuito), Maddalena penitente, collezione privata, Prato
- Antonio Mariani Della Cornia, Loth e le figlie, mercato antiquario
- Domenichino, Cacciata di Adamo ed Eva dal paradiso terrestre, 1620-1630, National Gallery, Washington[57][58]
- Dosso Dossi, Lucrezia, 1510-1520, National Gallery of Art, Washington
- Dosso Dossi, Portabandiera, 1510-1520, Allentown Art Museum, Allentown
- Dosso Dossi, Venere risvegliata, olio su tela, 118×155,5 cm, 1520, collezione Unicredit di palazzo Magnani, Bologna
- Albrecht Dürer, Cristo dodicenne tra i dottori, Museo Thyssen Bornemisza, Madrid

#### E
- Adam Elsheimer, Ebrei costruiscono il tempio di Gerusalemme, 1598-1610, collezione privata Barberini, Roma
- Fra Carnevale, Nascita di Maria Vergine, 1460-1470, The Metropolitan Museum of Art, New York
- Fra Carnevale, Presentazione di Maria Vergine al Tempio (?), 1460-1470, Museum of Fine Arts, Boston

#### F
- Domenico Fetti, Santa Giuliana e il diavolo, 1610-1630, Galleria Palatina, Firenze
- Giuliano Finelli, Busto di Antonio Barberini seniore (padre di Urbano VIII), scultura in marmo, 1627-1628, Basilica di San Giovanni Battista dei Fiorentini, Roma
- Giuliano Finelli, Busto di Maria Duglioli Barberini, scultura in marmo, 1627, Museo del Louvre, Parigi
- Fra Galgario, Ritratto maschile, 1710-1720, National Gallery of Art, Washington
- Francesco Francia, Madonna con Bambino, san Girolamo e san Giovannino, 1500-1517, Gallerie d'Italia, Milano
- Franciabigio, Ritratto di giovane uomo, 1520, Philbrook Museum of Art, Tulsa

#### G
- Giusto di Gand, Serie ritratti di uomini illustri, n. 28 tavole di cui una metà al Museo del Louvre di Parigi e un'altra metà al palazzo Ducale di Urbino
- Raffaellino del Garbo, Madonna con Bambino in trono, san Lorenzo e san Giovanni Evangelista, 1505-1510, collezione privata, Milano
- Domenico Ghirlandaio, Ritratto di giovane uomo, 1480-1494, National Gallery, Londra
- Giorgione, Ritratto di soldato, Hampton Court, Londra
- Guercino (bottega di), Allegoria della Carità, 1620-1680, collezione privata Barberini, Roma
- Guercino, Elia nutrito dai corvi, 1620, National Gallery, Londra
- Guercino, Ester e Assuero, The University of Michigan Museum of Art, Ann Arbur
- Guercino, Giacobbe piange sulla veste di Giuseppe, Bob Jones University, Greenville
- Guercino, Isaia, collezione privata, New York
- Guercino, San Luca Evangelista ritrae la Madonna, 1620-1650, Galleria Nazionale d'Arte Antica di Palazzo Barberini, Roma
- Guercino, San Matteo Evangelista e l'angelo, 1620-1650, Galleria Nazionale d'Arte Antica di Palazzo Barberini, Roma
- Guercino, Sansone porta il favo di miele ai genitori, 1625-1626, Chrysler Museum of Art, Norfolk
- Guercino, Visione di san Girolamo, collezione privata, Londra

#### L
- Giovanni Lanfranco, Cleopatra morente, 1600-1647, Galleria Nazionale d'Arte Antica di Palazzo Barberini, Roma
- Giovanni Lanfranco, Crocifissione, 1628, Galleria Nazionale d'Arte Antica di Palazzo Barberini, Roma
- Giovanni Lanfranco, Ermina fra i pastori, 1600-1647, collezione privata Barberini, Roma (secondo parte della critica forse identificabile con quella registrata in collezione Pio nel 1750 e attualmente nei Musei capitolini di Roma)
- Giovanni Lanfranco, Trasfigurazione, 1627, Galleria Nazionale d'Arte Antica di Palazzo Barberini, Roma
- Giovanni Lanfranco, Venere suona l'arpa, 1600-1647, Galleria Nazionale d'Arte Antica di Palazzo Barberini, Roma
- Filippo Lauri e Filippo Gagliardi, Giostra dei Caroselli a Palazzo Barberini in onore di Cristina di Svezia, 1656-1659, Museo a palazzo Braschi, Roma
- Bernardino Licinio, Ritratto di musicista, 1500-1549, Brooks Museum of Art, Memphis
- Claude Lorrain, Paesaggio con marina, Alnwick Castle
- Claude Lorrain, Porto marino con l'imbarco di sant'Orsola, National Gallery, Londra
- Bernardino Luini, Modestia e Vanità, collezione Rotschild, Pregny
- Benedetto Luti, Santa Caterina Tomas salva i naviganti dal naufragio, 1690-1699, collezione privata Barberini, Roma

#### M
- Carlo Maratta, Ritratto del cardinale Antonio Barberini, 1660, collezione duca di Northumberland, Alnwick
- Carlo Maratta, Ritratto del cardinale Antonio Barberini, 1660, Galleria Nazionale d'Arte Antica di Palazzo Barberini, Roma
- Carlo Maratta, Ritratto del principe Maffeo Barberini, 1645-1680, collezione privata Barberini, Roma
- Carlo Maratta, Ritratto del principe Taddeo Barberini, olio su tela, 1645-1647, collezione privata Barberini, Roma
- Carlo Maratta, Ritratto di apostolo (x6), collezione privata Barberini, Roma
- Carlo Maratta, San Giacomo Minore, 1670-1699, collezione privata Barberini, Roma
- Carlo Maratta, San Marco, Museo Thyssen Bornemisza, Madrid
- Carlo Maratta, Santa Rosalia intercede per gli appestati, 1643-1713, palazzo Corsini al Parione, Firenze
- Giuseppe Mazzuoli il Vecchio, Diana, 1700-1749, Museu de Arte, San Paolo
- Charles Mellin, Allegoria della Pace e delle Arti durante il Pontificato Barberini, Galleria Nazionale d'Arte Antica di Palazzo Barberini, Roma
- Charles Mellin (attribuito), Evangelista (x4), collezione privata
- Charles Mellin, Maddalena penitente, Galleria Nazionale d'Arte Antica di Palazzo Barberini, Roma
- Charles Mellin, San Gregorio, collezione privata, Londra
- Anton Raphael Mengs, Ritratto della figlia di Mengs, collezione privata
- Anton Raphael Mengs, Ritratto della figlia di Mengs, collezione privata Barberini, Roma
- Jan Miel, Adorazione dei Re Magi, 1620-1660, Galleria Nazionale d'Arte Antica di Palazzo Barberini, Roma
- Francesco Mochi, Busto del cardinale Antonio Marcello Barberini seniore (fratello di Urbano VIII), scultura in marmo, Museum of Art, Toledo (Ohio)
- Francesco Mochi, Busto di Carlo Barberini (fratello di Urbano VIII), scultura in marmo, Museo a palazzo Braschi, Roma
- Francesco Mochi, Statua equestre di Carlo Barberini, 1630-1640, scultura in bronzo, Galleria Nazionale d'Arte Antica di Palazzo Barberini, Roma
- Pier Francesco Mola, San Girolamo penitente nel deserto, 1660-1666, Faringdon Collection, Faringdon
- Giovanni Angelo Montorsoli, Pan, 1530-1563, Art Museum, Saint Louis

#### O
- Lorenzo Ottoni, Busto del cardinale Antonio Barberini iuniore, scultura in marmo, Museo a palazzo Braschi, Roma
- Lorenzo Ottoni, Busto del cardinale Antonio Barberini iuniore, scultura in terracotta, Galleria Nazionale d'Arte Antica di Palazzo Barberini, Roma
- Lorenzo Ottoni, Busto del cardinale Francesco Barberini iuniore, scultura in marmo, Museo a palazzo Braschi, Roma
- Lorenzo Ottoni, Busto del cardinale Francesco Barberini iuniore, scultura in terracotta, Galleria Nazionale d'Arte Antica di Palazzo Barberini, Roma
- Lorenzo Ottoni, Busto di Maffeo Barberini, II principe di Palestrina, scultura in marmo, Fine Arts Museum, San Francisco

#### P
- Padovanino, Ritratto di giovane uomo (Maffeo Barberini?), 1610-1648, collezione privata, Roma
- Bartolomeo Passerotti, Testa di vecchia, 1575-1592, collezione privata, Roma
- Passignano, Cacciata di Adamo ed Eva dal paradiso terrestre, 1600-1638, collezione privata Barberini, Roma
- Perugino, San Sebastiano, 1490-1499, Museo del Louvre, Parigi
- Sebastiano del Piombo, Suonatore di violino, collezione Rotschild, Parigi
- Nicolas Poussin, Distruzione del tempio di Gerusalemme, olio su tela, 145,8×194 cm, 1626, Museo d'Israele, Gerusalemme (su consulenza di Cassiano dal Pozzo)
- Nicolas Poussin, Giardino degli ulivi, olio su rame, 60,5×47 cm, 1628, collezione privata
- Nicolas Poussin, Martirio di Sant'Erasmo (bozzetto della tela della basilica di San Pietro in Vaticano), olio su tela, 99×74 cm, 1628-1629, National Museum of Canada, Ottawa
- Nicolas Poussin, Morte di Germanico, olio su tela, 147×198 cm, 1627, Institute of Art, Minneapolis (su consulenza di Cassiano dal Pozzo)
- Nicolas Poussin, Paesaggio con san Matteo e l'angelo, olio su tela, 99×135 cm, 1640, Gemäldegalerie, Berlino
- Nicolas Poussin, Presa di Gerusalemme, olio su tela, 147×198 cm, 1638, Kunsthistorisches Museum, Vienna
- Bonifacio de' Pitati, Cristo e l'adultera, 1510-1553, Grosvenor House, Londra
- Mattia Preti, Allegoria dei cinque sensi, collezione del Circolo degli Ufficiali di Palazzo Barberini, Roma
- Mattia Preti, Santa Caterina d'Alessandria riceve in carcere la visita dell'imperatrice Faustina, 1630-1699, Art Institute, Dayton
- Mattia Preti, Santa Veronica, olio su tela, 100,33×74,93 cm, 1652-1653, County Museum of Art, Los Angeles[59]
- Scipione Pulzone, Ritratto femminile, 1594, collezione privata Barberini, Roma

#### R
- Guido Reni, Adorazione dei Magi, 1640-1642, Museum of Art, Cleveland
- Guido Reni, David con la testa di Golia, 1595-1642, collezione privata Barberini, Roma
- Guido Reni, Maddalena, Galleria Nazionale d'Arte Antica di Palazzo Barberini, Roma
- Guido Reni, Madonna col Bambino, collezione privata, Londra
- Guido Reni, Martirio di sant'Apollonia, 1600-1675, collezione privata Feigen, New York
- Guido Reni, Mosè con le tavole della legge, 1625, collezione Gruppo Credem, Reggio nell'Emilia
- Guido Reni, Notte di Bacco e Arianna, perduto
- Guido Reni, Polifemo, Musei Capitolini, Roma
- Guido Reni, Putto dormiente, affresco staccato, 1627, Galleria Nazionale d'Arte Antica di Palazzo Barberini, Roma
- Guido Reni, San Girolamo, National Gallery, Londra
- Guido Reni, Sant'Andrea Corsini, 1629-1630, Galleria degli Uffizi, Firenze
- Jusepe de Ribera, Maddalena penitente, Museo nazionale di Capodimonte, Napoli
- Giovanni da Rimini, Sant'Agostino in gloria, Incoronazione di Maria Vergine, Disputa di santa Caterina d'Alessandria con i filosofi, San Francesco d'Assisi riceve le stimmate, San Giovanni Battista, 1300-1310, olio su tavola, collezione duca di Northumberland, Alnwick
- Giovanni da Rimini, Storie di Cristo (Natività, Crocifissione, Deposizione, Discesa al Limbo, Resurrezione, Giudizio universale), Galleria Nazionale d'Arte Antica di Palazzo Barberini, Roma
- Cristoforo Roncalli, Giacobbe lotta con l'angelo, 1575, collezione privata Barberini, Roma
- Giovanni Francesco Romanelli, Adorazione dei magi, cartone per arazzo sulla vita di Cristo, Galleria Nazionale d'Arte Antica di Palazzo Barberini, Roma
- Giovanni Francesco Romanelli, Adorazione dei pastori, cartone per arazzo sulla vita di Cristo, Galleria Nazionale d'Arte Antica di Palazzo Barberini, Roma
- Giovanni Francesco Romanelli, Annunciazione, cartone per arazzo sulla vita di Cristo, Galleria Nazionale d'Arte Antica di Palazzo Barberini, Roma
- Giovanni Francesco Romanelli, Apostoli sulla via di Emmaus, cartone per arazzo sulla vita di Cristo, Galleria Nazionale d'Arte Antica di Palazzo Barberini, Roma
- Giovanni Francesco Romanelli, Banchetto degli dei per le nozze di Peleo e Teti, 1630-1662, collezione privata Barberini, Roma
- Giovanni Francesco Romanelli, Natività (×2), cartoni per arazzi sulla vita di Cristo, Galleria Nazionale d'Arte Antica di Palazzo Barberini, Roma
- Giovanni Francesco Romanelli, Nozze di Peleo e Teti, collezione dell'Istituto Nazionale della Previdenza Sociale (I.N.P.S.), Roma
- Giovanni Francesco Romanelli, Papa Urbano VIII conclude la pace nello Stato ecclesiastico, 1630-1662, collezione privata Barberini, Roma
- Giovanni Francesco Romanelli, Resurrezione, cartone per arazzo sulla vita di Cristo, Galleria Nazionale d'Arte Antica di Palazzo Barberini, Roma
- Giovanni Francesco Romanelli, Ritorno dall'Egitto, Museo Thyssen Bornemisza, Madrid
- Urbano Romanelli, Noli me tangere, Galleria Nazionale d'Arte Antica di Palazzo Barberini, Roma
- Antoniazzo Romano, Natività di Gesù tra sant'Andrea e san Lorenzo, 1480-1490, Galleria Nazionale d'Arte Antica di Palazzo Barberini, Roma
- Carl Borromäus Andreas Ruthart, Animali in un paesaggio, 1650-1703, collezione privata Barberini, Roma

#### S
- Andrea Sacchi, Agar e Ismaele nel deserto, 1625-1635, National Museum of Wales, Cardiff
- Andrea Sacchi, Allegoria della Divina Sapiena, olii su tela, varie redazioni di cui una che è confluita in collezione Chigi è alla Galleria Nazionale d'Arte Antica di Palazzo Barberini di Roma
- Andrea Sacchi, Caino uccide Abele, 1629-1661, collezione privata Barberini, Roma
- Andrea Sacchi, Ebbrezza di Noè, Bode Museum, Berlino
- Andrea Sacchi, Matrimonio mistico di san Francesco d'Assisi con madonna Povertà, 1630-1640, Galleria Nazionale d'Arte Antica di Palazzo Barberini, Roma
- Andrea Sacchi, Ritratto di due apostoli, National Gallery, Londra
- Andrea Sacchi, Ritratto di Marcantonio Pasqualini incornato da Apollo, Metropolitan Museum of Art, New York
- Andrea Sacchi, Ritratto di monsignor Clemente Merlini, Galleria Borghese, Roma
- Andrea Sacchi, Ritratto di Taddeo Barberini, I principe di Palestrina, nelle vesti di Prefetto di Roma, collezione dell'Istituto Nazionale della Previdenza Sociale (I.N.P.S.), Roma
- Andrea Sacchi, Tre Maddalene, 1634, Galleria Nazionale d'Arte Antica di Palazzo Barberini, Roma
- Andrea Sacchi, Venere a riposo, National Art Gallery, Washington
- Andrea Sacchi, Jan Miel e Filippo Gagliardi, Papa Urbano VIII visita le celebrazione dell'ordine gesuita nella chiesa del Gesù, 1641, Galleria Nazionale d'Arte Antica di Palazzo Barberini, Roma
- Andrea Sacchi, Filippo Gagliardi e Vincent Leckerbetien, Giostra del Saracino a Piazza Navona nel Carnevale del 25 febbraio 1634, Museo a palazzo Braschi, Roma
- Francesco da Sangallo (attribuito a), Pan Barberini, scultura in marmo, 1535 circa, Art Museum, Saint Louis
- Andrea del Sarto, Sacra Famiglia Barberini, Galleria Nazionale d'Arte Antica di Palazzo Barberini, Roma[60][61]
- Ippolito Scarsella, Cristo deriso e elevazione della croce, 1570-1620, Museum of Fine Arts, Boston
- Ippolito Scarsella, Resurrezione di Lazzaro, 1570-1620, Galleria Nazionale d'Arte Antica di Palazzo Barberini, Roma
- Ippolito Scarsella, San Simone Stock riceve dalla Madonna lo scapolare, 1570-1620, collezione privata Barberini, Roma
- Ippolito Scarsella, Strage degli innocenti, 1570-1620, collezione privata Barberini, Roma
- Ippolito Scarsella, Visione di san Francesco d'Assisi alla Porziuncola, 1570-1620, collezione privata Barberini, Roma
- Girolamo Siciolante da Sermoneta, Ritratto di Francesco II Colonna, Galleria Nazionale d'Arte Antica di Palazzo Barberini, Roma[54]
- Hendrick van Somer, San Girolamo, 1630-1685, Galleria Nazionale d'Arte Antica di Palazzo Barberini, Roma
- Lionello Spada, Concerto, 1611-1615, Galleria Borghese, Roma
- Lionello Spada, San Girolamo, 1611-1615, Galleria Nazionale d'Arte Antica di Palazzo Barberini, Roma
- Pierre Subleyras, Sposalizio mistico di santa Caterina de’ Ricci, 1746, Galleria degli Uffizi, Firenze[62][63]

#### T
- Agostino Tassi, Marina in tempesta, collezione privata, Roma
- Benvenuto Tisi da Garofalo, Battesimo di Cristo, 1520-1530, Museum of Art, Birmingham (Alabama)
- Benvenuto Tisi da Garofalo, Pico trasformato in picchio, Galleria Nazionale d'Arte Antica di Palazzo Barberini, Roma
- Benvenuto Tisi da Garofalo, Vestale Claudia trasporta la statua di Cibele, Galleria Nazionale d'Arte Antica di Palazzo Barberini, Roma
- Tiziano, Ritratto del cardinale Pietro Bembo, 1538-1542, National Gallery of Art, Washington
- Tiziano Ultima Cena, 1530-1580, Bob Jones University Museum, Greenville

#### V
- Velazquez, Ritratto del cardinale Francesco Barberini, non rintracciato
- Velazquez, Ritratto del conte-duca de Olivares, non rintracciato

## Albero genealogico degli eredi della collezione
Segue un sommario albero genealogico degli eredi della collezione Barberini, dove sono evidenziati in grassetto gli esponenti della famiglia che hanno ereditato, custodito, o che comunque sono risultati influenti nelle dinamiche inerenti alla collezione d'arte. Per semplicità il cognome Barberini viene abbreviato a "B.".
|                                                       | | | |                                 | | | | | | | |                                                    |                                                    | | | |                                                                                           |                               |
|                                                       | | | |                                 | | | | Carlo B. (1488-1566) | | | |                                                    |                                                    | | | |                                                                                           |                               |
|                                                       | | | |                                 | | | | | | | |                                                    |                                                    | | | |                                                                                           |                               |
|                                                       | | | |                                 | | | | | | | |                                                    |                                                    | | | |                                                                                           |                               |
|                                                       | | | |                                 | | | Francesco B. (1528-1600) (cardinale e zio che crebbe Maffeo, futuro papa Urbano, alla morte del padre) | Francesco B. (1528-1600) (cardinale e zio che crebbe Maffeo, futuro papa Urbano, alla morte del padre) | Antonio B. (1529-1571) (sposato con Camilla Barbadori) | Antonio B. (1529-1571) (sposato con Camilla Barbadori) | |                                                    |                                                    | | | |                                                                                           |                               |
|                                                       | | | |                                 | | | | | | | |                                                    |                                                    | | | |                                                                                           |                               |
|                                                       | | | |                                 | | | | | | | |                                                    |                                                    | | | |                                                                                           |                               |
|                                                       | | | |                                 | | | Carlo B. (1562-1630) | Carlo B. (1562-1630) | Papa Urbano VIII (1558-1644) (nato Maffeo Vincenzo B., pontefice dal 1623 al 1644) | Papa Urbano VIII (1558-1644) (nato Maffeo Vincenzo B., pontefice dal 1623 al 1644) | Antonio Marcello B. (1569-1646) (cardinale) | Antonio Marcello B. (1569-1646) (cardinale)        |                                                    | | | |                                                                                           |                               |
|                                                       | | | |                                 | | | | | | | |                                                    |                                                    | | | |                                                                                           |                               |
|                                                       | | | |                                 | | | | | | | |                                                    |                                                    | | | |                                                                                           |                               |
|                                                       | | | |                                 | Francesco B. (1597-1679) (cardinal-nipote) | Francesco B. (1597-1679) (cardinal-nipote) | Taddeo B., I principe di Palestrina (1603-1647) (sposato con Anna Colonna, è indicato anche come III principe di Palestrina in successione alla dinastia Colonna di Sciarra da cui acquistò il feudo nel 1630)                                                                                       | Taddeo B., I principe di Palestrina (1603-1647) (sposato con Anna Colonna, è indicato anche come III principe di Palestrina in successione alla dinastia Colonna di Sciarra da cui acquistò il feudo nel 1630)                                                                                       | Antonio B. (1608-1671) (cardinal-nipote) | Antonio B. (1608-1671) (cardinal-nipote) | |                                                    |                                                    | | | |                                                                                           |                               |
|                                                       | | | |                                 | | | | | | | |                                                    |                                                    | | | |                                                                                           |                               |
|                                                       | | | |                                 | | | | | | | |                                                    |                                                    | | | |                                                                                           |                               |
|                                                       | | | |                                 | Lucrezia B. (1628-1609) | Lucrezia B. (1628-1609) | Carlo B. (1630-1704) (cardinale) | Carlo B. (1630-1704) (cardinale) | Maffeo B., II principe di Palestrina (1631-1685) (sposato con Olimpia Giustiniani) | Maffeo B., II principe di Palestrina (1631-1685) (sposato con Olimpia Giustiniani) | |                                                    |                                                    | | | |                                                                                           |                               |
|                                                       | | | |                                 | | | | | | | |                                                    |                                                    | | | |                                                                                           |                               |
|                                                       | | | |                                 | | | | | | | |                                                    |                                                    | | | |                                                                                           |                               |
|                                                       | | | |                                 | | | Francesco B. (1662-1738) (cardinale) | Francesco B. (1662-1738) (cardinale) | Urbano B., III principe di Palestrina (1664-1722) (ebbe un figlio illegittimo e tre matrimoni, il primo con Cornelia Zeno Ottoboni, senza figli, il secondo con Felice Ventimiglia Pignatelli d'Aragona il cui figlio morì dopo due anni e da cui si separò, e il terzo con Maria Teresa Boncompagni da cui ebbe una o due figli) | Urbano B., III principe di Palestrina (1664-1722) (ebbe un figlio illegittimo e tre matrimoni, il primo con Cornelia Zeno Ottoboni, senza figli, il secondo con Felice Ventimiglia Pignatelli d'Aragona il cui figlio morì dopo due anni e da cui si separò, e il terzo con Maria Teresa Boncompagni da cui ebbe una o due figli) | ...e altri 3 fratelli/sorelle | ...e altri 3 fratelli/sorelle                      |                                                    | | | |                                                                                           |                               |
|                                                       | | | |                                 | | | | | | | |                                                    |                                                    | | | |                                                                                           |                               |
|                                                       | | | |                                 | | | | | | | |                                                    |                                                    | | | |                                                                                           |                               |
|                                                       | | | |                                 | | | Maffeo Callisto B. (figlio illegittimo) | Maffeo Callisto B. (figlio illegittimo) | Cornelia Costanza B., IV principessa di Palestrina (1716-1797) (sposata con Giulio Cesare Colonna di Sciarra, V principe di Carbognano, da cui nacque la linea Colonna-B.; dimorò nel palazzo nei pressi delle Quattro Fontane allestendo al secondo piano gli appartamenti settecenteschi a lei dedicati. Stabilì un fedecommesso di secondogenitura per il proprio secondo erede, Carlo, il quale assunse il cognome anch'egli di Barberini ed il titolo di Principe di Palestrina come il nonno, entrando così in concorrenza col ramo principale dei principi di Carbognano per il possedimento dei beni di famiglia. Tali contrasti si protrassero sino al 1811 quando a Parigi venne raggiunto un accordo per dividere definitivamente le proprietà tra i due rami belligeranti della famiglia.) | Cornelia Costanza B., IV principessa di Palestrina (1716-1797) (sposata con Giulio Cesare Colonna di Sciarra, V principe di Carbognano, da cui nacque la linea Colonna-B.; dimorò nel palazzo nei pressi delle Quattro Fontane allestendo al secondo piano gli appartamenti settecenteschi a lei dedicati. Stabilì un fedecommesso di secondogenitura per il proprio secondo erede, Carlo, il quale assunse il cognome anch'egli di Barberini ed il titolo di Principe di Palestrina come il nonno, entrando così in concorrenza col ramo principale dei principi di Carbognano per il possedimento dei beni di famiglia. Tali contrasti si protrassero sino al 1811 quando a Parigi venne raggiunto un accordo per dividere definitivamente le proprietà tra i due rami belligeranti della famiglia.) | Ruggero B. (forse premorto al padre) | Ruggero B. (forse premorto al padre)               |                                                    | | | |                                                                                           |                               |
|                                                       | | | |                                 | | | | | | | |                                                    |                                                    | | | |                                                                                           |                               |
|                                                       | | | |                                 | | | | | | | |                                                    |                                                    | | | |                                                                                           |                               |
|                                                       | | Urbano Colonna B. di Sciarra, VI principe di Carbognano (1733-1796) (impugnò la decisione della madre di dare in eredità tutto il patrimonio al solo fratello, da cui ne conseguirà il frazionamento avvenuto nel 1811 della collezione familiare, di cui una parte confluirà nel ramo Colonna di Sciarra principi di Carbognano a cui lui diede seguito; fu sposato con Maria Monica Carafa)    | Urbano Colonna B. di Sciarra, VI principe di Carbognano (1733-1796) (impugnò la decisione della madre di dare in eredità tutto il patrimonio al solo fratello, da cui ne conseguirà il frazionamento avvenuto nel 1811 della collezione familiare, di cui una parte confluirà nel ramo Colonna di Sciarra principi di Carbognano a cui lui diede seguito; fu sposato con Maria Monica Carafa) |                                 | | | | | | Carlo Maria Colonna B. di Sciarra, V principe di Palestrina (1735-1819) (a lui la madre volle dare in eredità tutto il patrimonio, i titoli e i successi della famiglia B., che però fu frazionata dopo la causa legale intentata e vinta dal fratello nel 1811; sposato con Giustina Borromeo Arese fu il continuatore dei titoli originari B. dei principi di Palestrina) | Carlo Maria Colonna B. di Sciarra, V principe di Palestrina (1735-1819) (a lui la madre volle dare in eredità tutto il patrimonio, i titoli e i successi della famiglia B., che però fu frazionata dopo la causa legale intentata e vinta dal fratello nel 1811; sposato con Giustina Borromeo Arese fu il continuatore dei titoli originari B. dei principi di Palestrina)                                                                |                                                    |                                                    | | Maria Vittoria Felice B. Colonna di Sciarra (1737-1817) (sposata con Bartolomeo Corsini, III principe di Sismano, dalla cui discendenza i rami Corsini-B. ritorneranno a intrecciarsi nella seconda metà dell'Ottocento)                         | Maria Vittoria Felice B. Colonna di Sciarra (1737-1817) (sposata con Bartolomeo Corsini, III principe di Sismano, dalla cui discendenza i rami Corsini-B. ritorneranno a intrecciarsi nella seconda metà dell'Ottocento)                         | ...e altri 4 fratelli/sorelle                                                             | ...e altri 4 fratelli/sorelle |
|                                                       | | | |                                 | | | | | | | |                                                    |                                                    | | | |                                                                                           |                               |
|                                                       | | | |                                 | | | | | | | |                                                    |                                                    | | | |                                                                                           |                               |
|                                                       | Maffeo B. Colonna di Sciarra, VII principe di Carbognano (1771-1849) (ebbe un figlio che nacque dopo la sua morte, e pertanto portò il suo stesso nome) | Maffeo B. Colonna di Sciarra, VII principe di Carbognano (1771-1849) (ebbe un figlio che nacque dopo la sua morte, e pertanto portò il suo stesso nome) | ...e altri 2 fratelli/sorelle | ...e altri 2 fratelli/sorelle   | | | | | Francesco B. Colonna di Sciarra, VI principe di Palestrina (1772-1853) | Francesco B. Colonna di Sciarra, VI principe di Palestrina (1772-1853) | ...e altri 8 fratelli/sorelle | ...e altri 8 fratelli/sorelle                      |                                                    | | Tommaso Maria Corsini (1767-1856) | Tommaso Maria Corsini (1767-1856) |                                                                                           |                               |
|                                                       | | | |                                 | | | | | | | |                                                    |                                                    | | | |                                                                                           |                               |
|                                                       | | | |                                 | | | | | | | |                                                    |                                                    | | | |                                                                                           |                               |
|                                                       | Maffeo B. Colonna di Sciarra, VIII principe di Carbognano (1850-1925) (sposato con Alliette de Bonneval, a causa di problemi finanziari furono dismesse dopo il 1880 diverse proprietà e feudi della famiglia, quindi la villa al Gianicolo, quella a Frascati, la Galleria e il palazzo al Corso, inoltre alienò illegalmente gran parte della collezione all'estero sul finire dell'Ottocento) | Maffeo B. Colonna di Sciarra, VIII principe di Carbognano (1850-1925) (sposato con Alliette de Bonneval, a causa di problemi finanziari furono dismesse dopo il 1880 diverse proprietà e feudi della famiglia, quindi la villa al Gianicolo, quella a Frascati, la Galleria e il palazzo al Corso, inoltre alienò illegalmente gran parte della collezione all'estero sul finire dell'Ottocento) | |                                 | | Carlo Felice B. Colonna di Sciarra (1817-1880) (rinuncia alla primogenitura nel 1849) | Carlo Felice B. Colonna di Sciarra (1817-1880) (rinuncia alla primogenitura nel 1849) | | | Enrico B. Colonna di Sciarra (1823-1889) (VII principe di Palestrina) | Enrico B. Colonna di Sciarra (1823-1889) (VII principe di Palestrina) | ...e altri 5 fratelli/sorelle                      | ...e altri 5 fratelli/sorelle                      | | Neri Corsini, Marchese di Lajatico (1805-1859) (sposato con Eleonora Rinuccini, ebbe 4 figli tra cui il primogenito Tommaso e il secondo genito Pierfrancesco, che andarono rispettivamente in nozze con le due sorelle Anna e Luisa B. Colonna) | Neri Corsini, Marchese di Lajatico (1805-1859) (sposato con Eleonora Rinuccini, ebbe 4 figli tra cui il primogenito Tommaso e il secondo genito Pierfrancesco, che andarono rispettivamente in nozze con le due sorelle Anna e Luisa B. Colonna) |                                                                                           |                               |
|                                                       | | | |                                 | | | | | | | |                                                    |                                                    | | | |                                                                                           |                               |
|                                                       | | | |                                 | | | | | | | |                                                    |                                                    | | | |                                                                                           |                               |
| Stefanella B. Colonna di Sciarra (1908-1999) (nubile) | Stefanella B. Colonna di Sciarra (1908-1999) (nubile) | Urbano B. Colonna di Sciarra, IX principe di Carbognano (1913-1942) (sposato con Nadia Berlingieri) | Urbano B. Colonna di Sciarra, IX principe di Carbognano (1913-1942) (sposato con Nadia Berlingieri) |                                 | Anna B. Colonna di Sciarra (1840-1911) (sposò Tommaso Corsini, fratello di Pierfrancesco, che intanto sposò la sorella di lei, nonché trisnipote anch'egli di Giulio Cesare Colonna di Sciarra, V principe di Carbognano, nato sulla linea della figlia di questi Maria Vittoria Felice B. Colonna) | Anna B. Colonna di Sciarra (1840-1911) (sposò Tommaso Corsini, fratello di Pierfrancesco, che intanto sposò la sorella di lei, nonché trisnipote anch'egli di Giulio Cesare Colonna di Sciarra, V principe di Carbognano, nato sulla linea della figlia di questi Maria Vittoria Felice B. Colonna) | Luisa B. Colonna di Sciarra (1844-1906) (sposò Pierfrancesco Corsini, fratello di Tommaso, che intanto sposò la sorella di lei, nonché trisnipote anch'egli di Giulio Cesare Colonna di Sciarra, V principe di Carbognano, nato sulla linea della figlia di questi Maria Vittoria Felice B. Colonna) | Luisa B. Colonna di Sciarra (1844-1906) (sposò Pierfrancesco Corsini, fratello di Tommaso, che intanto sposò la sorella di lei, nonché trisnipote anch'egli di Giulio Cesare Colonna di Sciarra, V principe di Carbognano, nato sulla linea della figlia di questi Maria Vittoria Felice B. Colonna) | | Maria B. Colonna di Sciarra (1872-1955) (VIII principessa di Palestrina, sposata con Luigi Sacchetti dei marchesi di Castelromano da cui ebbe seguito la linea B.-Sacchetti tutt'oggi titolare dei titolo B. e del residuo della collezione privata, dove parte della famiglia vive in un'ala del palazzo alle Quattro Fontane di Roma; firmò il Regio Decreto Legge del 1934 che consentì di poter vendere alcuni pezzi della collezione) | Maria B. Colonna di Sciarra (1872-1955) (VIII principessa di Palestrina, sposata con Luigi Sacchetti dei marchesi di Castelromano da cui ebbe seguito la linea B.-Sacchetti tutt'oggi titolare dei titolo B. e del residuo della collezione privata, dove parte della famiglia vive in un'ala del palazzo alle Quattro Fontane di Roma; firmò il Regio Decreto Legge del 1934 che consentì di poter vendere alcuni pezzi della collezione) |                                                    |                                                    | Tommaso Corsini (1835-1919) (sposò Anna B. Colonna; da qui si unirono i rami B.-Corsini) | Tommaso Corsini (1835-1919) (sposò Anna B. Colonna; da qui si unirono i rami B.-Corsini) | Pierfrancesco Corsini (?-?) (sposò Luisa B. Colonna; da qui si unirono i rami B.-Corsini) | Pierfrancesco Corsini (?-?) (sposò Luisa B. Colonna; da qui si unirono i rami B.-Corsini) |                               |
|                                                       | | | |                                 | | | | | | | |                                                    |                                                    | | | |                                                                                           |                               |
|                                                       | | | |                                 | | | | | | | |                                                    |                                                    | | | |                                                                                           |                               |
|                                                       | Mirta B. Colonna di Sciarra (1938-?) (moglie di Alberto Riario Sforza, ex uxor X principe di Carbognano; assunse il cognome Riario Sforza Colonna di Sciarra) | Mirta B. Colonna di Sciarra (1938-?) (moglie di Alberto Riario Sforza, ex uxor X principe di Carbognano; assunse il cognome Riario Sforza Colonna di Sciarra) | Benedetta B. Colonna di Sciarra | Benedetta B. Colonna di Sciarra | Creazione della linea B. Colonna di Sciarra-Corsini | Creazione della linea B. Colonna di Sciarra-Corsini | Crezione della linea B. Colonna di Sciarra-Corsini | Crezione della linea B. Colonna di Sciarra-Corsini | Francesco B. Colonna di Sciarra Sacchetti (1898-1959) | Francesco B. Colonna di Sciarra Sacchetti (1898-1959) | ...e altri 6 fratelli/sorelle | ...e altri 6 fratelli/sorelle                      |                                                    | Filippo Corsini (1873-1926) (eredita nel 1909 e nel 1911 le rispettive collezioni della zia Luisa e della madre Anna B. Colonna di Sciarra)                                                     | Filippo Corsini (1873-1926) (eredita nel 1909 e nel 1911 le rispettive collezioni della zia Luisa e della madre Anna B. Colonna di Sciarra) | [...] | [...]                                                                                     |                               |
|                                                       | | | |                                 | | | | | | | |                                                    |                                                    | | | |                                                                                           |                               |
|                                                       | | | |                                 | | | | | | | |                                                    |                                                    | | | |                                                                                           |                               |
|                                                       | Urbano Riario Sforza B. Colonna di Sciarra (1961-) | Urbano Riario Sforza B. Colonna di Sciarra (1961-) | |                                 | | | | | Augusto B. Colonna di Sciarra Sacchetti (1923-2005) (XIII principe di Palestrina, la sua famiglia detiene i titoli Barberini dei principi di Palestrina, vive in una pertinenza del palazzo B. alle Quattro Fontane di Roma e possiede privatamente una parte dell'originaria collezione di Urbano VIII) | Augusto B. Colonna di Sciarra Sacchetti (1923-2005) (XIII principe di Palestrina, la sua famiglia detiene i titoli Barberini dei principi di Palestrina, vive in una pertinenza del palazzo B. alle Quattro Fontane di Roma e possiede privatamente una parte dell'originaria collezione di Urbano VIII) | |                                                    |                                                    | Tommaso Corsini (1903-1980) (firmò assieme alla prozia Maria Barberini Colonna di Sciarra il Regio Decreto Legge del 1934 che consentì la possibilità di vendere alcune opere della collezione) | Tommaso Corsini (1903-1980) (firmò assieme alla prozia Maria Barberini Colonna di Sciarra il Regio Decreto Legge del 1934 che consentì la possibilità di vendere alcune opere della collezione)                                                  | |                                                                                           |                               |
|                                                       | | | |                                 | | | | | | | |                                                    |                                                    | | | |                                                                                           |                               |
|                                                       | | | |                                 | | | | | | | |                                                    |                                                    | | | |                                                                                           |                               |
|                                                       | [...] | [...] | |                                 | | Benedetto B. Colonna di Sciarra Sacchetti (n. 1961) (XIV principe di Palestrina) | Benedetto B. Colonna di Sciarra Sacchetti (n. 1961) (XIV principe di Palestrina) | Urbano B. Colonna di Sciarra Sacchetti (n. 1962) | Urbano B. Colonna di Sciarra Sacchetti (n. 1962) | Francesca B. Colonna di Sciarra Sacchetti (n. 1965) | Francesca B. Colonna di Sciarra Sacchetti (n. 1965) | Giovanni B. Colonna di Sciarra Sacchetti (n. 1969) | Giovanni B. Colonna di Sciarra Sacchetti (n. 1969) | [...] | [...] | |                                                                                           |                               |